# Denkmäler und Kunst im öffentlichen Raum in Herford
In der ostwestfälischen Stadt Herford in Nordrhein-Westfalen gibt es zahlreiche Denkmäler und Kunstwerke im öffentlichen Raum, aber auch Grenzsteine, Gedenksteine, Büsten und Reliefs. Ein Großteil von ihnen ist nachfolgend aufgeführt. Bis auf das Wittekinddenkmal, das auch Wittekindbrunnen genannt wird, sind hier keine Brunnen berücksichtigt. Sie sind im Artikel Brunnen in Herford erfasst.

## Denkmäler

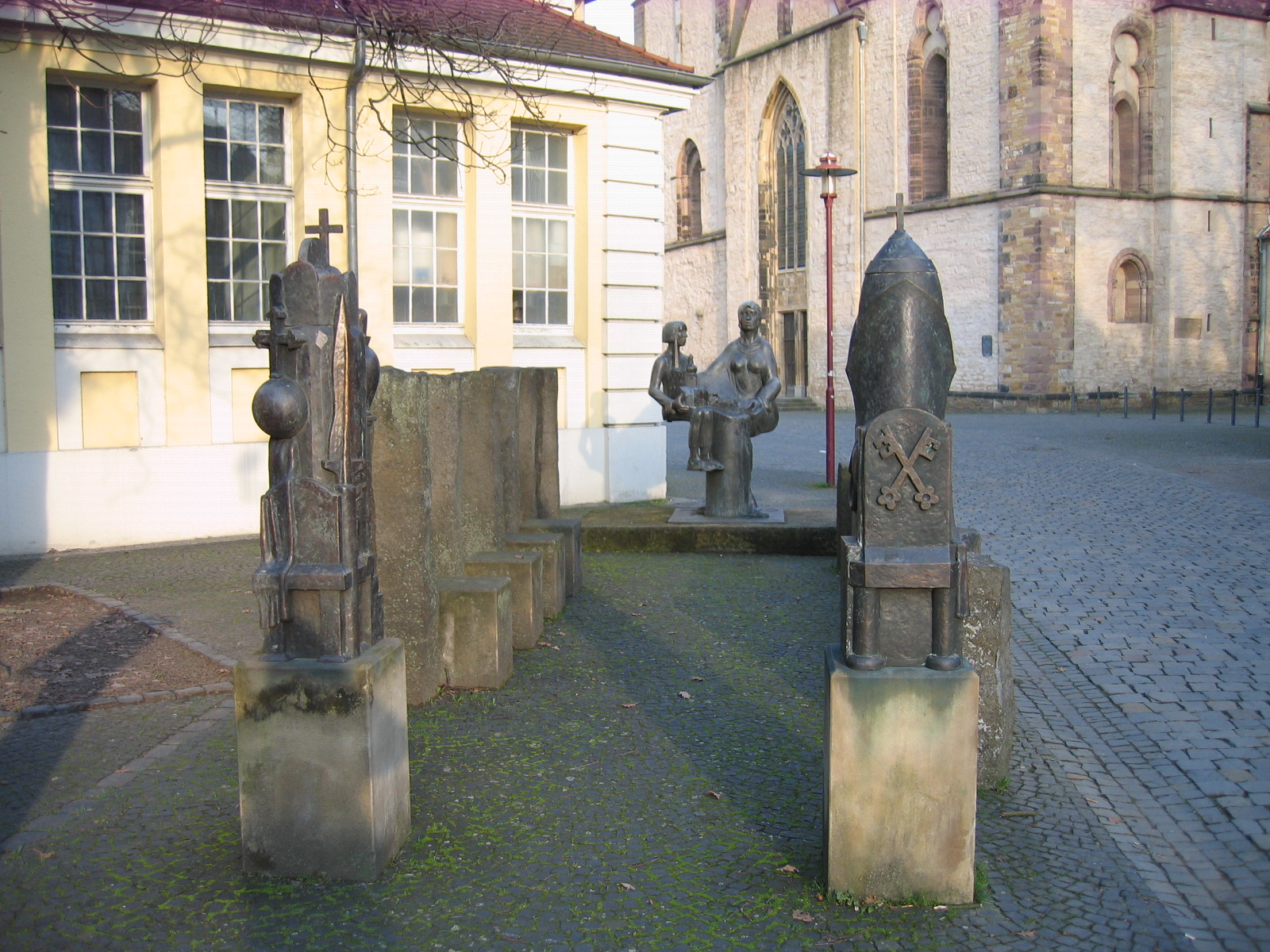
Stadtgeschichtsdenkmal

### Stadtgeschichtsdenkmal
Das von Wolfgang Knorr geschaffene Stadtgeschichts- oder Reichsabteidenkmal der Reichstiftstadt Herford, das sich seit 1998 an der Markthalle befindet, soll das singuläre Verhältnis von Stift und Stadt darstellen, das Kondominat (seit 1256).
14 Basaltsäulen stehen für die 14 hochadeligen Stiftsdamen, die an der Spitze der Abtei standen. In Richtung Münster und Rathaus trägt die Äbtissin den Bürgermeister der Stadt auf dem Schoß. Sie hat ein aufgeschlagenes Buch in der Hand, das den Grundriss der Abtei zeigt. Der Bürgermeister hält in seinen Händen das Rathaus, die Jakobi- und die Johanniskirche. Am Fuß der Skulptur winden sich eine Schlange und anderes Gewürm als Symbol des Bösen, das bei der christlichen Gründung des Stiftes durch Waltger erst überwunden werden musste. Der Äbtissin und dem Bürgermeister sind die Insignien des Papstes und des Kaisers gegenübergestellt. Nur ihnen waren das Stift und die Stadt unmittelbar unterstellt.

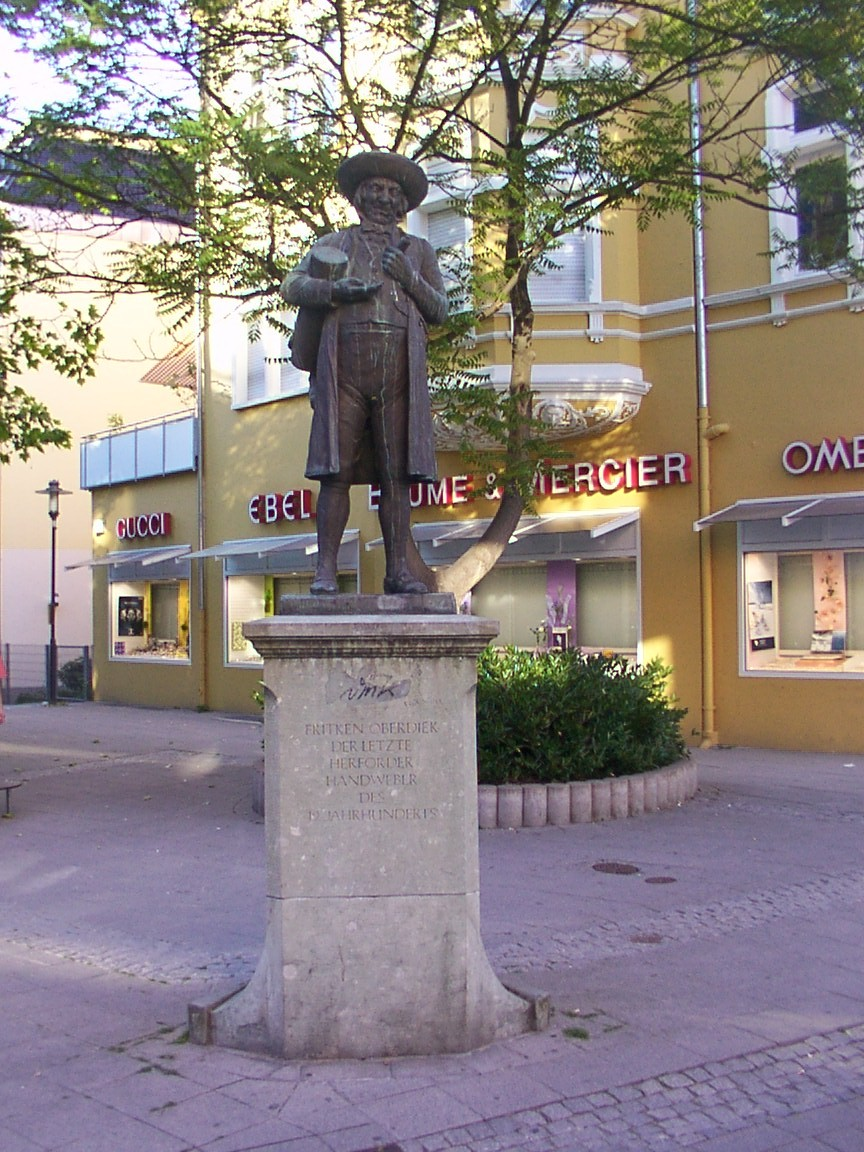
Linnenbauerdenkmal

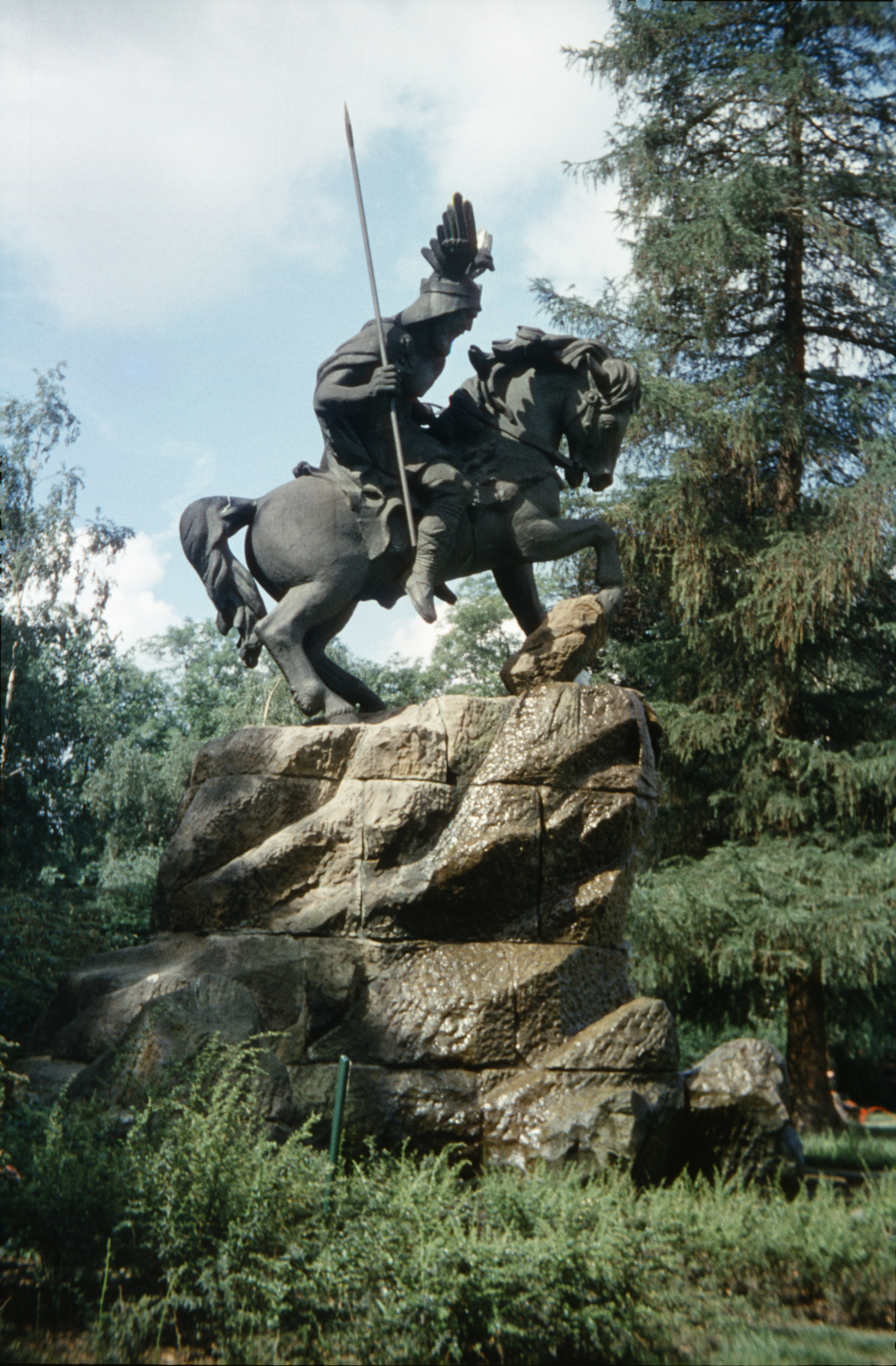
Widukind-Denkmal

### Linnenbauerdenkmal
Gregor von Bochmann der Jüngere schuf das 1909 eingeweihte Linnenbauerdenkmal. Es zeigt den letzten Herforder Handweber Fritken Oberdiek (1844–1919), der seine Leinenballen zum Großhändler in die Stadt gebracht hatte, verkaufte und nun verschmitzt lächelnd das erhaltene Geld zählt. Es steht am Linnenbauerplatz, der nach dem Linnenbauer benannt wurde. Bis zur Verrohrung der Bowerre Mitte der 1970er Jahre befand sich dort die Mittelstädter Brücke, die die Altstadt mit der Neustadt verband. Der Linnenbauer oder Leineweber ist vergleichbar mit dem Kiepenkerl.

### Wittekinddenkmal
Das einzige übergroße Wittekinddenkmal Deutschlands erinnert auf dem Wilhelmsplatz an den Sachsenherzog Wittekind (Widukind). Der Brunnen beschreibt das Quellwunder, durch das der halb verdurstende Wittekind zum Christ wurde und sich seinem überlegenen Feind, dem Frankenkönig Karl dem Großen, unterwarf. Das Originaldenkmal wurde 1899 vom Bildhauer Heinrich Wefing geschaffen. Zu Rüstungszwecken wurde es 1942 eingeschmolzen, der Sockel blieb jedoch erhalten. Im Jahr 1959 konnte der Bildhauer Walter Kruse das Wittekinddenkmal nach alten Bildern erneuern.

### Abteistele

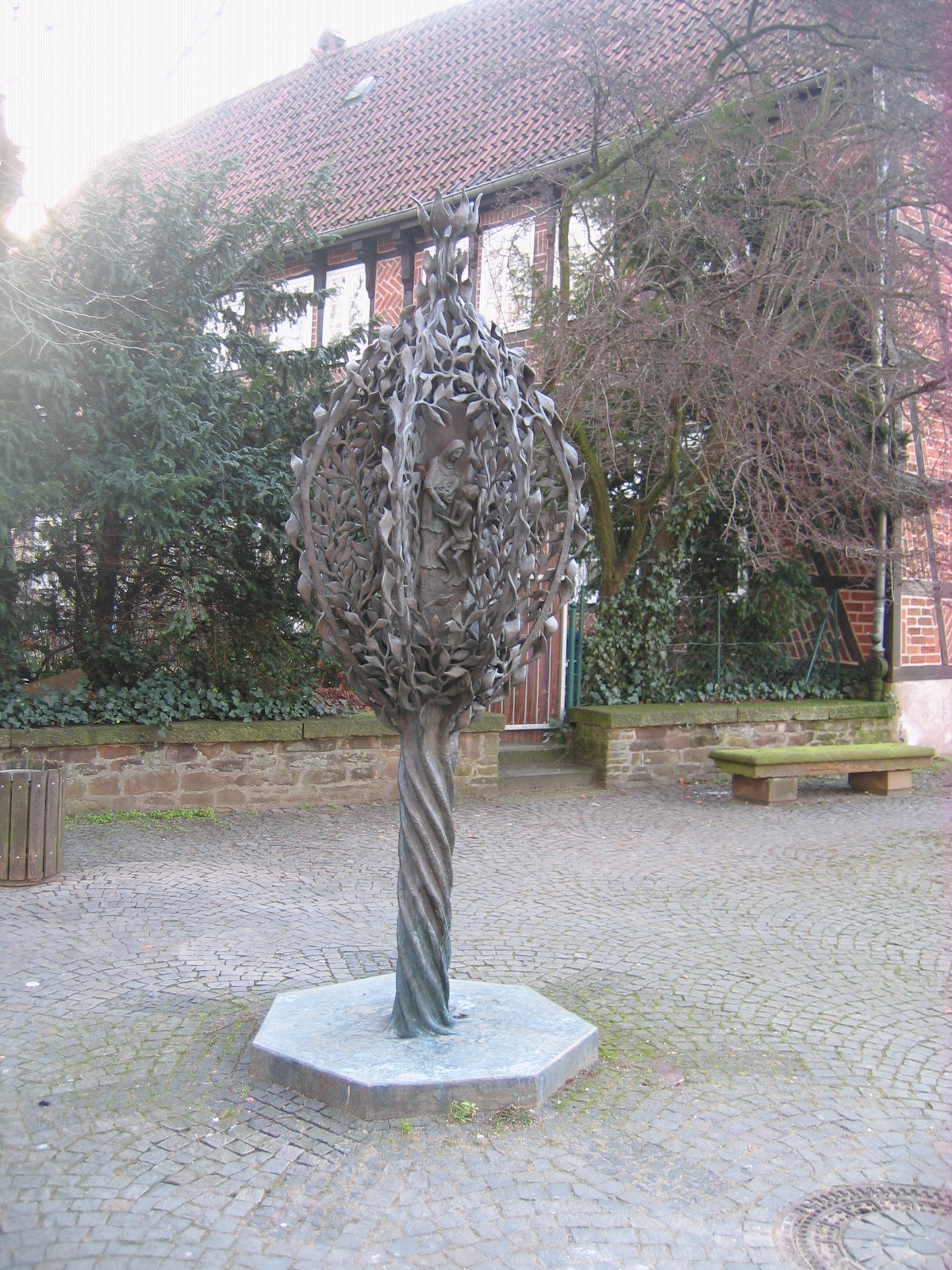
Abteistele

Zwischen Münsterkirche und Kantorhaus wurde 1989 die Abteistele des Künstlers Ulrich Henn aufgestellt. Das 3,30 Meter hohe Werk aus Bronze erinnert an das hochadelige Reichsstift Herford und das karitative Wirken der Stiftsdamen. Die Stele ist ein stilisierter Baum, bei dem sieben einander verschlungene Wurzelstränge zu einer geöffneten Krone emporsteigen. Sie zeigt die sechs Werke der Barmherzigkeit, die im Matthäus-Evangelium aufgeführt sind: Hungernde speisen, Durstige tränken, Nackte bekleiden, Fremde beherbergen, Kranke pflegen und Gefangene besuchen. Eine zusätzliche Szene verweist auf eine weitere Aufgabe, der sich das Damenstift über ein Jahrtausend an dieser Stelle widmete: das Vermitteln und Verbreiten der christlichen Lehre. Die Spitze der Stele öffnet sich kelchartig dem Himmel, um, wie mit geöffneten Händen, Gott um Hilfe zu bitten.

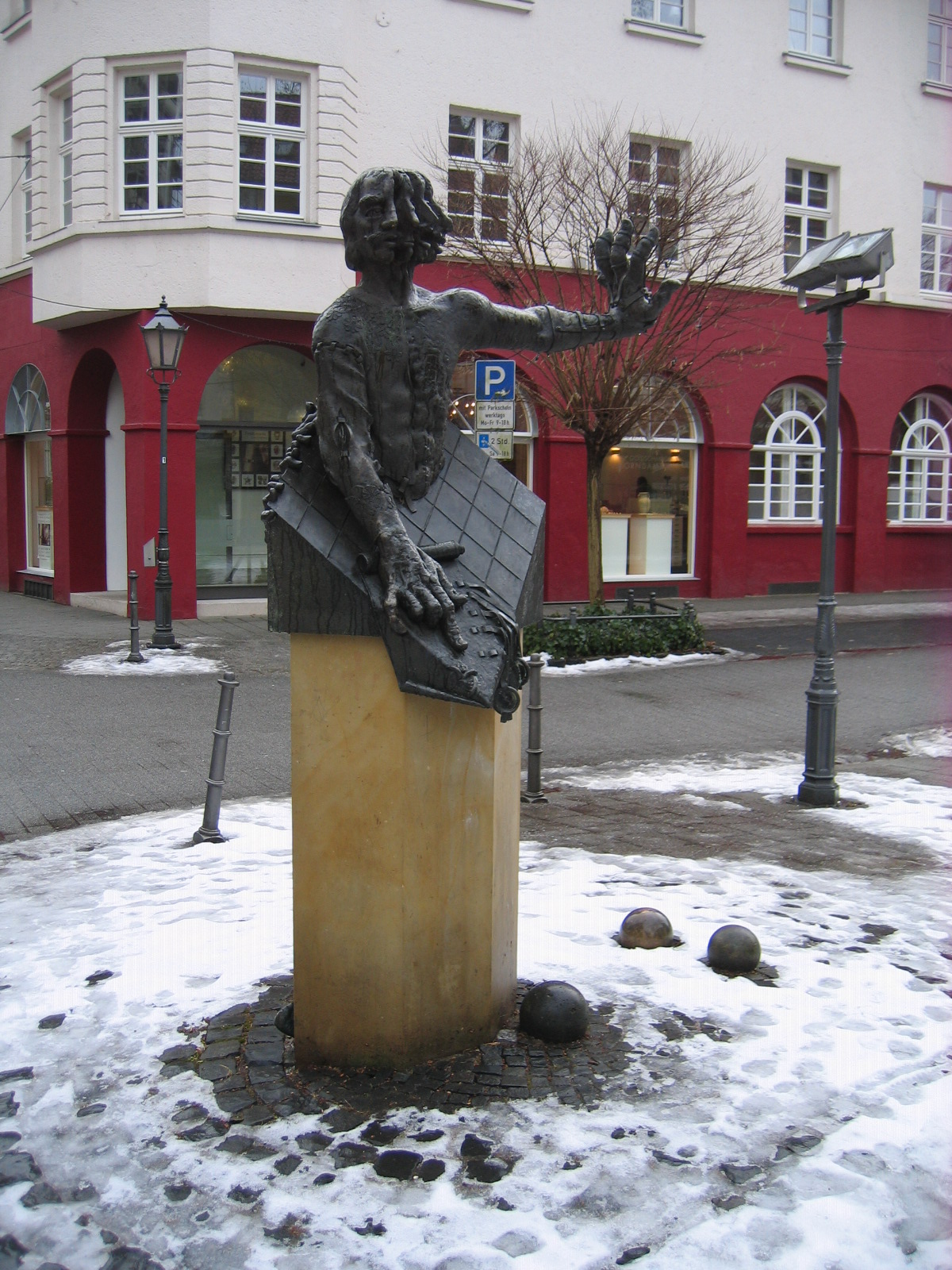
Fürstenaudenkmal

### Denkmalsockel des Großen Kurfürsten
Am 26. September 1902 wurde auf dem Bahnhofsplatz ein von dem Bildhauer Heinrich Wefing geschaffenes Bronzestandbild des Großen Kurfürsten enthüllt. Die Aufstellung war vom Herforder Kriegerverein angeregt worden und wurde von Kaiser Wilhelm II. unterstützt.
Bei der Bevölkerung war dieses Ehrenmal jedoch umstritten, weil der Kurfürst Friedrich Wilhelm von Brandenburg die damalige Reichsstadt im Jahr 1652 annektiert und der Grafschaft Ravensberg angegliedert hatte. Auch die Verhandlungen von Anton Fürstenau, der erst 1989 ein Denkmal erhielt, konnten den Verlust der Selbständigkeit nicht verhindern. In der Folge zogen viele Kaufleute und Handwerker fort und trugen damit zum wirtschaftlichen Niedergang der Stadt bei.
1942 wurde das Standbild eingeschmolzen. Die zerbrochenen Teile des Sockels wurden 2002 im Aawiesenpark aufgestellt. Sie verdeutlichen das gebrochene Verhältnis Herfords zu Brandenburg-Preußen. Auf dem Sockel stand folgender Text: „Dem großen Kurfürsten die Bürger der Stadt Herford. 26. September 1652–26. September 1902. Herford 250 Jahre kurbrandenburgisch.“

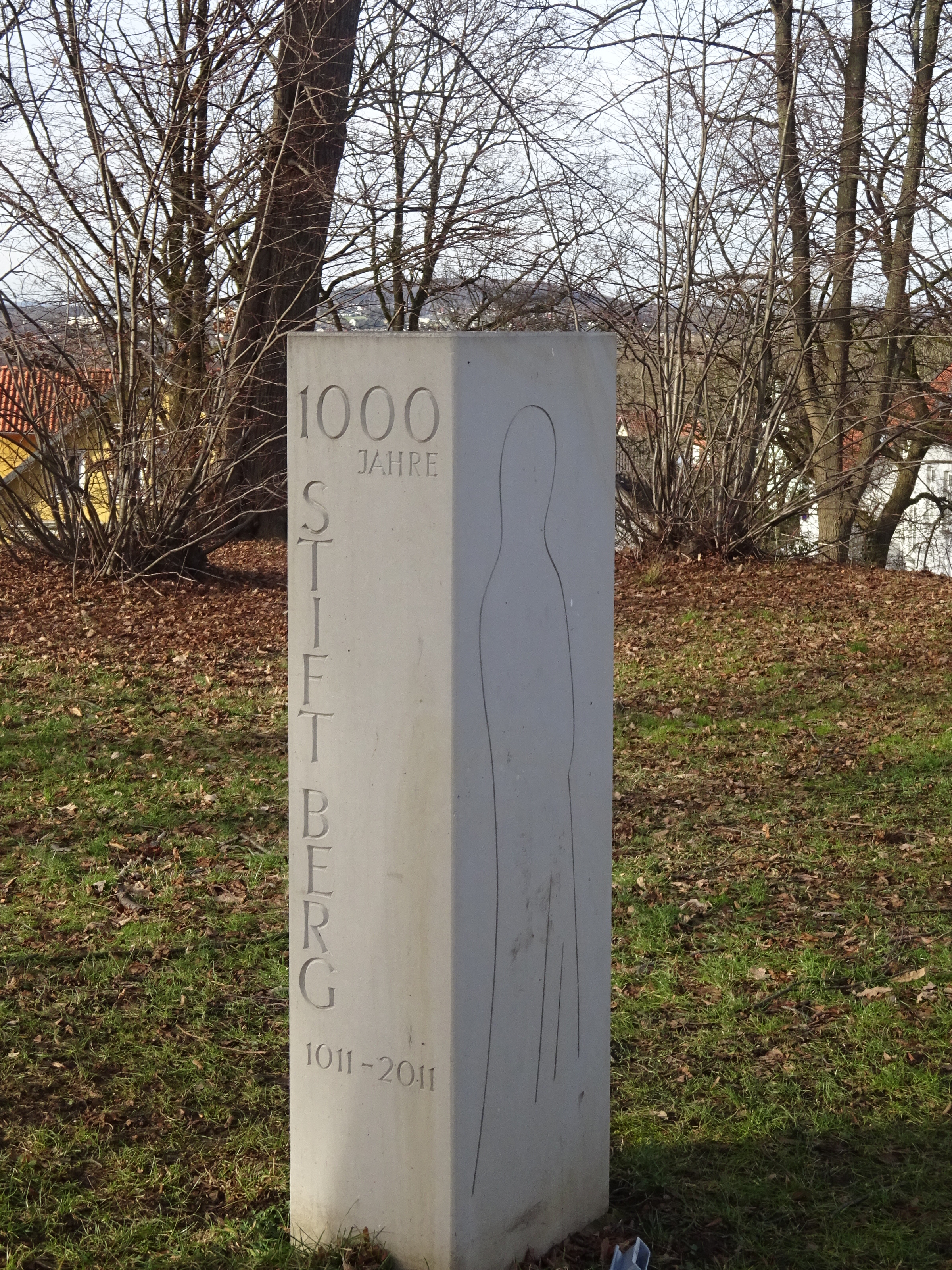
Denkmal für die Marienerscheinung auf dem Luttenberg

### Fürstenaudenkmal
Auf dem Fürstenauplatz vor der Jakobikirche steht seit 1989 das Fürstenaudenkmal, das an Anton Fürstenau, den Beschützer Herfords im Dreißigjährigen Krieg und den Verteidiger der Reichsfreiheit gegen Brandenburg und den Großen Kurfürsten erinnert. Es wurde von Wolfgang Knorr gestaltet.
Anton Fürstenau hält seine rechte Hand abweisend gegen die Bielefelder Sparrenburg und damit gegen den Grafen von Ravensburg, der den Brandenburgern nahestand. Mit viel Verhandlungsgeschick und Geld konnte Fürstenau die Einnahme und Verwüstung der Stadt Herford im Dreißigjährigen Krieg verhindern. Mit seiner linken Hand zeigt er auf eine Urkunde, die der Stadt Herford die Reichsfreiheit garantiert. Der mehrfach geteilte Kopf symbolisiert die Stationen seines Lebens, vom jungen dynamischen bis zum alten, verbrauchten Mann.

### Marienerscheinungsdenkmal auf dem Luttenberg
Zum tausendjährigen Jubiläum des Stifts auf dem Berge wurde 2011 auf dem Luttenberg ein Steinblock aufgestellt, der die symbolisierte Maria zeigt, die dort dem Bettler oder Hirten, je nach Übersetzung, erschienen sein soll. Das Motiv in dem Steinblock aus Obernkirchner Sandstein wurde von dem Bildhauer Heinz Werner Horn geschaffen.

### Kleiner Hermann
Anfang des 20. Jahrhunderts wurde auf dem Giebel des Hauses Bäckerstraße 16 eine kleine Nachbildung des Hermannsdenkmals angebracht. In den 1990er Jahren wurde das Haus in der Fußgängerzone abgebrochen und die knapp einen Meter große goldfarbene Statue sichergestellt. Nach dem Neubau des Hauses erhielt sie ihren Platz an einer Wand des Schuhgeschäftes, das sich im Erdgeschoss befindet.

### Frieda-Nadig-Denkmal

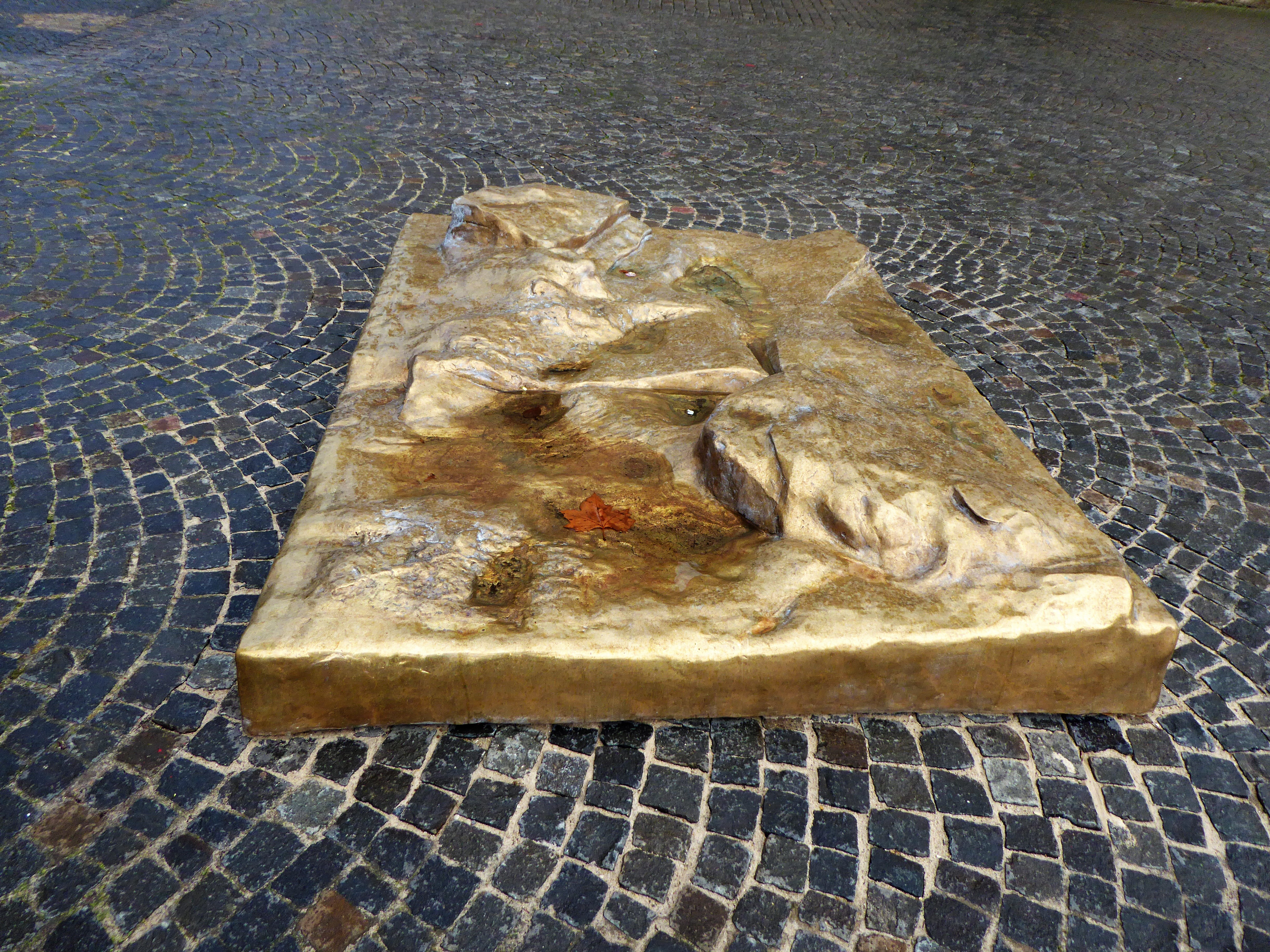
Frieda-Nadig-Denkmal Herford

Am 8. November 2021 wurde auf dem Rathausplatz in Herford das Frieda-Nadig-Denkmal eingeweiht. Es erinnert an die Herforderin Frieda Nadig, eine der vier Mütter des Grundgesetzes. Das Denkmal wurde von der Künstlerin Asta Gröting als Bronzeplatte gestaltet.

## Mahnmale und Kriegerdenkmäler

### Mahnmal am Bergertor
Auf der Grünfläche der Spatzenwiese am Bergertor steht seit 30. Juni 1968 ein 6,50 Meter hohes Mahnmal des Bildhauers Paul Bronisch. Es besteht aus 16 ineinander verschachtelten Kreuzen, die an einem Eisenpfahl befestigt sind. Davor befindet sich eine Gedenktafel mit der Aufschrift Die Opfer der Kriege mahnen zum Frieden. Seitdem finden hier die Herforder Gedenkveranstaltungen am Volkstrauertag und an anderen Gedenktagen statt.

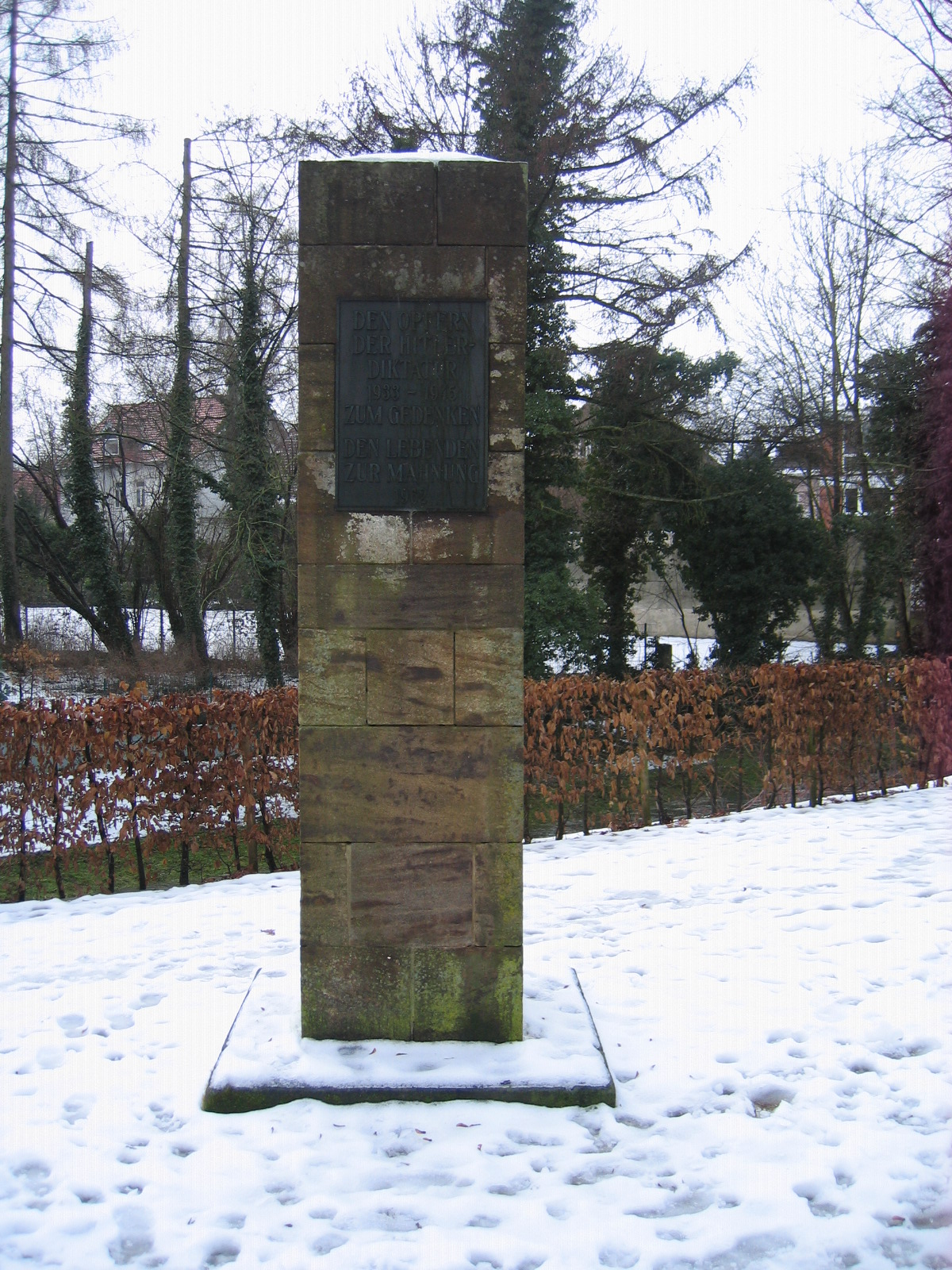
Mahnmal am Deichtorwall

### Mahnmal am Deichtorwall
Am Deichtorwall, unweit des Daniel-Pöppelmann-Hauses, steht seit 1962 ein Mahnmal mit der Aufschrift: Den Opfern der Hitler-Diktatur 1933–1945 zum Gedenken, den Lebenden zur Mahnung.

### Mahnmal auf dem Friedhof Diebrock

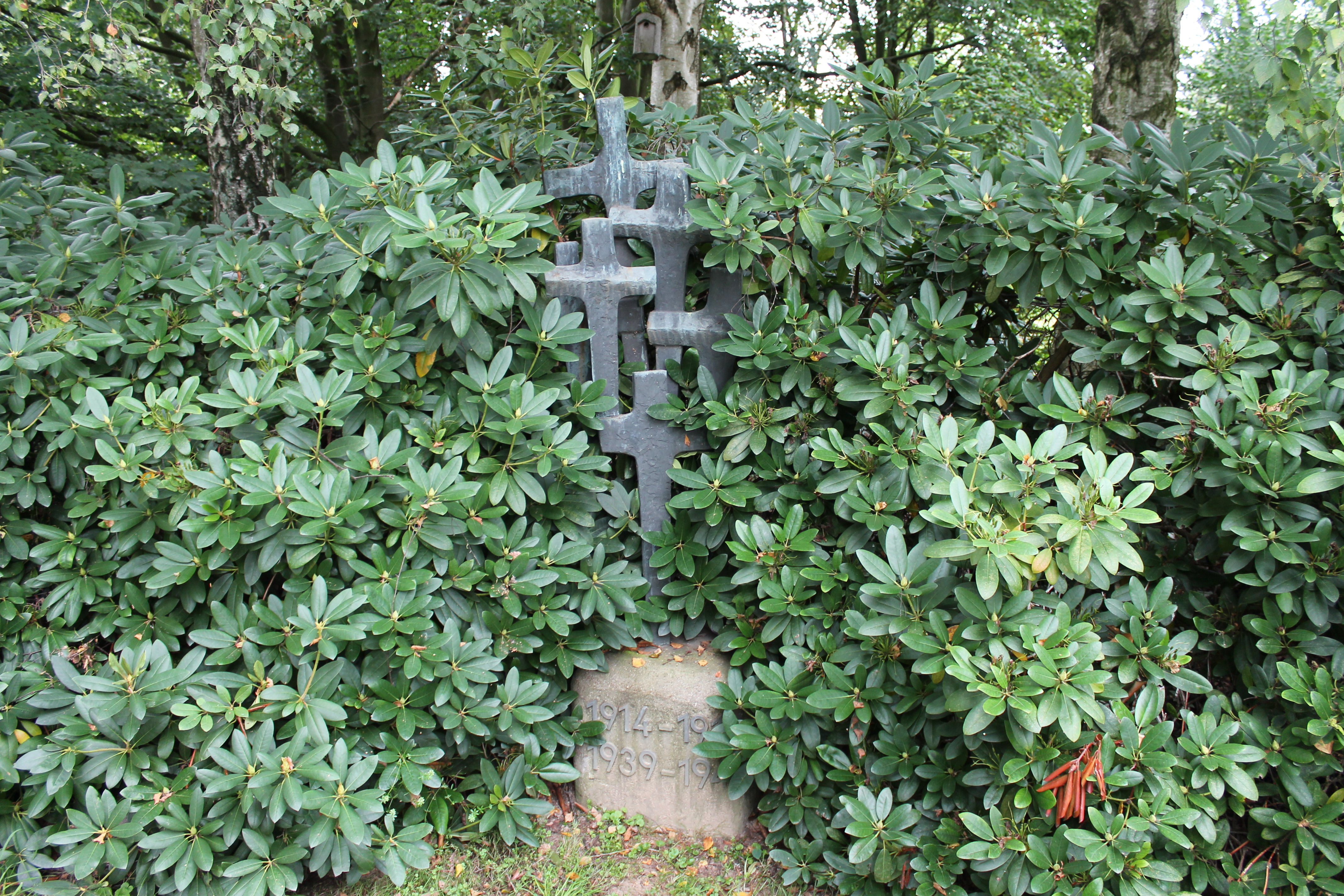
Mahnmal auf dem Friedhof Diebrock

Auf dem Diebrocker Friedhof steht ein Mahnmal aus fünf übereinander angeordneten Kreuzen, die auf einem Stein mit der Inschrift 1914–1918, 1939–1945 stehen.

### Berliner Mauerstück
An der Berliner Straße steht im Bereich der Einmündung der Straße Holland seit November 2009 ein drei Meter hoher und ein Meter breiter Abschnitt der Berliner Mauer. 20 Jahre nach dem Mauerfall hat ein Berliner Unternehmer, der in Herford mehrere Wohnanlagen mit mehr als 200 Wohnungen gebaut hat, der Stadt das etwa vier Tonnen schwere Mauerteil geschenkt, das früher in der Nähe des Brandenburger Tors stand. Auf einer Tafel steht: „Am 3. Oktober 1990 wurde die deutsche Einheit in Berlin vollzogen. Damit konnten erstmals seit 1933 wieder alle Deutschen in Freiheit und Demokratie leben. Sie zu schützen, ist unsere Aufgabe.“

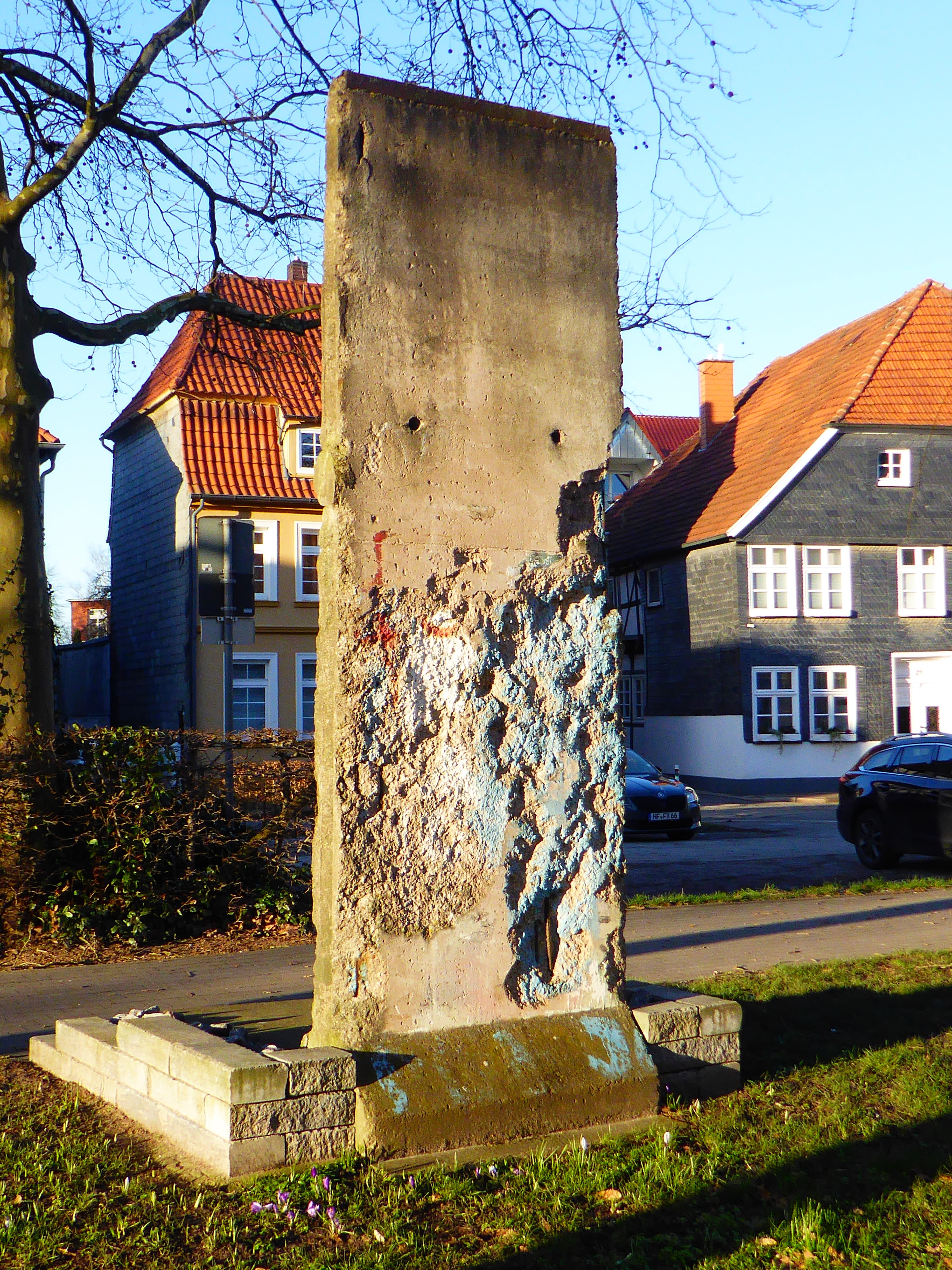
Berliner Mauer in Herford 2022

### Gedenk- und Mahntafel in der Kleinen Markthalle
In der Kleinen Markthalle wurde am 27. Januar 1999 eine Gedenk- und Mahntafel zur Erinnerung an die von dort ausgegangenen Deportationen angebracht. Von der Markthalle wurden in den Jahren 1941 bis 1945 jüdische Herforderinnen und Herforder zur Sammelstelle in Bielefeld abtransportiert, dem Ausgangspunkt für den Transport in Ghettos und Vernichtungslager.

### Gedenktafel für die Sinti und Roma
Am 2. August 2021 wurde neben der Haupttreppe des Herforder Rathauses eine Gedenktafel zur Erinnerung an die Verfolgung der Herforder Sinti und Roma eingeweiht. Die Sinti und Roma, die seit einigen Jahrhunderten in Herford wohnten, wurden zwischen 1933 und 1945 verfolgt, wobei mindestens zehn von ihnen in Konzentrationslagern ermordet wurden.

### Kriegerdenkmal auf dem Alten Friedhof

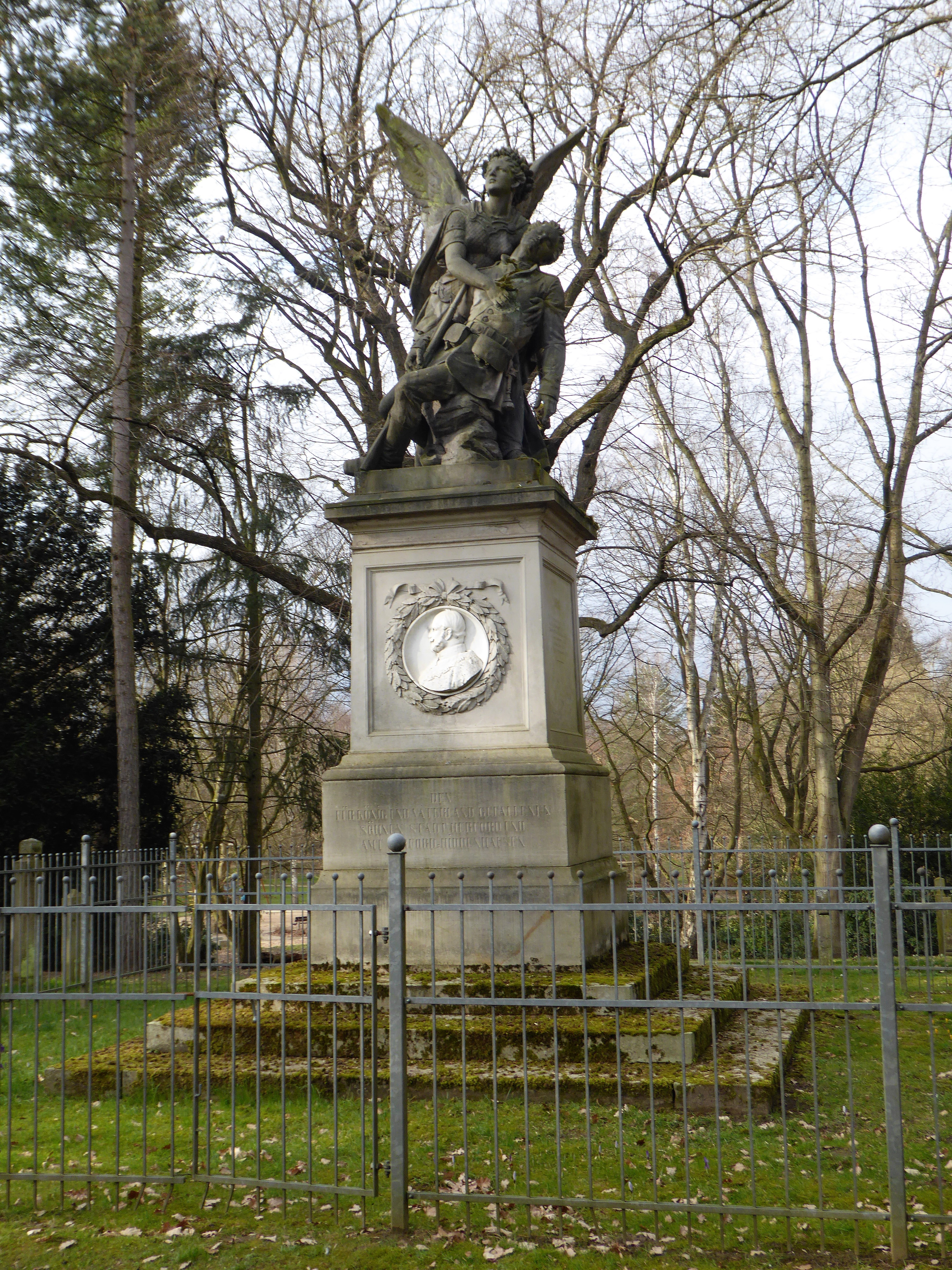
Kriegerdenkmal Alter Friedhof Herford

Das Kriegerdenkmal für die Gefallenen des Deutsch-Dänischen Krieges 1864, des preußischen Krieges gegen Österreich 1866 und des Deutsch-Französischen Krieges 1870/71 wurde 1876 bis 1879 von Heinrich Wefing geschaffen und am 18. Oktober 1879 auf dem Alten Markt enthüllt. Auf dem Sockel trägt eine Walküre einen gefallenen Krieger gen Walhalla. Die Inschrift lautet: Den für König und Vaterland gefallenen Söhnen Stadt Herford und Amt Herford-Hiddenhausen. Außerdem sind die Namen der Gefallenen der drei Kriege aufgeführt. Seit 21. Januar 1964 steht das Kriegerdenkmal auf dem älteren Teil des Alten Friedhofs, auf dem seit 1874 keine Bestattungen mehr erfolgen.

### Kriegerdenkmal auf dem Homberg

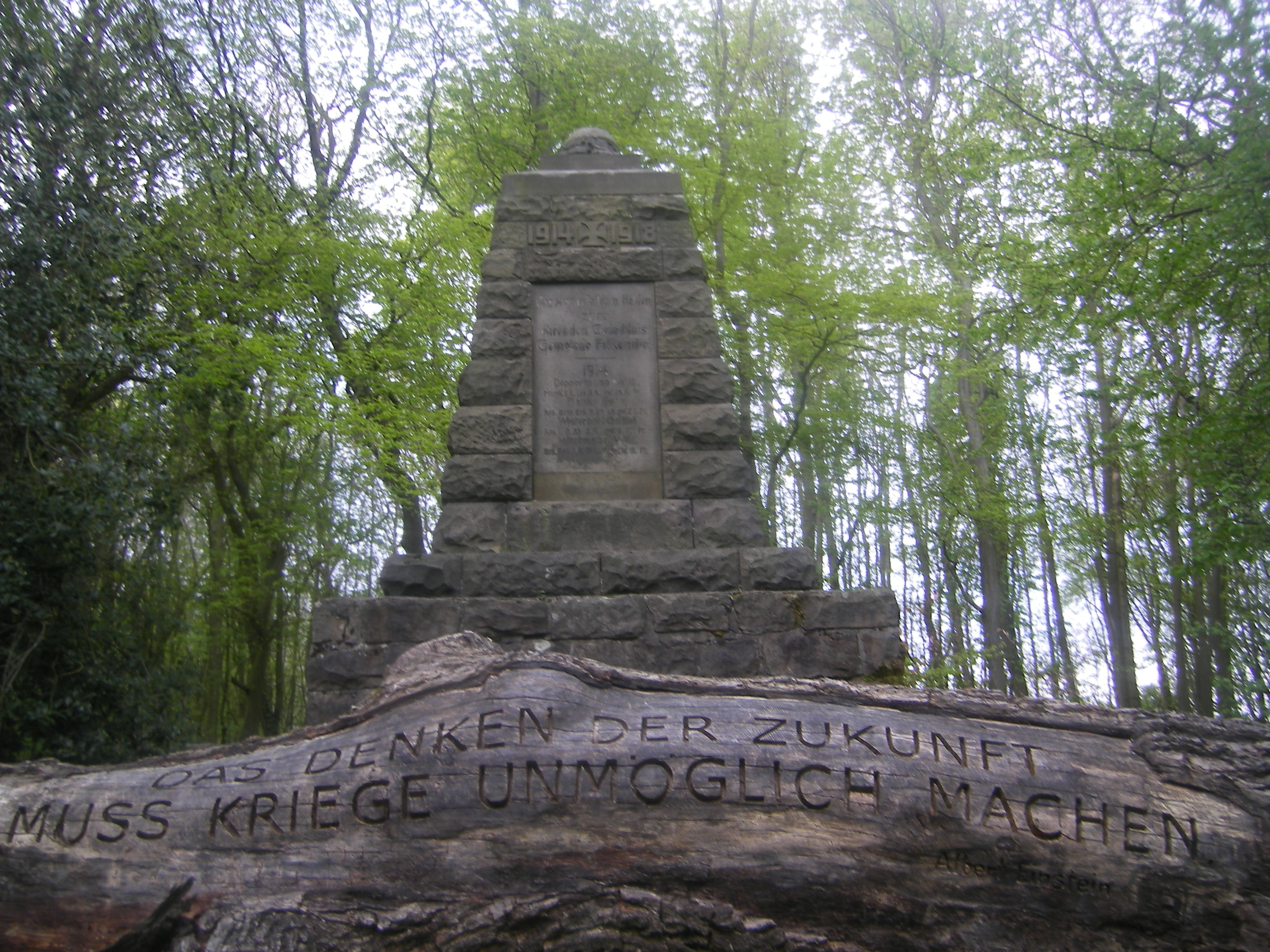
Kriegerehrenmal auf dem Homberg, davor eine Inschrift des Landschaftskunstprojekts

Ein größeres Kriegerdenkmal wurde 1922 auf dem Homberg in Falkendiek eingeweiht. An allen vier Seiten des rechteckigen aus Natursteinen errichteten Monuments sind Gedenktafeln eingelassen. Eine davon trägt die Inschrift 1914 1918 Unseren gefallenen Helden zum ehrenden Gedächtnis Gemeinde Falkendiek. Auf dieser und den anderen Tafeln sind eine weitere Inschrift und die Namen der im Ersten Weltkrieg Gefallenen der Gemeinde Falkendiek verzeichnet.
2008 hat die Falkendieker Bildhauerein Anke Stratmann-Horn, auf Initiative der IPPNW-Gruppe Herford, das Denkmal und die Umgebung durch friedenspolitische Sprüche zum Nachdenken auf Baumstämmen ergänzt.

### Kriegerdenkmal in Eickum

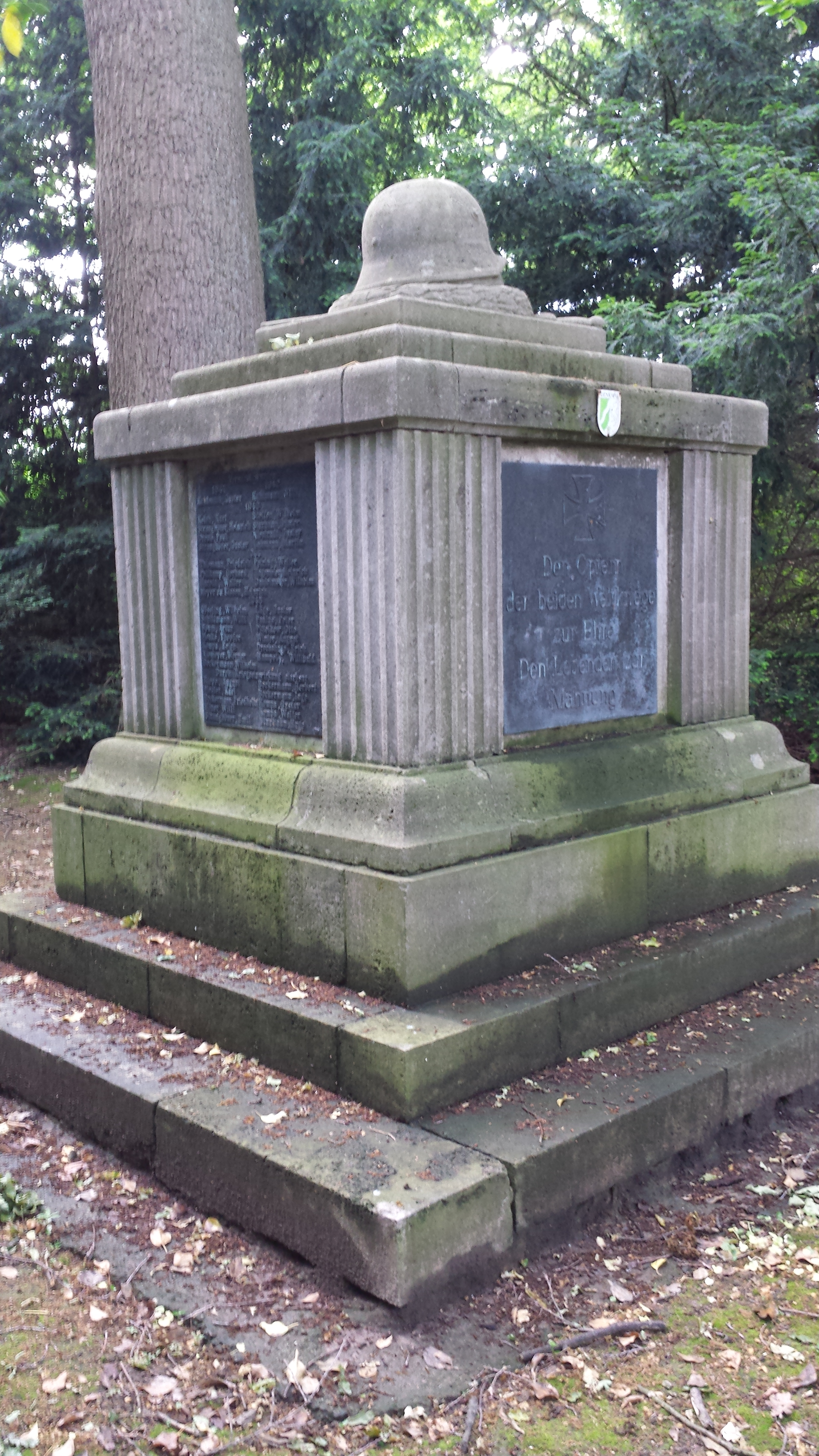
Kriegerdenkmal an der Diebrocker Straße in Eickum

An der Diebrocker Straße 431 in Eickum steht ein Kriegerdenkmal. Außer der Auflistung von Gefallenen und Vermissten der Gemeinde Eickum trägt es die Aufschrift Den Opfern der beiden Weltkriege zur Ehre Den Lebenden zur Mahnung.

### Weitere Mahnmale, Kriegerdenkmäler, Gedenksteine und Gedenktafeln
Jeweils zwei Gedenksteine stehen auf einer Grünanlage an der Ecke Vlothoer Straße/Stadtholzstraße und auf einer Grünanlage am Stadtpark Schützenhof. Ein weiterer Gedenkstein befindet sich vor dem Altbau des Königin-Mathilde-Gymnasiums.
Fast jeder Stadtteil hat in den meisten Fällen auf dem Friedhof ein Kriegerdenkmal oder ein Mahnmal, auf dem der Gefallenen der früheren Gemeinde gedacht wird.
Auch an oder in den Kirchen der Innenstadt befinden sich Gedenktafeln. Sie erinnern an die Opfer aus den jeweiligen Kirchengemeinden, die in den Kriegen zwischen 1813 und 1918 gefallen sind.
Weitere Herforder Gedenktafeln, die zuvor an anderen Standorten waren, befinden sich im Besitz des Städtischen Museums.

## Vertriebenendenkmäler

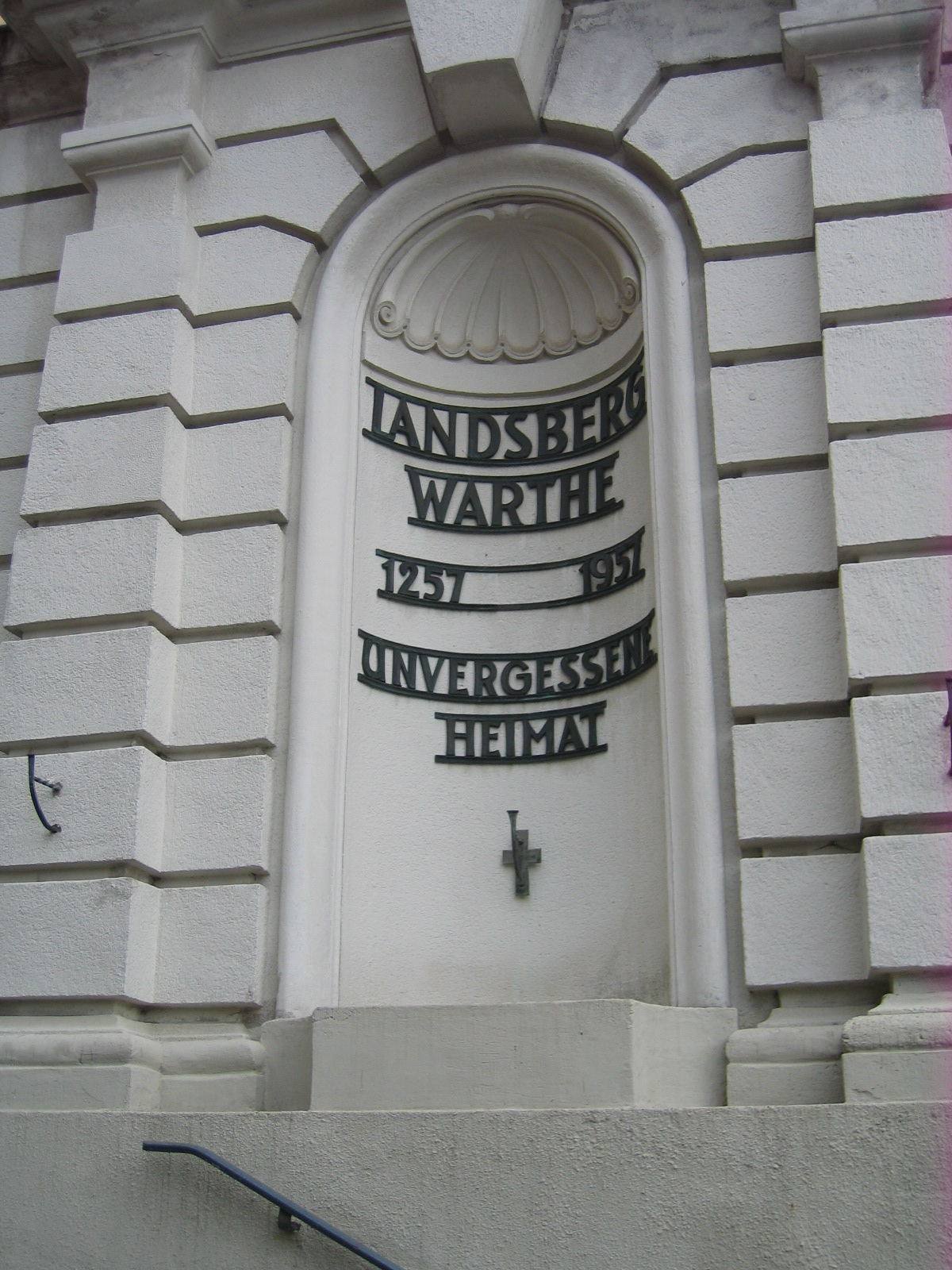
Ehrennische am Rathaus

### Erinnerung an Landsberg an der Warthe
Neben dem rechten Treppenaufgang zum Herforder Rathaus gibt es seit 1957 eine Ehrennische, die an die Stadt Landsberg an der Warthe erinnert. Der Text in der Nische lautet: Landsberg Warthe 1257  1957 unvergessene Heimat.
Am Bergertor steht seit 1976 ein etwa ein Meter hoher Gedenkstein. Auf der Vorderseite steht die Inschrift: Landsberg an der Warthe. Darunter befindet sich das Wappen von Landsberg an der Warthe. Auf der Rückseite lautet die Inschrift: Nach Landsberg an der Warthe über Berlin 519 km.
Die schlesische Stadt Landsberg an der Warthe gehört seit 1945 zu Polen und heißt seit 1946 Gorzów Wielkopolski. Anlässlich der 700-Jahr-Feier Landsbergs übernahmen 1957 der Stadt- und auch der Landkreis Herford die Patenschaft über die Landsberger Körperschaften. Zwei Jahre später stellte die Stadt Räumlichkeiten für eine Heimatstube zur Verfügung. Seit 2000 sind die zwischenzeitlich zu einem Museum ausgebauten Räume im Haus der Volkshochschule.

### Gedenktafel im Innenhof von St. Johannes Baptist
Im Innenhof der Kirche St. Johannes Baptist wurde 1996 eine Gedenktafel aufgestellt, die nach 50 Jahren an die Flüchtlinge aus den deutschen Ostgebieten erinnert, die in der Stadt Herford aufgenommen wurden. Die Inschrift lautet:
„Zur Erinnerung. Nach 1945 wurden Schlesier, Pommern, Ost- und Westpreußen, Danziger, Ostbrandenburger und Sudetendeutsche aus ihrer seit Jahrhunderten angestammten Heimat vertrieben. Hier in Herford fanden in den Jahren 1946–1948 besonders Schlesier aus der Grafschaft Glatz Obdach und Hilfe. Der Kirchengemeinde St. Johannes Baptist und allen Einrichtungen von Stadt und Kreis Herford, die halfen, Not zu lindern, danken wir für die Aufnahme in schwerster Zeit. Heimatgruppe und Zentralstelle Grafschaft Glatz/Schlesien e. V. zum 50. Jahrestag der Vertreibung. 1996.“

## Grenzsteine

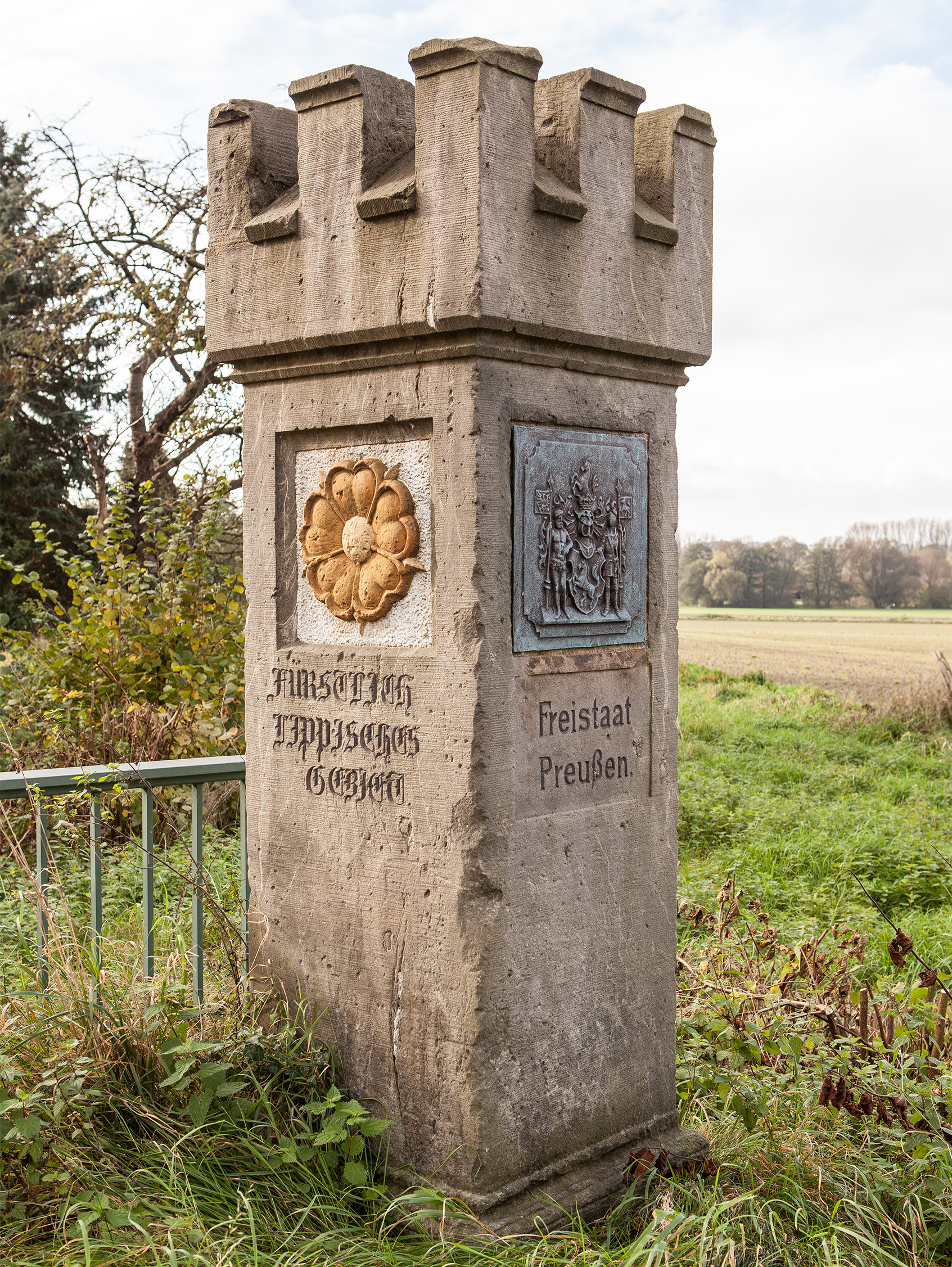
Grenzstein an der Salzufler Straße zwischen Herford und Bad Salzuflen

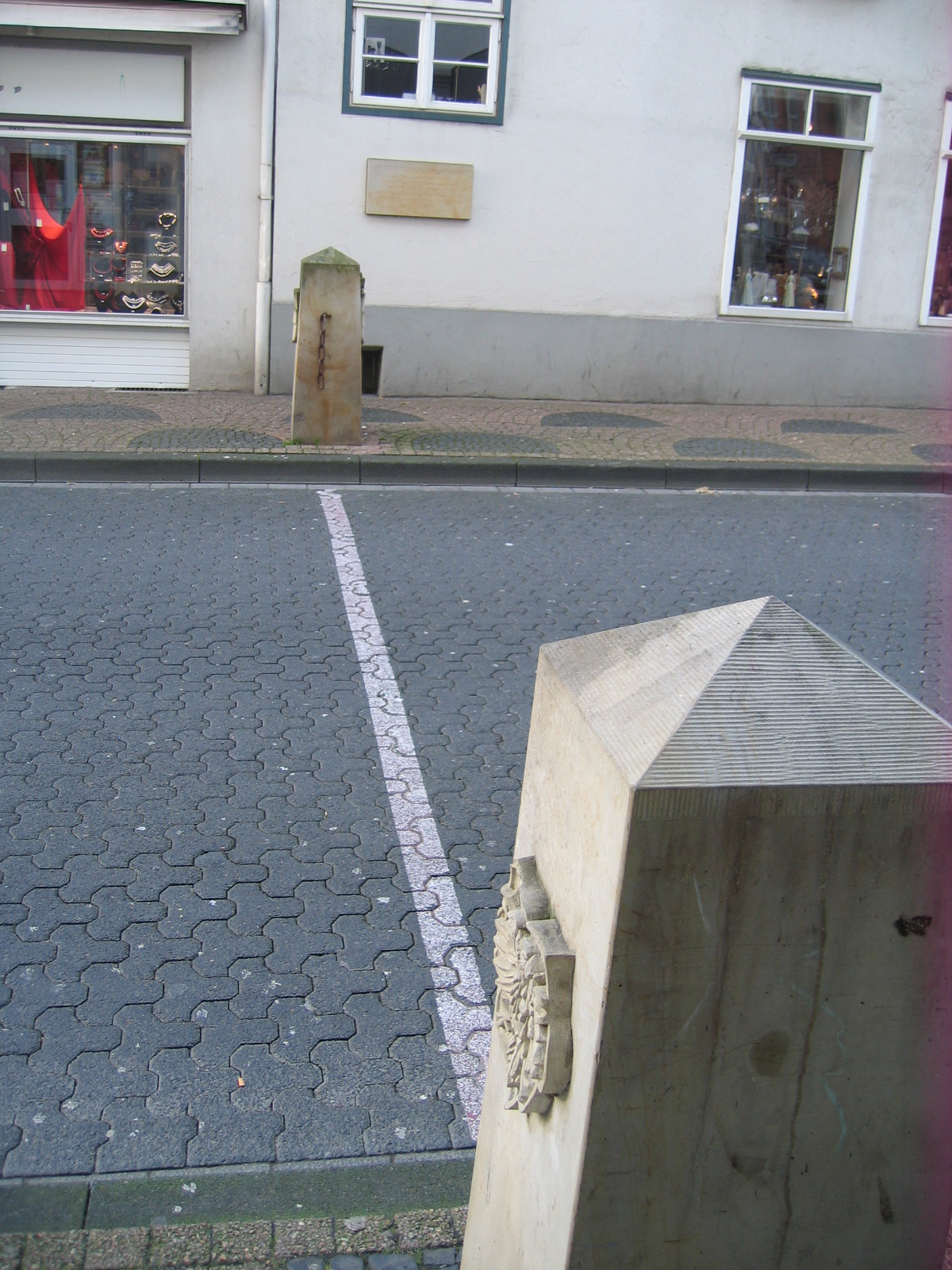
Grenzsteine zwischen dem Stift und der freien Reichsstadt Herford

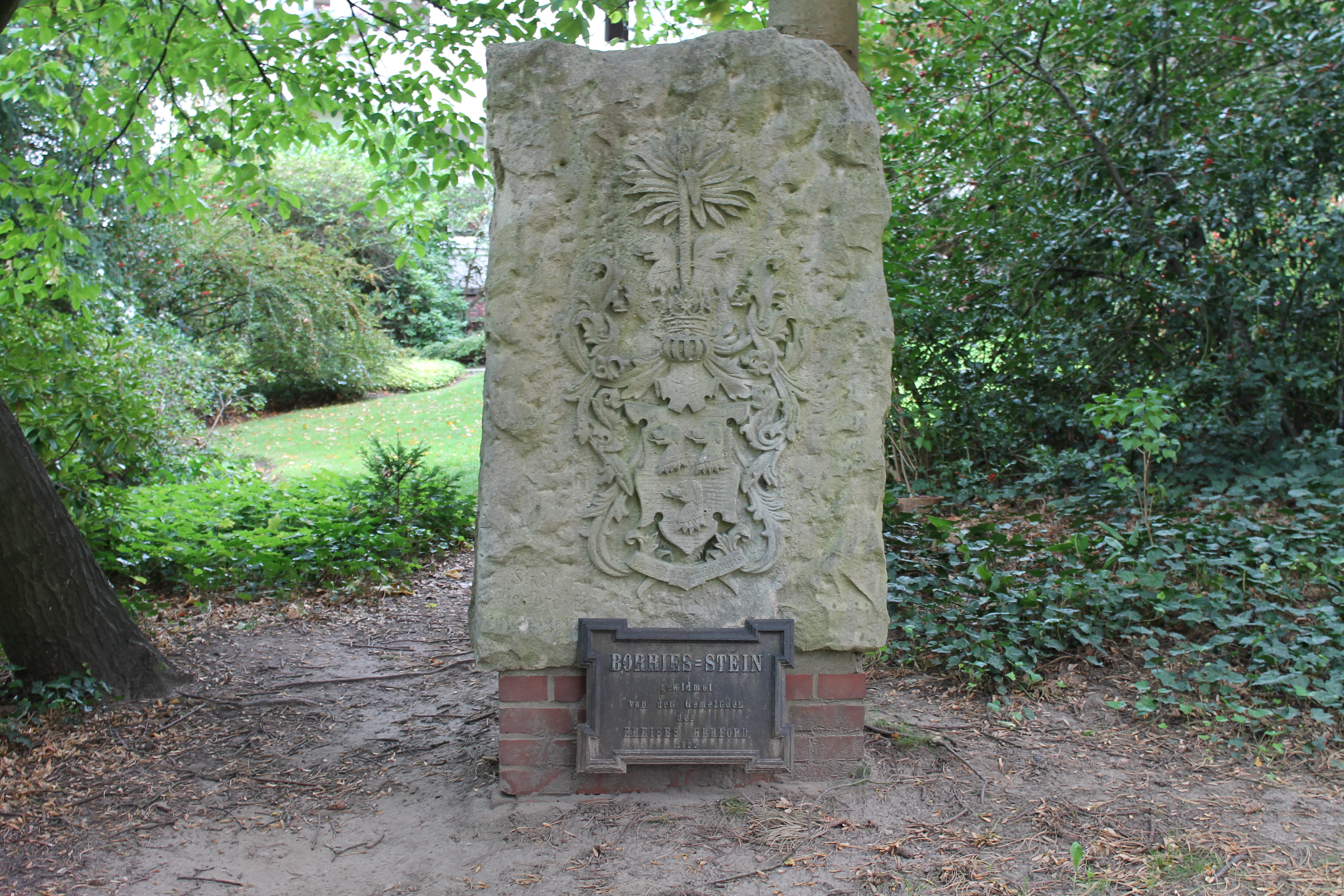
Borriesstein

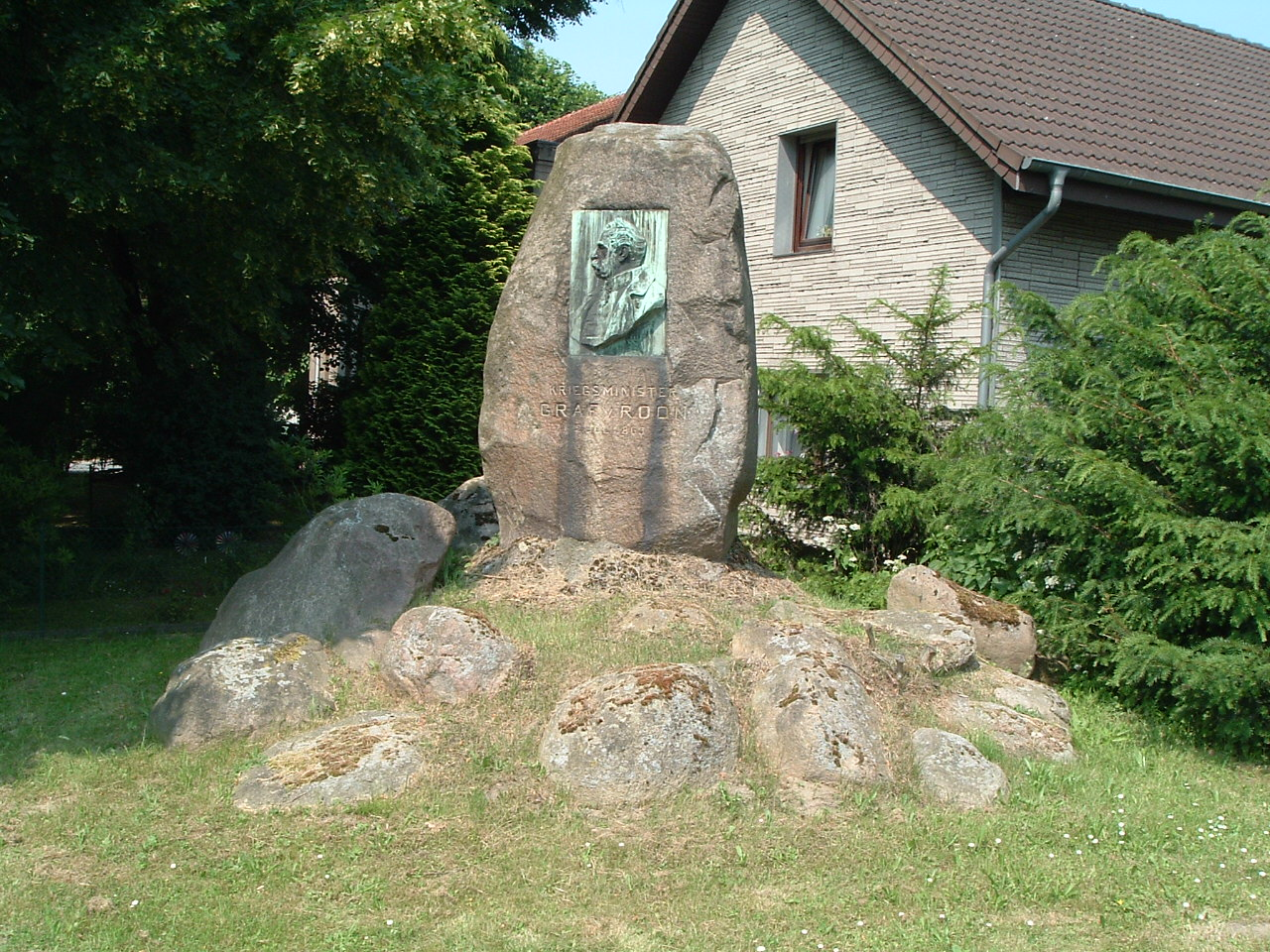
Denkmal für Albrecht von Roon

### Grenzsteine zwischen dem Stift und der freien Reichsstadt Herford
An der bis 1803 existierenden Grenze zwischen dem reichsunmittelbaren Stift Herford und der freien Reichsstadt Herford an der Einmündung der Mausefalle in die Elisabethstraße wurden zwei Grenzsteine aufgestellt und eine weiße Linie über die Straße gezogen. Auf einem Stein befindet sich das alte Herforder Balken-Wappen und auf dem anderen der Reichsadler.

### Grenzstein zwischen Preußen und Lippe
An der Salzufler Straße steht an der Stadtgrenze zwischen Herford und Bad Salzuflen ein Stein, der die Grenze zwischen dem preußischen Herford und dem Fürstentum Lippe markiert. Weil Lippe bei Gründung des Deutschen Zollvereins 1834 diesem nicht beigetreten war, mussten die hier stationierten Zöllner versuchen, die Schmuggelei zwischen den beiden Ländern zu unterbinden. Erst nach Beitritt des Fürstentums Lippe wurden die Schlagbäume im Jahr 1841 geöffnet und das Schmuggeln hatte ein Ende.

## Gedenksteine

### Jahnstein
Das Bronzebild von Friedrich Ludwig Jahn wurde auf Vorschlag der vier Herforder Turnvereine Turngemeinde Herford, Turnverein Jahn Herford, Turnklub Herford und Turnerbund Herford von Heinrich Wefing geschaffen und am 1. September 1907 an der Stiftberger Straße, die in diesem Zusammenhang in Jahnstraße umbenannt wurde, eingeweiht. Im Jahre 1942 wurde es eingeschmolzen und im Oktober 1955 etwa 50 Meter unterhalb am heutigen Standort eine von Alfred Reichel geschaffene Bronzebüste auf einem Sandsteinsockel neu aufgestellt.

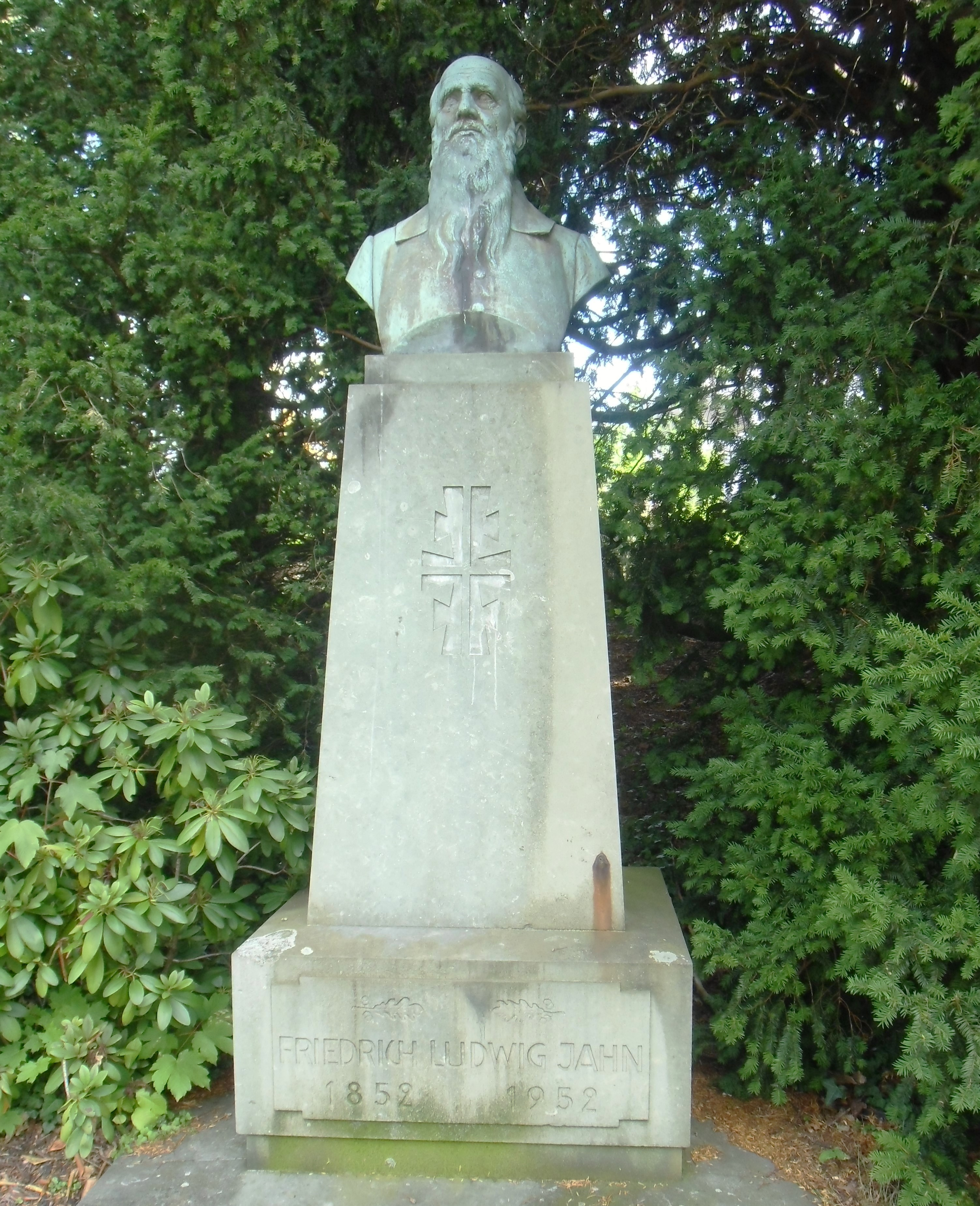
Jahn-Gedenkstein seit 1955
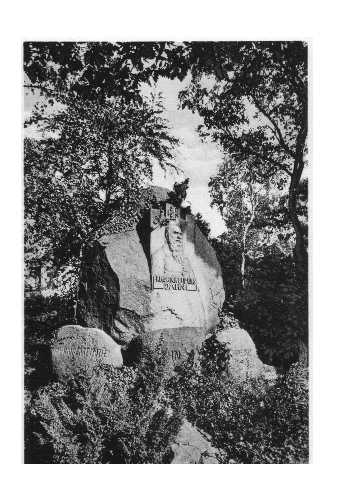
Ursprünglicher Jahnstein 1907–1942

### Borriesstein
In der Borriesstraße steht ein Gedenkstein, der den verschiedenen Herforder Landräten von 1832 bis 1933 mit dem Namen von Borries gewidmet ist. Die Aufschrift ist: Borries-Stein, gewidmet von den Gemeinden des Kreises Herford 1900.

### Roonstein
Im Herforder Stadtteil Laar steht im Kreuzungsbereich Lübbecker Straße/Laarer Straße/Vilsendorfer Straße ein Denkmal für den preußischen General und Kriegsminister Albrecht von Roon. Es wurde von dem Bildhauer Heinrich Wefing geschaffen und 1913 vom Kriegerverein Laar-Hollinde in Erinnerung an seinen Besuch am 2. Juli 1863 in Herford und Laar errichtet. Nach 1968 wurde es an seinen heutigen Standort umgesetzt.

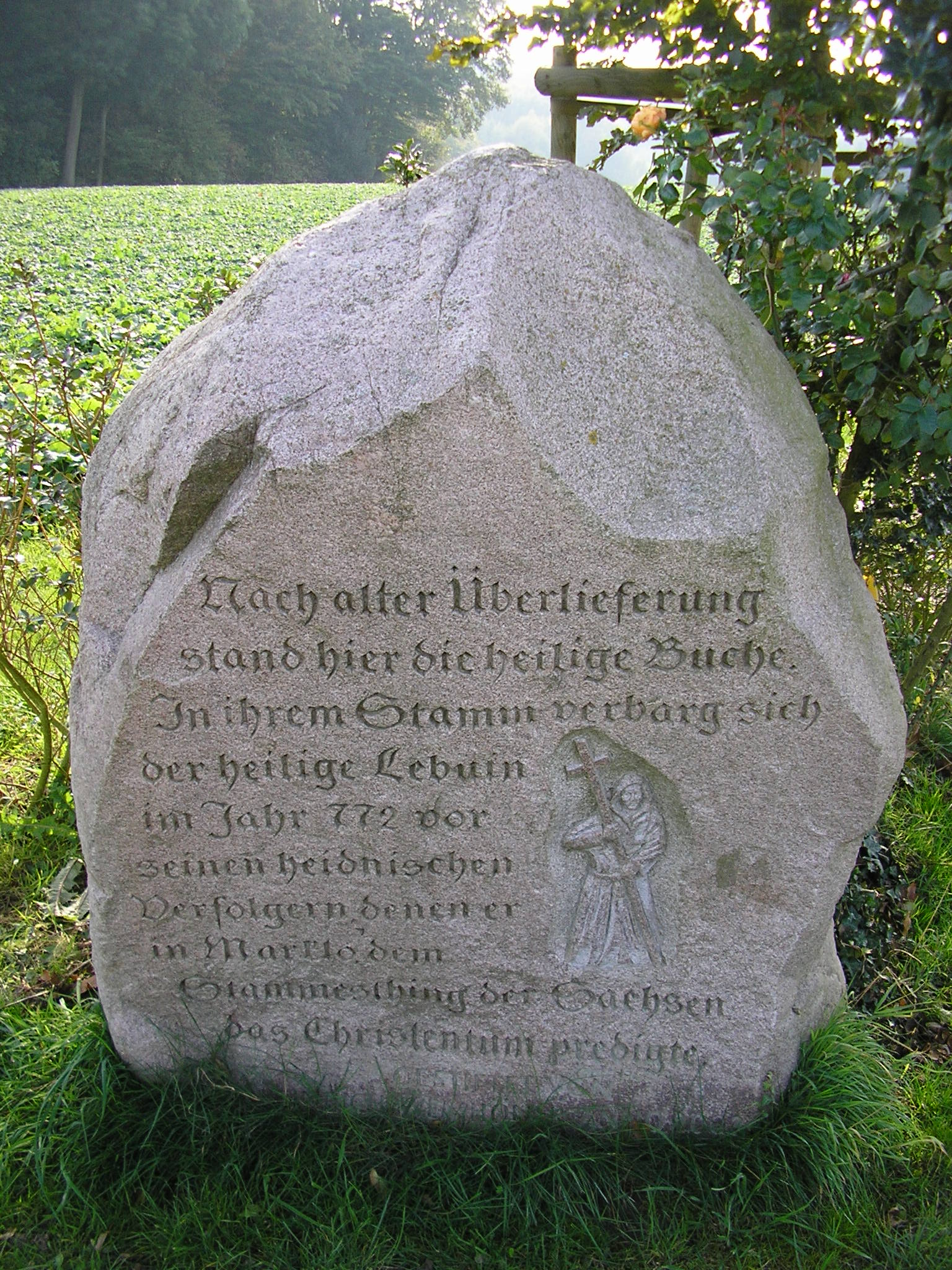
Lebuinstein

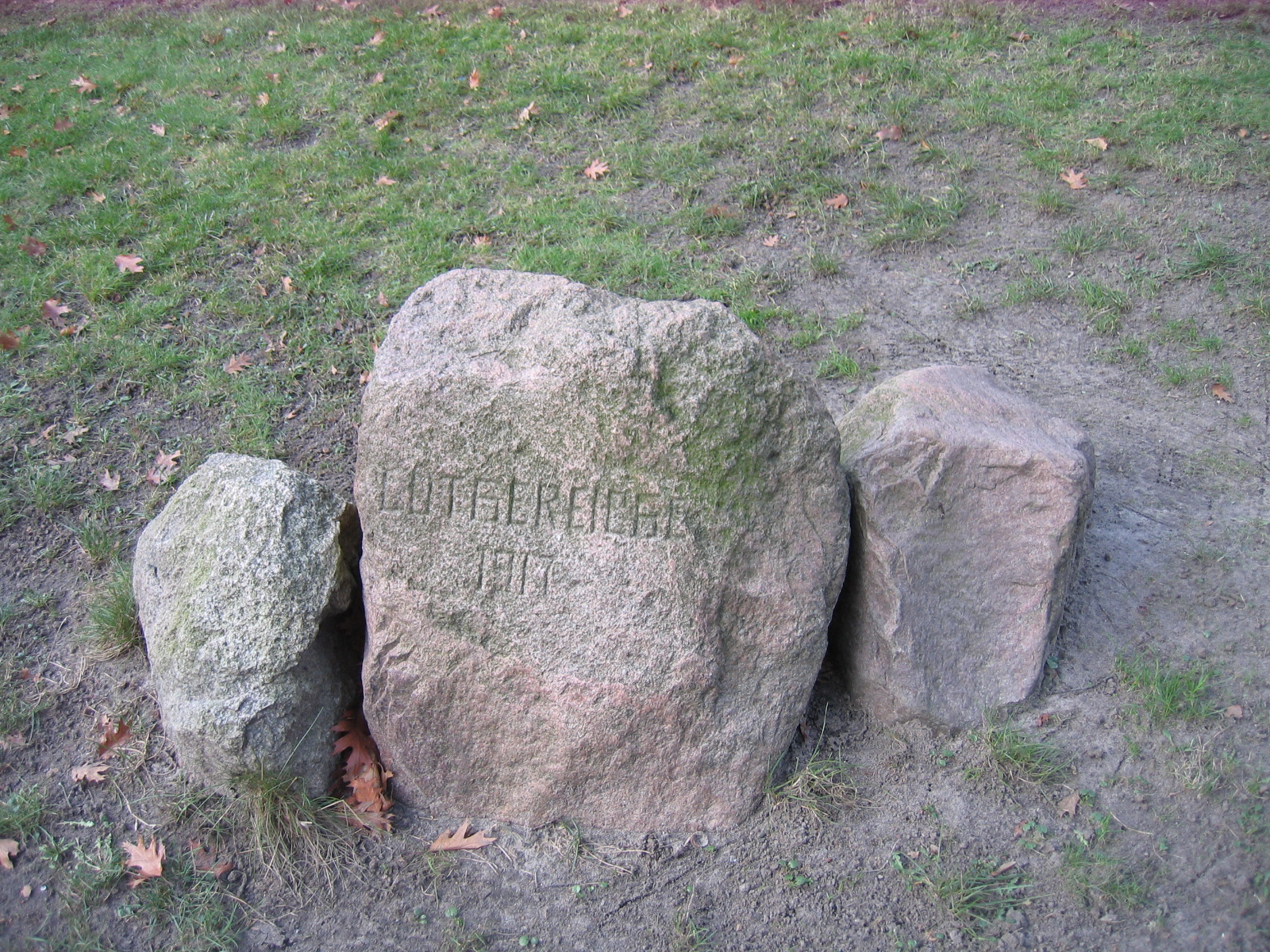
Gedenkstein an der Luthereiche

### Kranefuß-Gedenkstein
Am Pöppelmannwall unmittelbar hinter dem Mathilden-Hospital steht ein Kranefuß-Gedenkstein. Karl Kranefuß war von 1902 bis 1914 Vorsitzender des Verschönerungsvereins Herford e. V. Auf Veranlassung des Verschönerungsvereins wurde der Gedenkstein im Mai 1918 eingeweiht. Die Anlage bestand aus einem Findling, auf dem eine Bronzetafel befestigt war. Im Zweiten Weltkrieg verschwanden Stein und Platte spurlos. Die ursprüngliche Gedenktafel wurde, wie viele andere Metallteile, eingeschmolzen. Mitte der 1970er Jahre regten die Mitglieder des Verschönerungsvereins gemeinsam mit der Bürgerinitiative zur Erhaltung des charakteristischen Stadtbildes die Wiederbeschaffung der verlorenen Plakette an. Der neue, 1,30 m hohe Gneis wurde von einem Steinmetz beschafft und bearbeitet. Er befindet sich seit 1976 wieder mit der neuen Metalltafel unmittelbar hinter dem Mathilden-Hospital am Pöppelmann-Wall. Die Inschrift der Tafel lautet: Karl Kranefuß 1835–1914 ▪ Vorsitzender des Verschönerungs-Vereins Herford e. V. von 1902 bis 1914 ▪ Herford verdankt ihm die Anlage des Pöppelmann-Walls.
Der am 24. Februar 1835 in Lübbecke geborene Karl Kranefuß gründete am 9. Dezember 1863 mit einem Kompagnon die Zigarrenfabrik Kranefuß & Mier an der Mönchstraße, die sein Sohn Hermann nach seinem Tod übernahm. Sie erlosch 1928. Kranefuß setzte sich unter anderem für den Bau der Wallanlagen um die Innenstadt ein.

### Einheitsstein
Am 17. Juni 1998 wurde von dem Herforder Unternehmer Heinrich Wemhöner in der Nähe des Herforder Bismarckturms ein Gedenkstein an den Tag der Deutschen Einheit, den 3. Oktober 1990 errichtet. Der große Findling zeigt die Umrisse der beiden deutschen Staaten, die nach dem Fall der Berliner Mauer wiedervereinigt wurden.

### Lebuinstein
An der Straße Hilligenböke im Stadtteil Schwarzenmoor erinnert seit 2002 die Inschrift eines großen Findlings an den Missionar Lebuin. Der Heilige soll sich im Jahr 772 auf seiner Flucht von der Marklo-Versammlung an dieser Stelle in einer Buche versteckt haben, die Gott nach einer alten Überlieferung für ihn geöffnet hatte. Im Mittelalter soll der Ort dieser heiligen Buche (Hilligenböke) ein beliebter Wallfahrtsort mit Kapelle gewesen sein. Die heutige Buche wurde in Erinnerung an das Ereignis im Jahre 1934 gepflanzt.

### Lutherstein an der Luthereiche
Anlässlich des 400-jährigen Reformationsjubiläums wurde 1917 vor dem Haupteingang der Johanniskirche eine Luthereiche gepflanzt. Es ist eine aus Nordamerika stammenden Roteiche. Der davor stehende Gedenkstein trägt die Aufschrift Luthereiche 1917.

## Büsten

### Büste von Elisabeth von der Pfalz
Gegenüber dem Geschichtshotel an der Elisabethstraße steht eine vom Künstler Wolfgang Knorr geschaffene Büste von Elisabeth von Herford (auch Elisabeth von der Pfalz), die von 1667 bis 1680 Äbtissin der Fürstabtei Herford war. Ihr Wohnhaus steht noch heute in der Straße Holland Nr. 33. Ihre letzte Ruhestätte liegt vor dem Hochaltar im Herforder Münster.

### Schiller-Büste
An der Schillerstraße Ecke Wilhelmsplatz steht eine Schiller-Büste, die am 9. Mai 1905 anlässlich seines einhundertsten Todestages aufgestellt wurde. Es ist der Abguss eines Modells von Johann Heinrich Dannecker beziehungsweise Theodor Wagner, das auf einem Sandsteinsockel steht. Ursprünglich stand die Büste am Rande des Wilhelmsplatzes innerhalb einer kleinen Anlage. Zu Beginn der 1940er Jahre wurde sie als Kriegsmetallspende demontiert und nach Hamburg gebracht, wo sie 1951 auf einem Schrottplatz entdeckt wurde. 1956 wurde sie in der Nähe ihres ursprünglichen Standortes wieder aufgestellt. Später wurde sie noch einmal an ihren heutigen Standort umgesetzt.

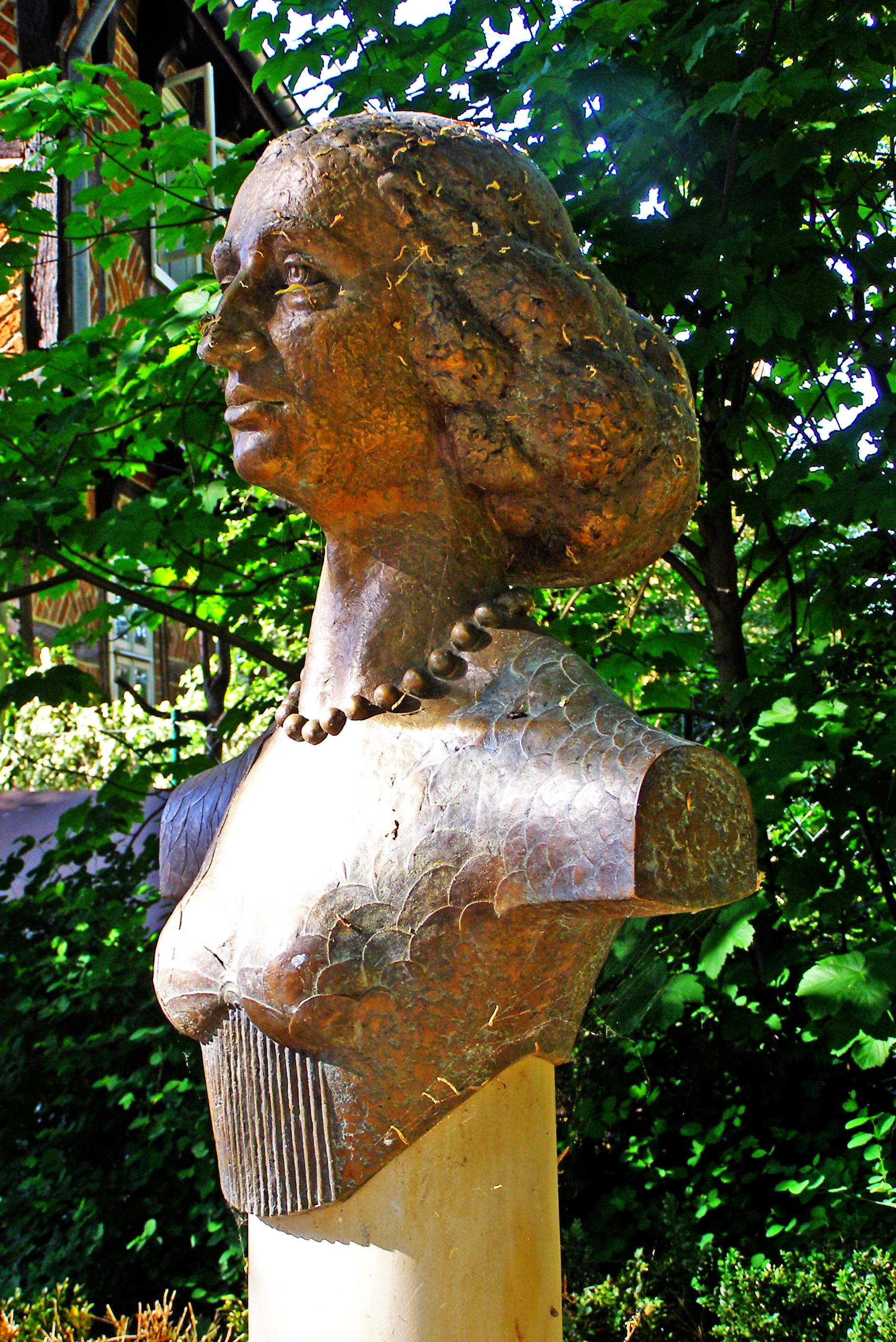
Elisabeth von der Pfalz
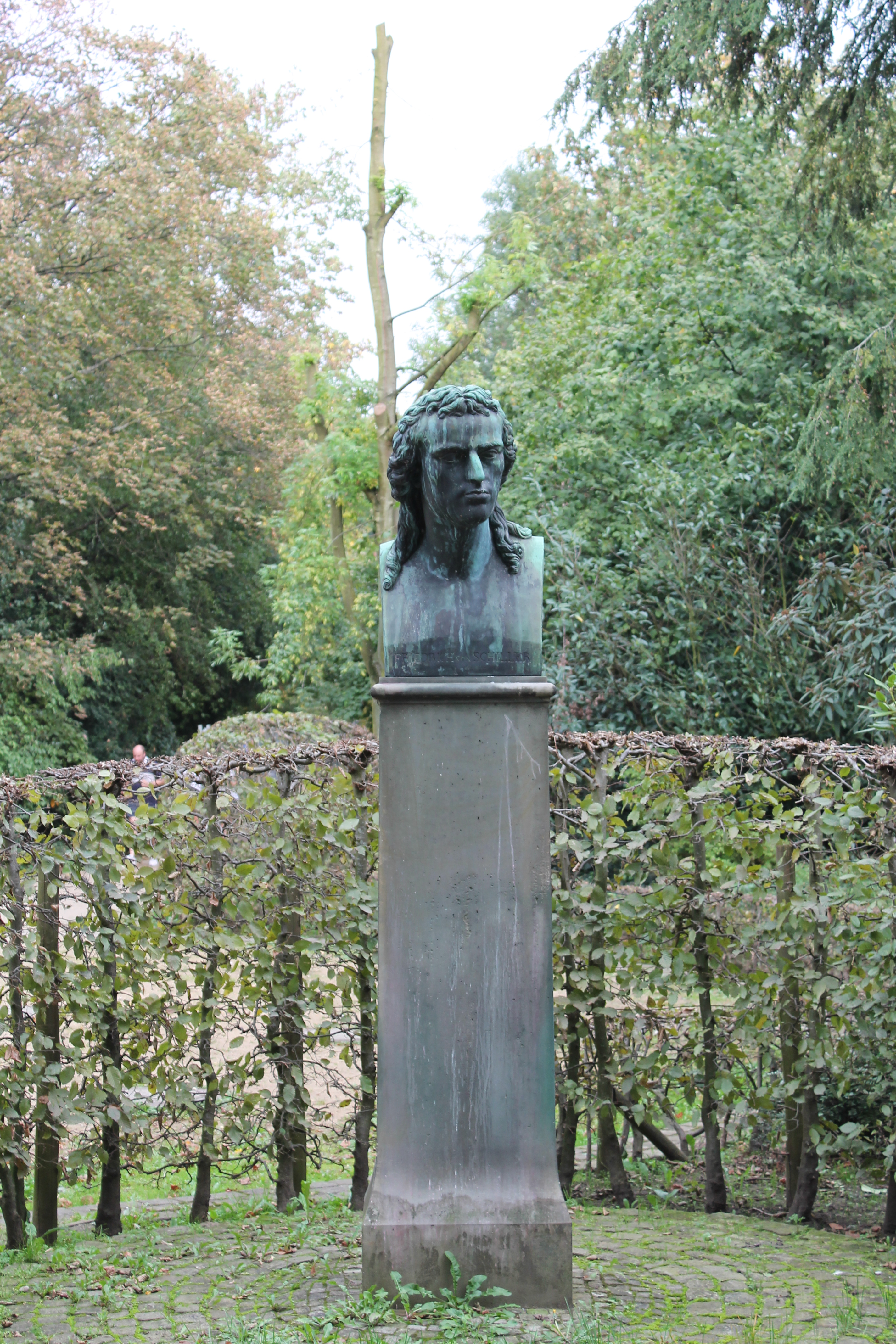
Schiller-Büste

## Reliefs

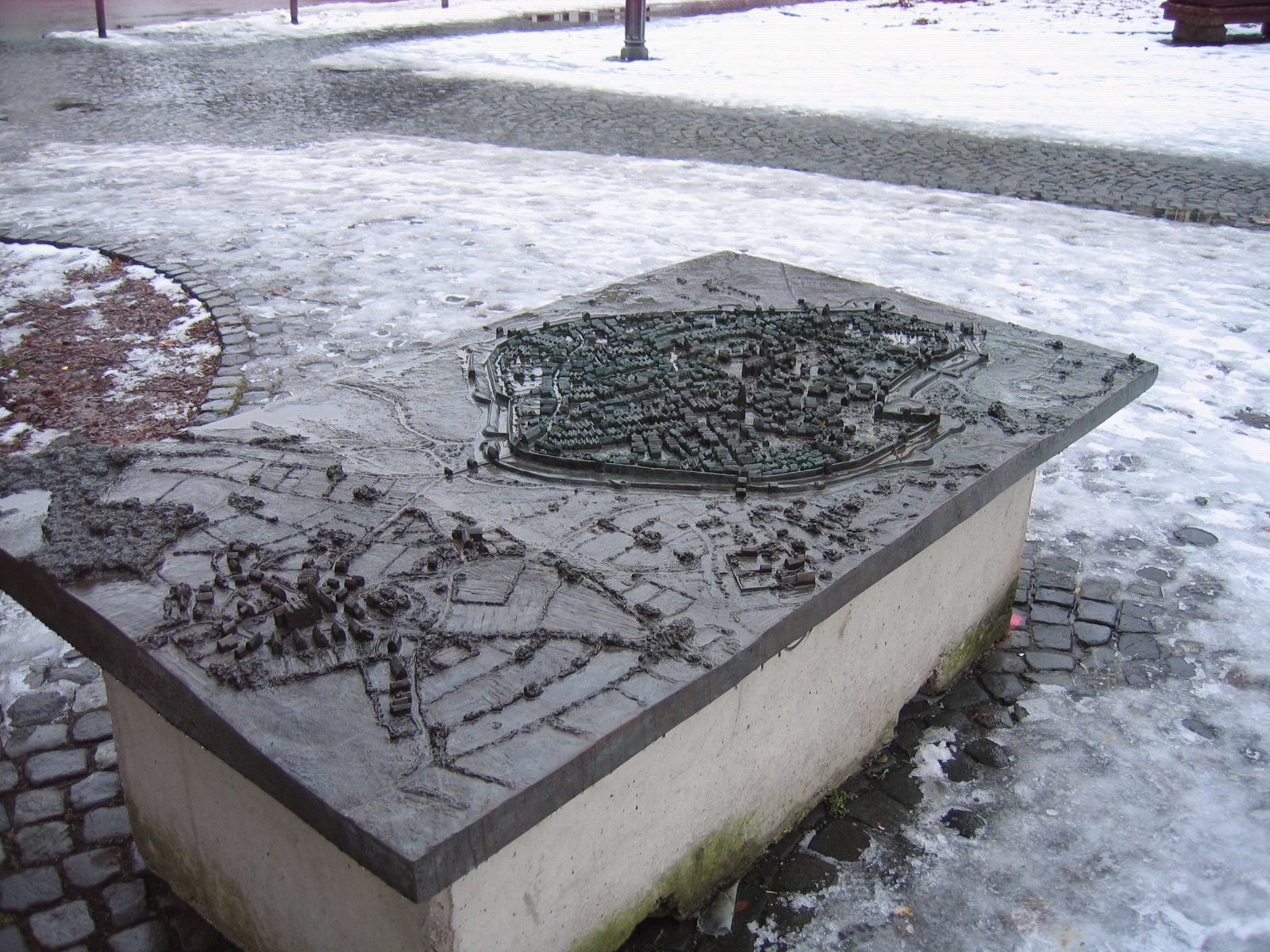
Stadtmodell

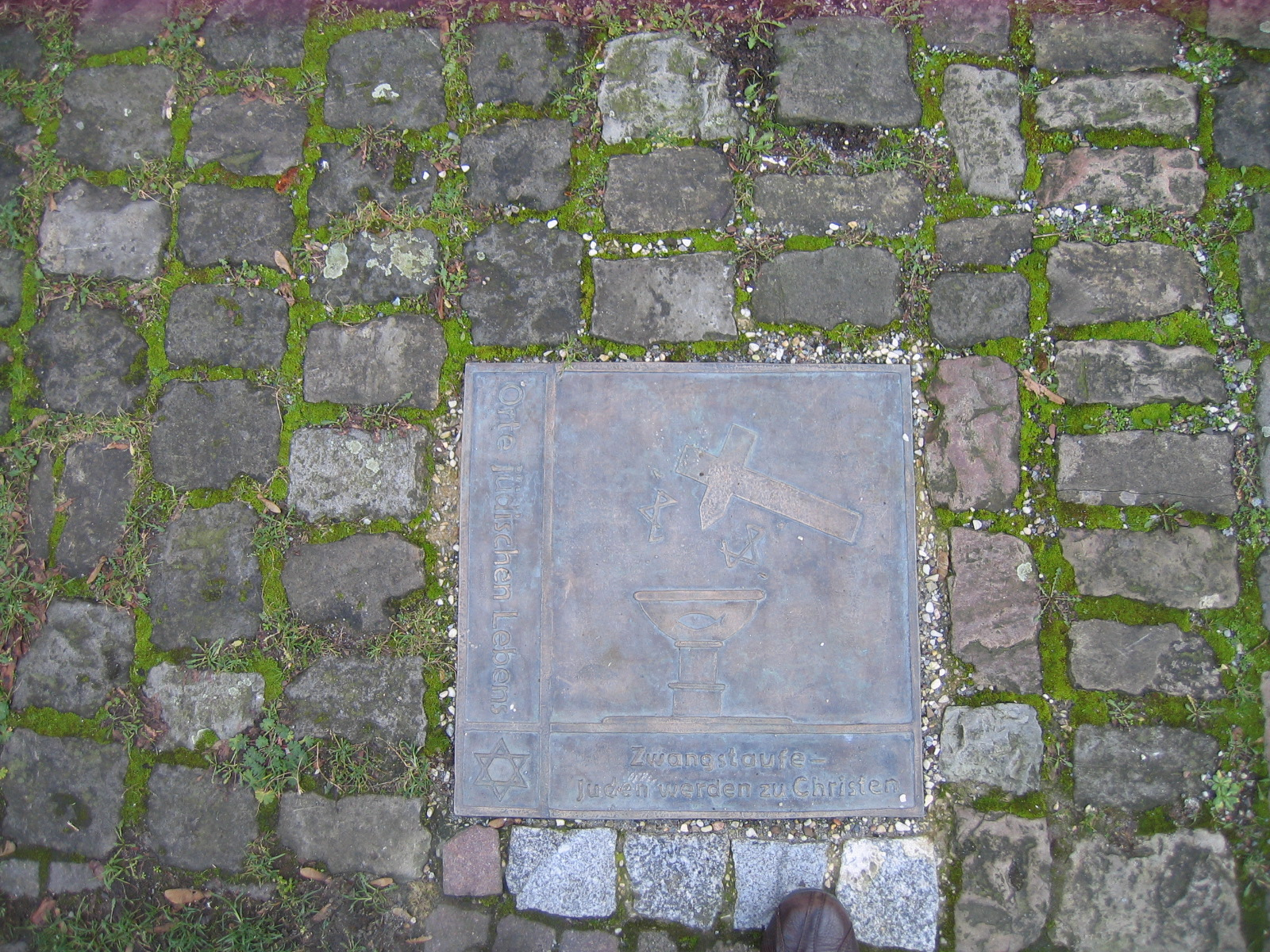
Gedenkplatte zur Erinnerung an jüdisches Leben in Herford

### Stadtrelief
Auf dem Münsterkirchplatz in der Nähe des Altstädter Marktbrunnens steht seit 2002 ein Bronzemodell der ummauerten Reichsstadt in der Mitte des 17. Jahrhunderts. Es wurde von Matthias Polster nach einem in den 1960er Jahren vom damaligen Herforder Museumsleiter Dr. Rainer Pape und dem Bildhauer Karl Sylla geschaffenen Holzmodell erstellt.

### Bronze-Reliefs an Orten jüdischen Lebens
An 13 Orten jüdischen Lebens wurden im Jahr 2008 von Schülern des Wilhelm-Normann-Berufskollegs entworfene Bronze-Reliefs angebracht. Die Gedenkplatten wurden vor den jeweiligen Gebäuden in den Boden eingelassen.

### Stolpersteine
Wie in vielen anderen Städten hat auch in Herford Gunter Demnig an verschiedenen Orten Stolpersteine verlegt. Die auf dem Bürgersteig verlegten Tafeln aus Messing erinnern an die in den jeweiligen Häusern wohnenden Opfer der NS-Zeit.

### Reliefs am Geschichtshotel
Im mittleren Kurienhaus an der Elisabethstraße, dem ehemaligen Freien Hof wurde 1999 das Hotel zur Fürstabtei als einziges Geschichtshotel Deutschlands eröffnet. Es ist unter anderem mit Gemälden der Herforder Fürstäbtissinnen, Stuckarbeiten und Denkmalmodellen der Herforder Geschichte ausgestattet. Im Durchgang von der Straße zum Hof sind seit September 2000 sieben bronzene Reliefs des Kunsthandwerkers und Stuckateurs Matthias Polster aus der Stadtgeschichte angebracht. Es sind Darstellungen städtischer Gebäude und historischer Situationen vom Mittelalter bis zur Neuzeit, die im heutigen Herforder Stadtbild nicht mehr zu finden sind. Ebenso ist die Stadtansicht nach Matthäus Merian aus dem 17. Jahrhundert im Relief wiedergegeben.
Das Gebäude des Geschichtshotels wurde vor fast 400 Jahren für die Verwaltung der Fürstabtei Herford errichtet.

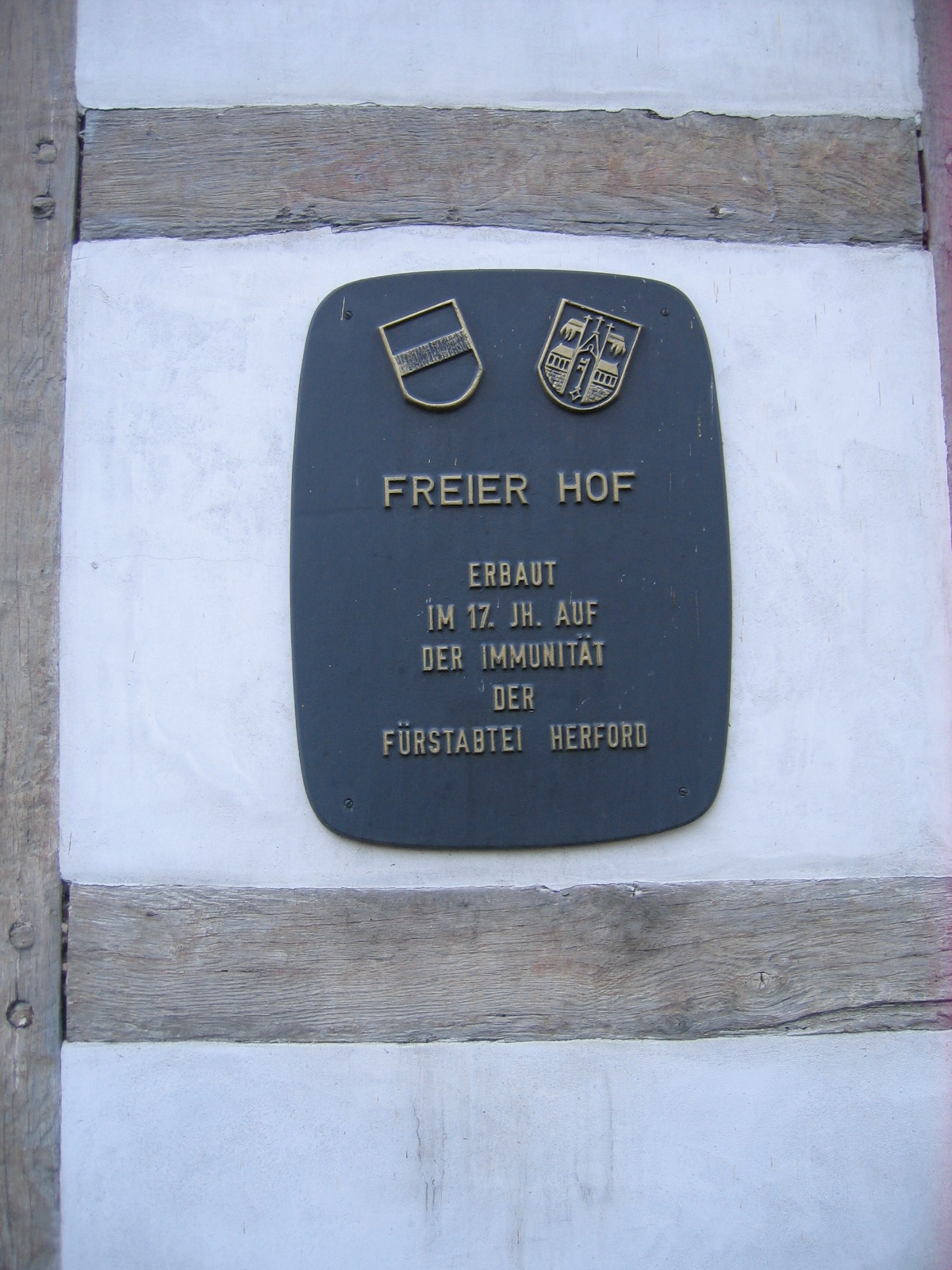
Schild am Geschichtshotel
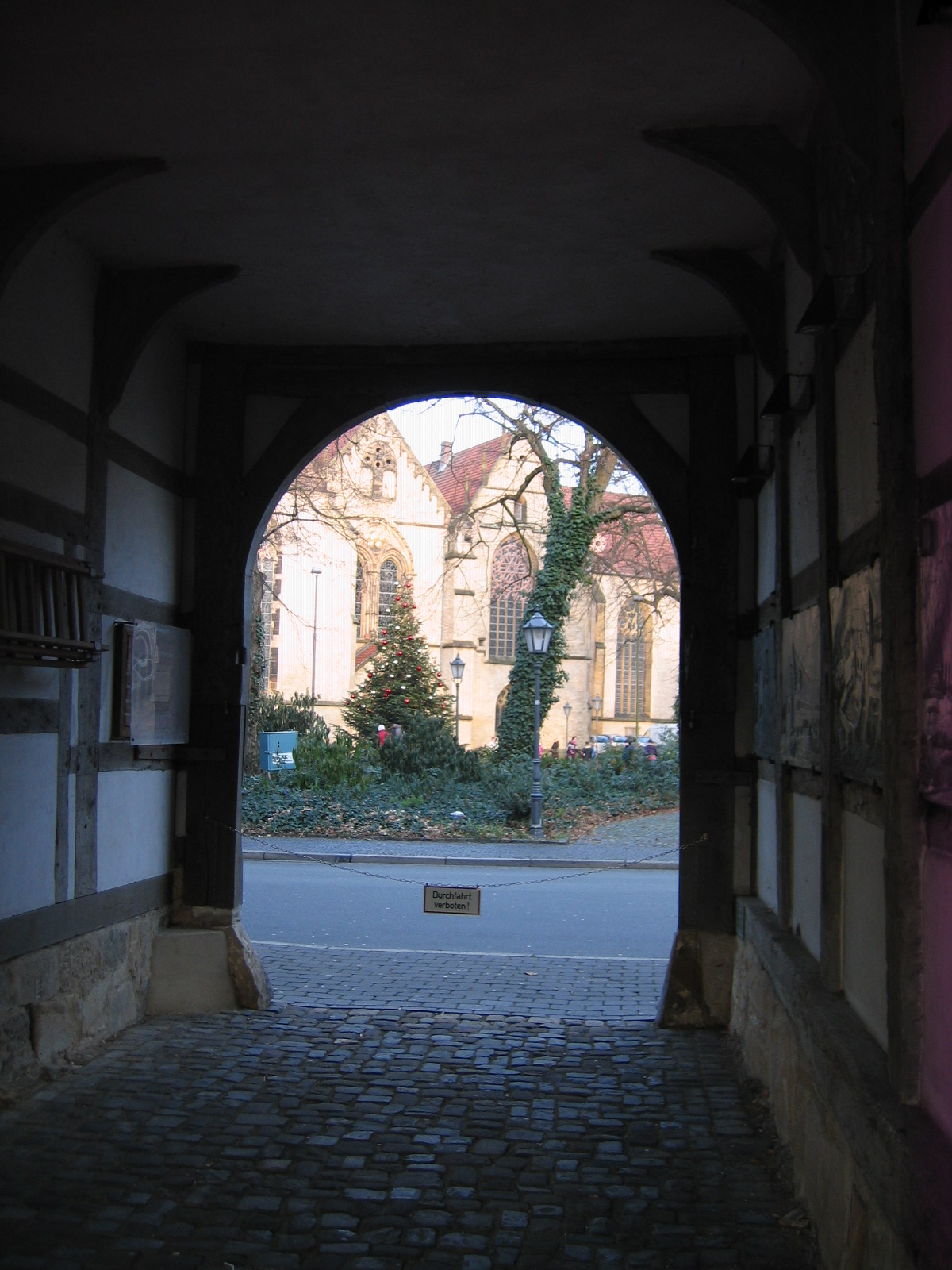
Tordurchgang im Geschichtshotel mit den seitlich angebrachten Relieftafeln
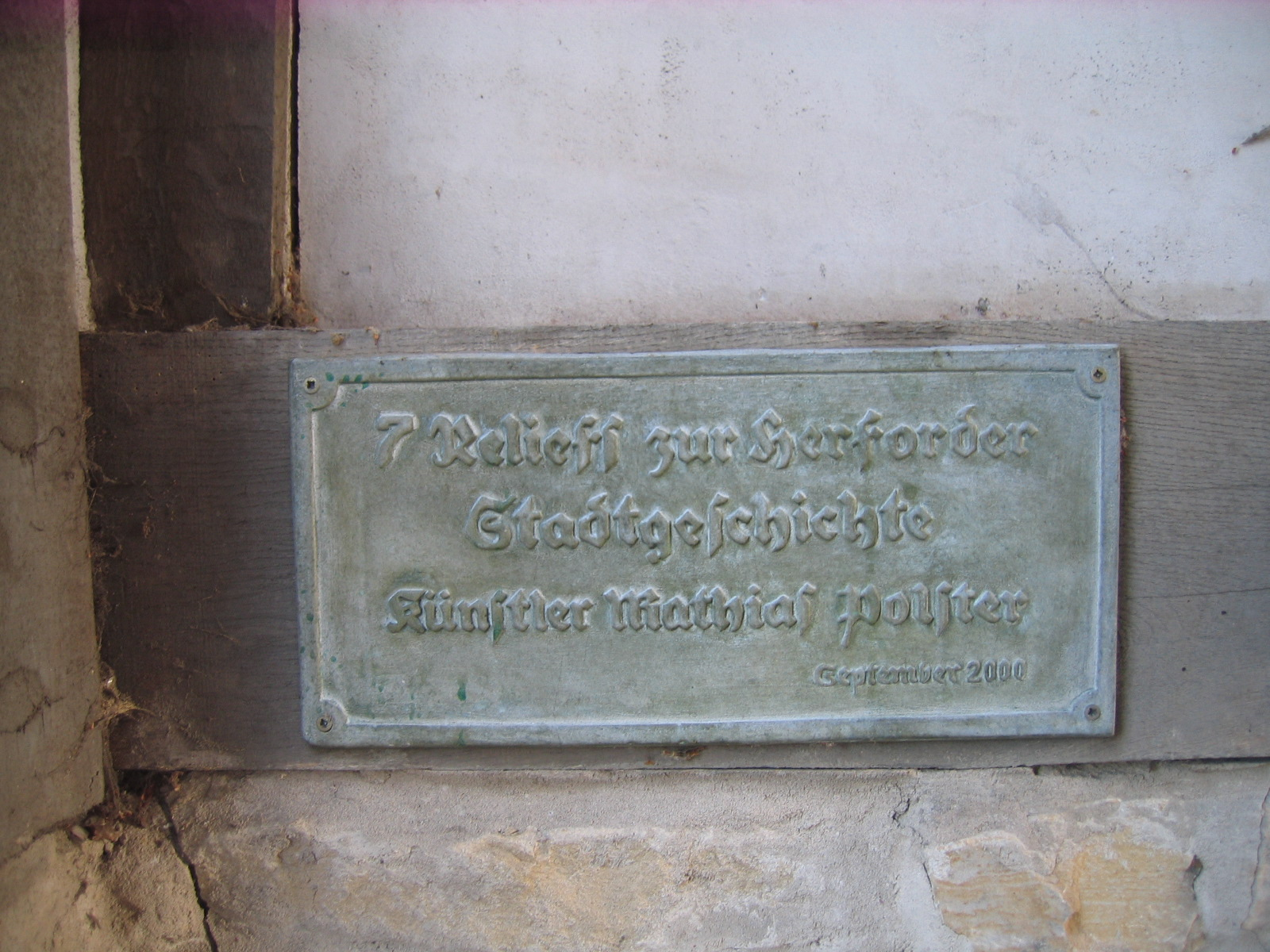
Schild zu den Relieftafeln
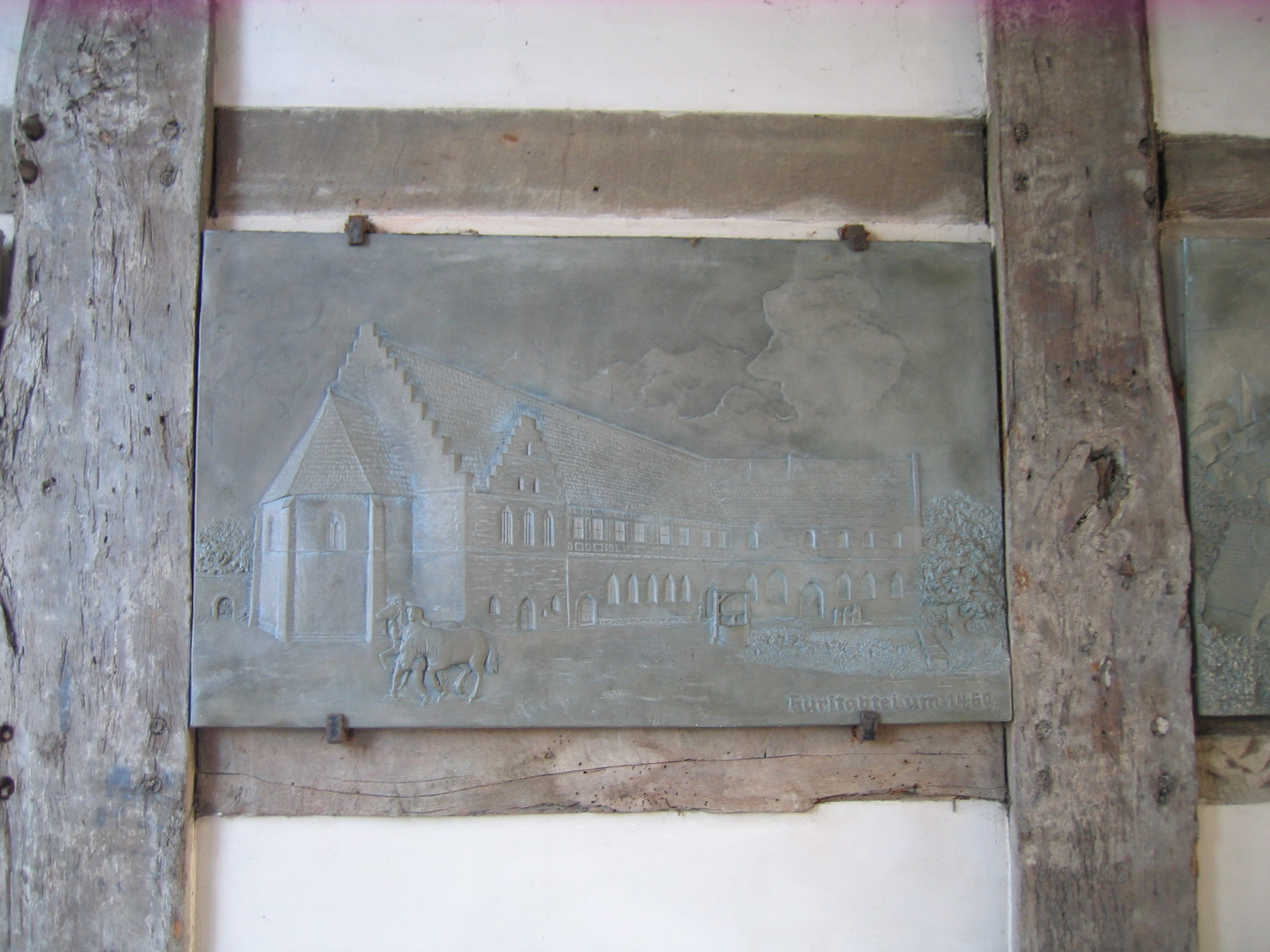
Fürstabtei um 1460
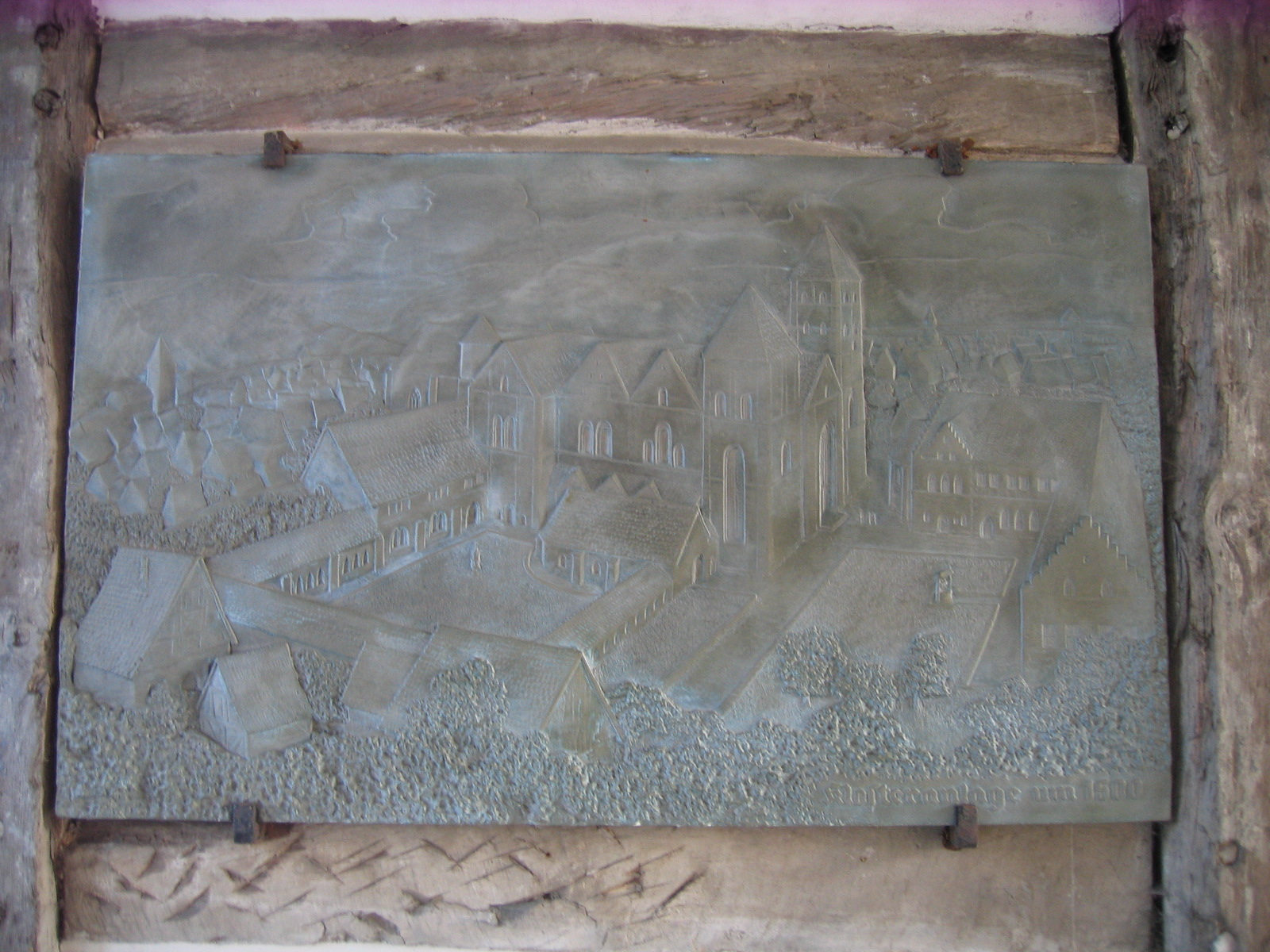
Klosteranlage um 1600
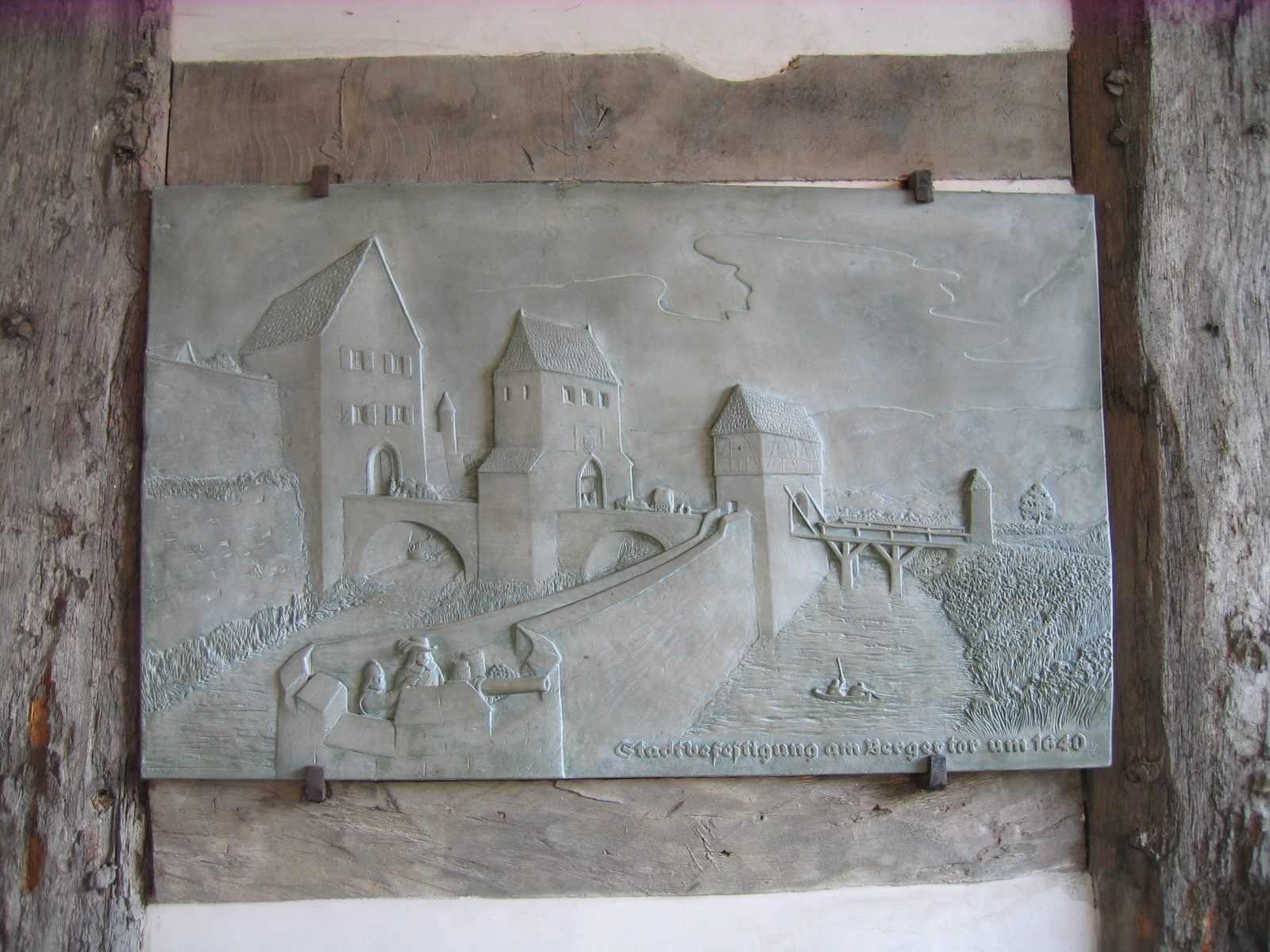
Stadtbefestigung am Bergertor um 1640
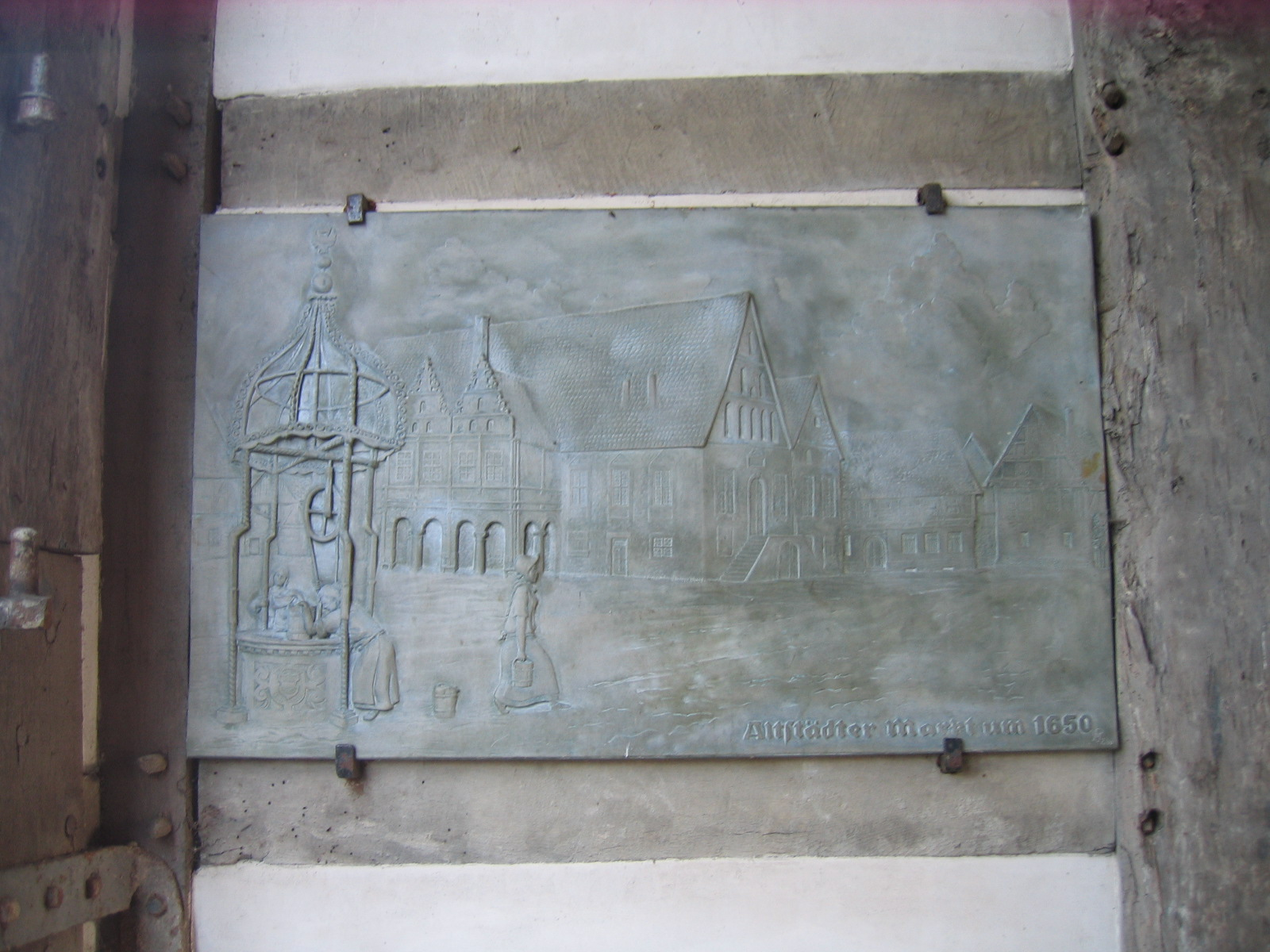
Altstädter Markt um 1650
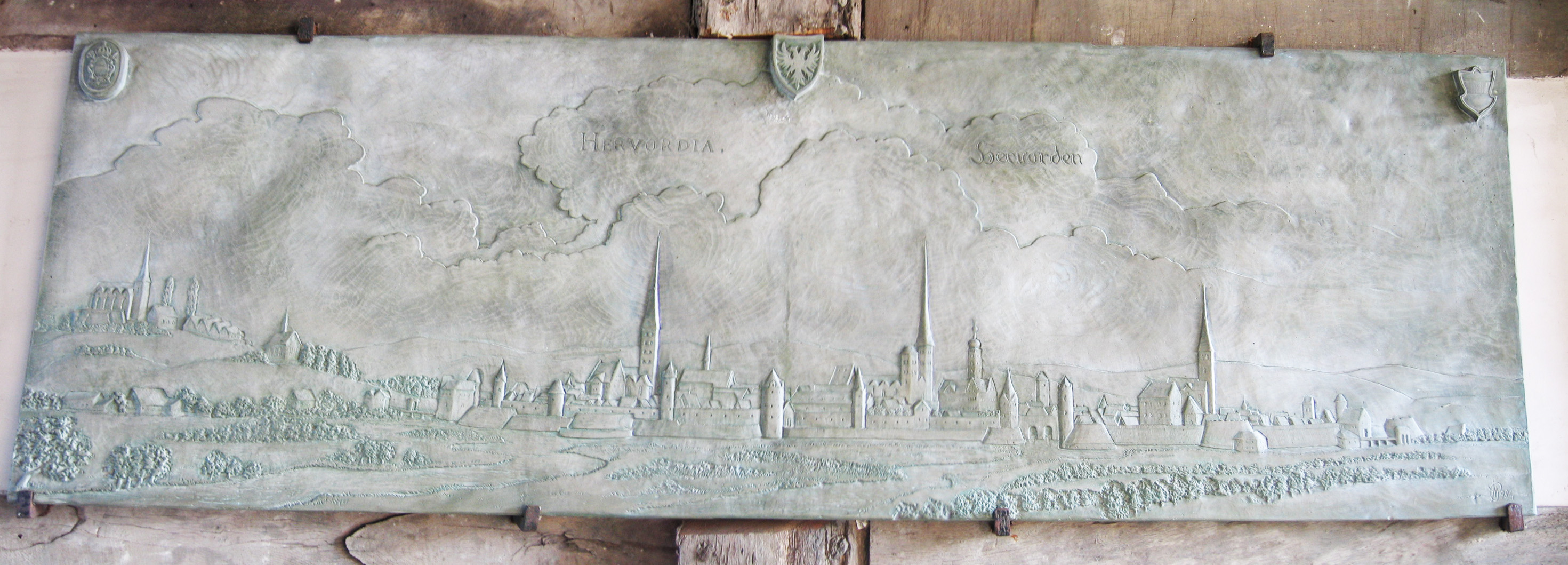
Stadtansicht nach Merian aus dem 17. Jahrhundert
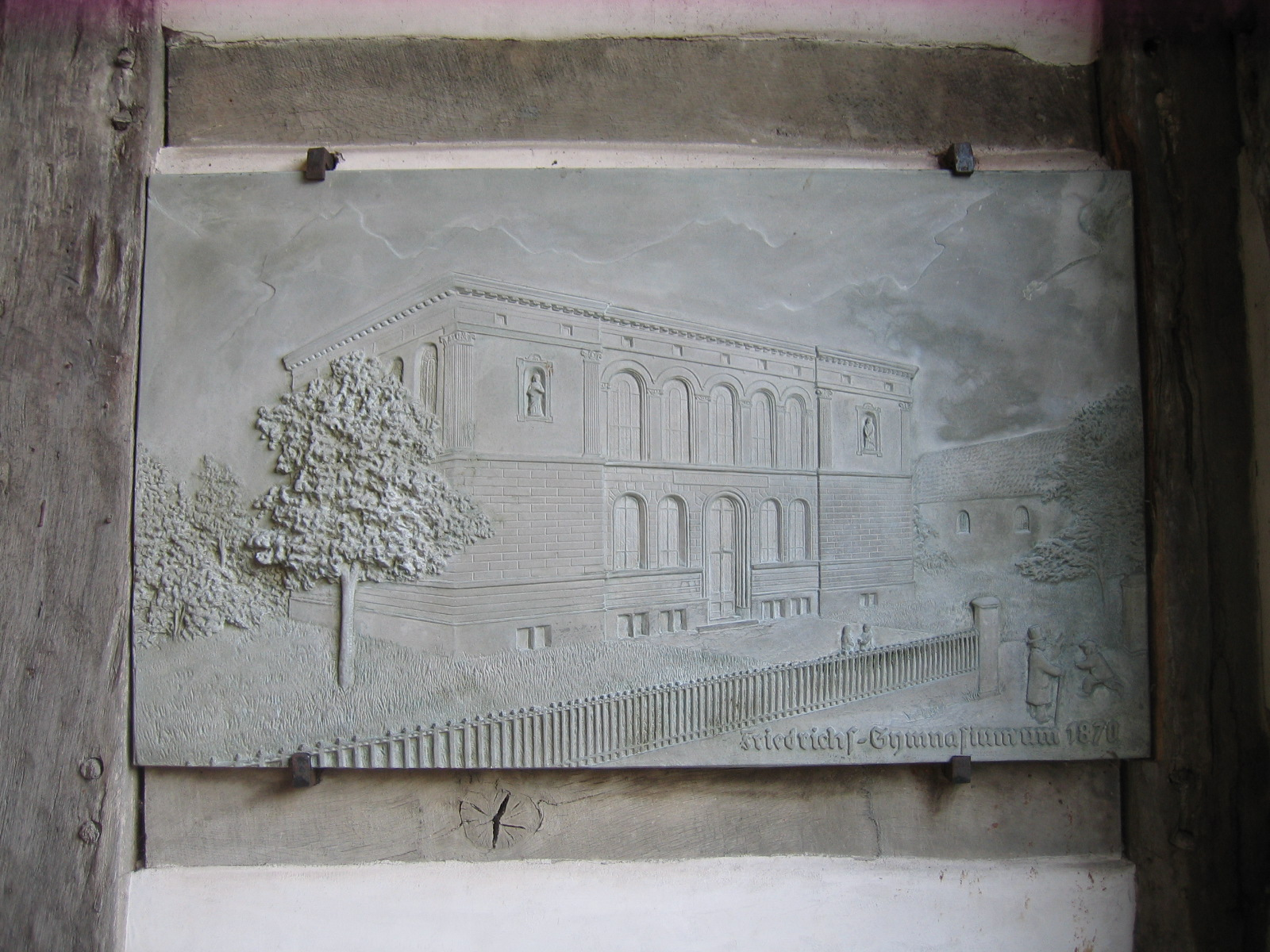
Friedrichs-Gymnasium um 1870

### Windrosen
Im Gehrenberg sind zwei überdimensionale Windrosen in das Pflaster der Fußgängerzone eingelassen. An der Einmündung der Brüderstraße
gibt die Windrose neben den Himmelsrichtungen an, in welcher Richtung die Städte liegen, mit denen Herford Städtepartnerschaften oder -freundschaften unterhält. Auf der Windrose an der Einmündung der Elisabethstraße bzw. der Straße „Am Gange“ stehen die Städtenamen des Westfälischen Hansebundes.

## Kunst im öffentlichen Raum

### Marta-Viertel

#### Kunstwerke im Bereich des Museums Marta

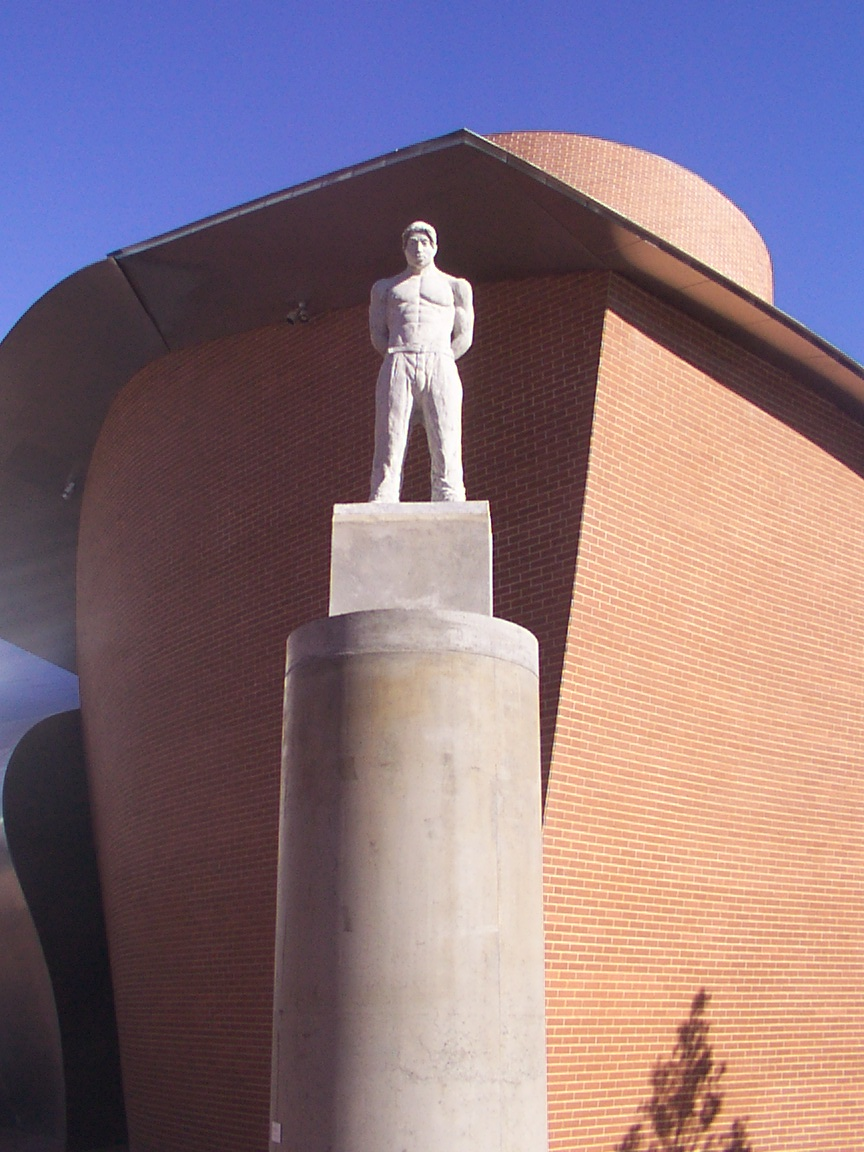
Paolo Chiasera: Tupacproject

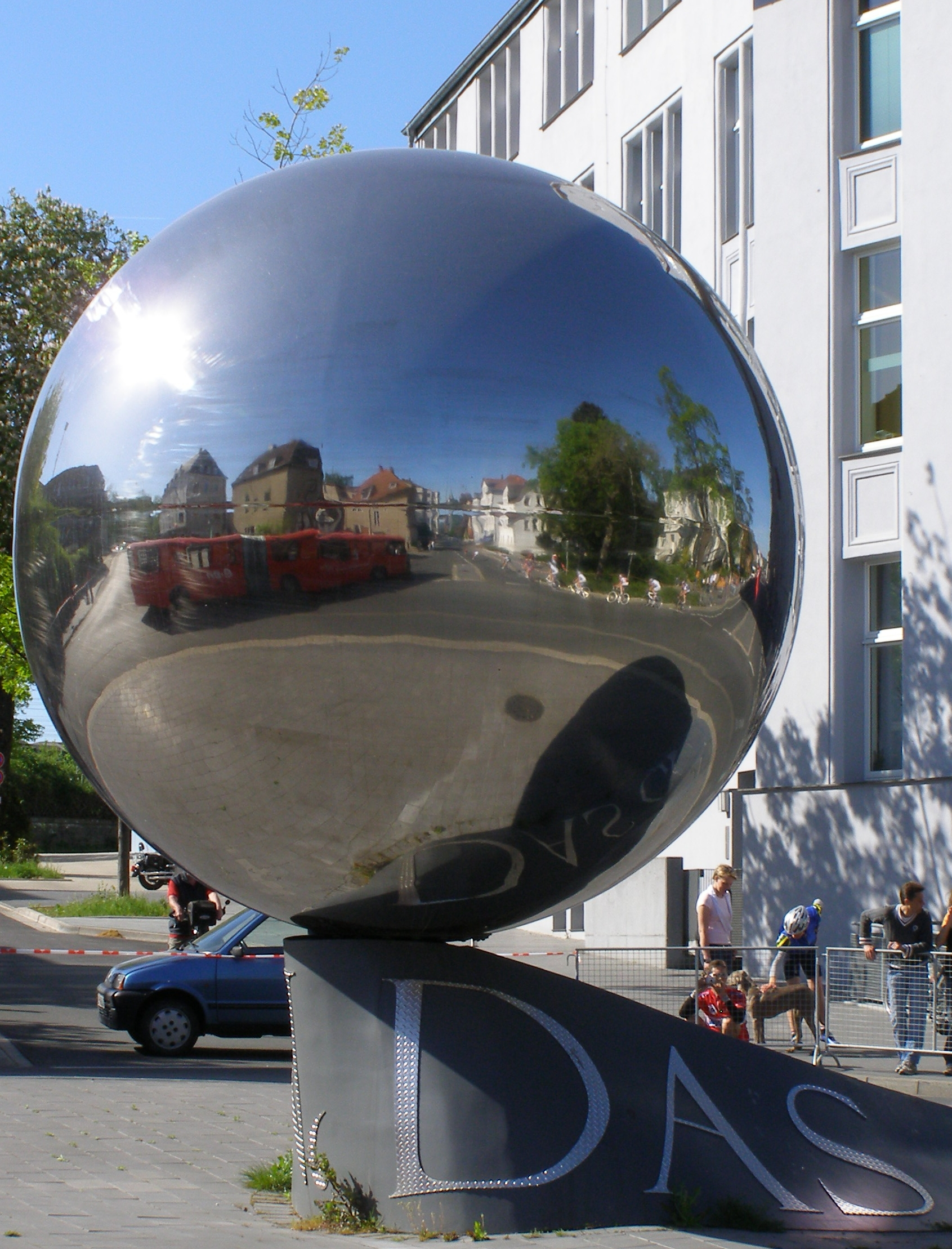
La Palla

Im Eingangsbereich des Marta steht auf einer Säule eine von Paolo Chiasera geschaffene Statue, die den US-Rapper Tupac Shakur zeigt. Die Skulptur, die in den Jahren 2003 bis 2005 entstanden ist, trägt den Namen „Tupacproject“.
Rechts neben dem Eingang zum Museum steht die Skulptur „Die Philosophin“ von Markus Lüpertz.
Am gegenüberliegenden Ufer der Aa steht eine 2,50 Meter hohe Skulptur des niederländischen Künstlers Nick Hullegie (* 1970) aus dem Jahr 2003 mit dem Titel „Grow up“, in der sich eine weiße Schwimmbadleiter in einen Baum verwandelt.
Im Jahr 2009 wurde auf einer Trafostation neben dem Museum mit einem Autokran ein Hubschrauber aufgestellt. Es ist ein alter russischer Helikopter, der von dem Künstler Michael Sailstorfer restauriert und auf einen elektrischen Rotorantrieb umgebaut wurde. Er nannte die Kunstinstallation „Hoher Besuch“.
Seit 2013 hängt an der Rückseite des benachbarten Depots ein Werk der niederländischen Künstlerin Anne Lange. Es ist der neun Meter lange und 30 Zentimeter hohe beleuchtete Schriftzug „Die Nacht gebiert aus ihrer Sicht den Tag“. Die Künstlerin bezieht sich damit auf ein Tacitus-Zitat.
Anlässlich des zehnjährigen Jubiläums des Museums erhielt die Sammlung Marta von der Wemhöner-Stiftung ein Kunstwerk, das 2015 an der südlichen vorderen Ecke des Gebäudes aufgestellt wurde. Es sind zwei neun Meter hohe Doppel-T-Träger, an deren oberen Ende eine Leuchtstoffröhre angebracht ist. Die Skulptur mit dem Namen „the Herford eichen“ wurde von dem portugiesischen Künstler Pedro Cabrita Reis geschaffen.

#### La Palla und Metallband in der Goebenstraße
Im Zusammenhang mit dem Bau des Museums Marta wurde die Goebenstraße umgebaut und künstlerisch gestaltet. So befindet sich auf der Kreuzung Schillerstraße/Goebenstraße seit 2004 ein Kreisverkehrsplatz mit „La Palla“ in der Mitte, einer von Luciano Fabro erstellten Edelstahlkugel mit einem Durchmesser von 350 Zentimetern. Auf dem 153 Meter langen Mittelstreifen der Goebenstraße von der Luisenstraße um La Palla herum und wieder zurück bis zur Luisenstraße hat Luciano Fabro einen Auszug aus Rainer Maria Rilkes Gedicht Der Ball aus dem Jahr 1908 auf ein metallenes Band mit 95 Zentimeter großen Buchstaben modelliert.

### Radewig, Steintor und Deichtor

#### Installation am Steintor
Im Januar 2018 wurde an einer Mauer der Steintorbrücke eine Installation aus schwarz beschichtetem Aluminium angebracht. Sie zeigt eine Silhouette der ehemaligen Stadtmauer mit dem Steintor und dem ursprünglichen Kirchturm der Jakobikirche. Durch die rückwärtige LED-Beleuchtung fällt sie besonders in der Dunkelheit den Fußgängern und Radfahrern der vorbeiführenden Bahnhofsunterführung ins Auge. Entworfen wurde die scherenschnittartige Installation von dem Herforder Stadtführer und Historiker Matthias Polster für den Innenstadtverein.

#### Steintor-Unterführung
Im Oktober 2018 wurde die Neugestaltung der Steintor-Unterführung fertiggestellt. Die bis dahin unansehnliche und nur unzureichend beleuchtete Fußgänger- und Radfahrerpassage wurde von dem Künstler Malik Heilmann mit bunten geschwungenen Linien und Flächen in kräftigen Farben gestaltet.

#### Stehender Verkehr (Autowrack)
Im Sommer 1994 wurde am Steintor vor der Diskothek Go-Parc auf einer Verkehrsinsel eine Schrottskulptur aus einem zusammengepressten Autowrack aufgestellt. Eine alte Volvo-Limousine wurde mit Presse und Hammer auf 60 × 60 Zentimeter zusammengestaucht und bis zu einer Höhe von 4,80 Meter verlängert. Der Herforder Künstler und Hochschullehrer Jürgen Heckmanns nannte seine bis heute umstrittene Stele „Stehender Verkehr“. Sie steht an einer der verkehrsreichsten Straßenkreuzungen Herfords, wo es tatsächlich regelmäßig stehenden Verkehr gibt. Das „Denkmal“ gegen Autowahn und Automüll wurde als Kunst im öffentlichen Raum von der Herforder Recycling-Börse gefördert.

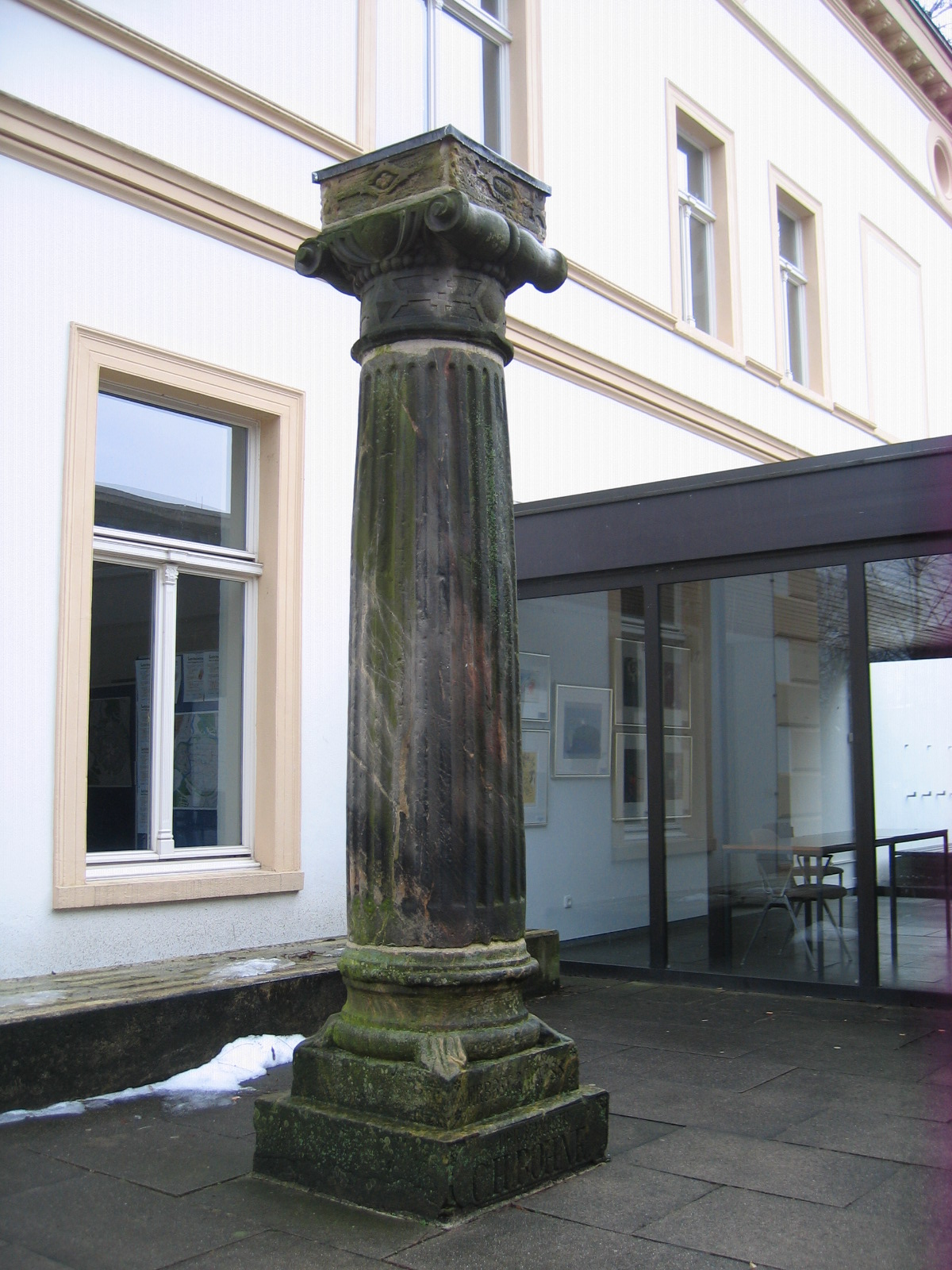
Säule am Eingang zum Daniel-Pöppelmann-Haus

#### Säulen und Skulpturen am Daniel-Pöppelmann-Haus

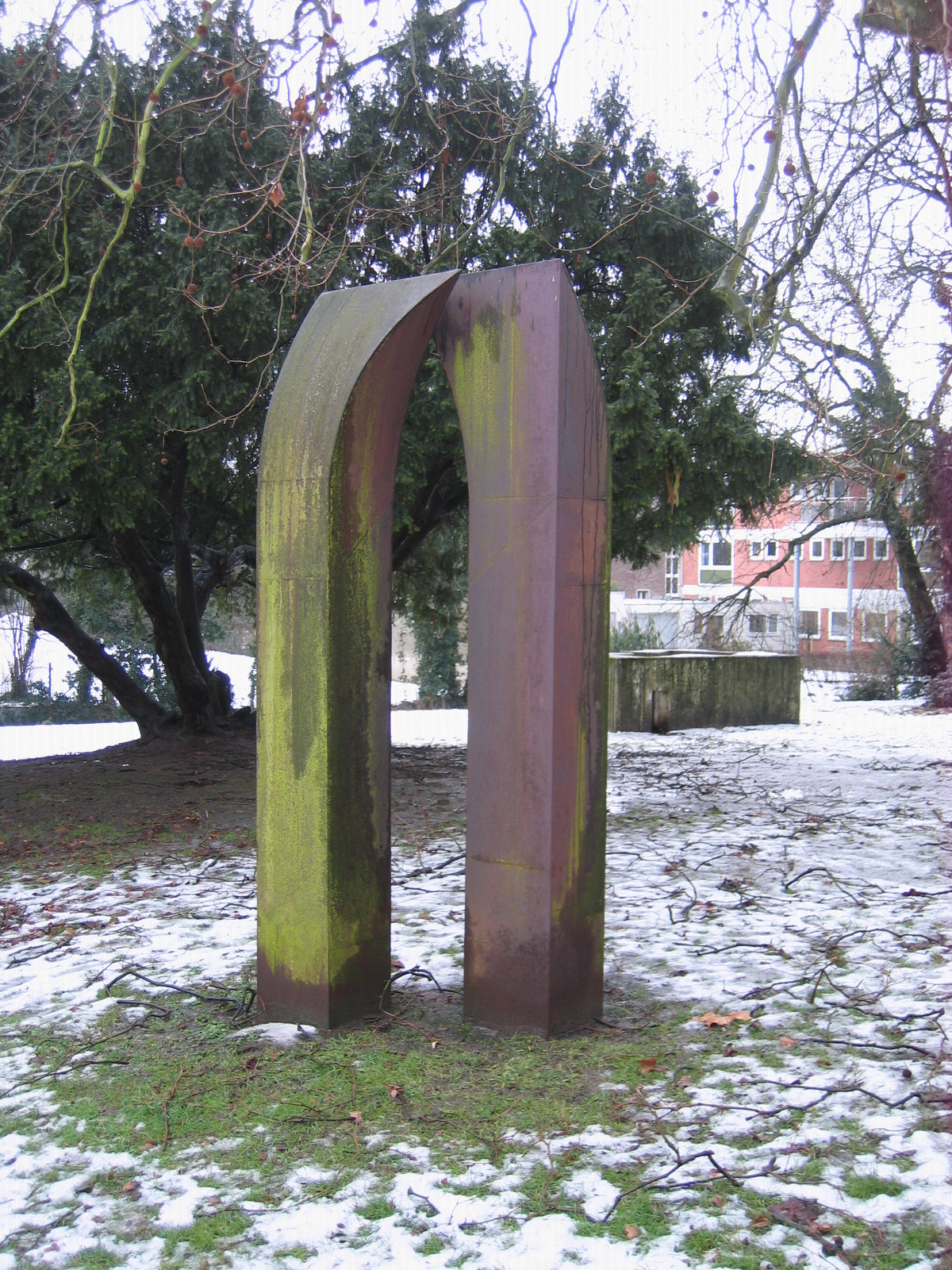
Wolf Gloßner: Gotisches Tor am Daniel-Pöppelmann-Haus

Am Eingang zum Daniel-Pöppelmann-Haus steht eine Säule der Gerichtslaube des Altstädter Rathauses, das 1878 abgerissen wurde. Eine weitere Säule befindet sich im Keller des Museums. Insgesamt sind vier Säulen der Gerichtslaube erhalten. Eine Säule wurde auf dem Alten Friedhof an der Hermannstraße aufgestellt und die vierte steht im Garten Schillerstraße 7, wo einst Bürgermeister Louis Quentin wohnte, unter dessen Amtszeit das Rathaus abgebrochen wurde. Zwei weitere Säulen stehen im Garten zwischen dem Altbau und dem Neubau.
Im Vorgarten des Daniel-Pöppelmann-Hauses steht eine moderne Skulptur von Wolf Gloßner, die nach dem Vorbild eines gotischen Torbogens entstand. Sie trägt daher den Namen „Gotisches Tor“.
Ebenfalls auf dem Rasen des Hauses befindet sich eine zweiteilige Arbeit des Bildhauers Wilfried Hagebölling mit dem Namen „Ohne Titel“. Die beiden Elemente greifen ein Treppenmotiv auf, das architektonisch für die Verbindung unterschiedlicher Ebenen steht. Der Künstler setzt dabei Positiv- und Negativformen zueinander in Beziehung. Beide Teile sind aus unterschiedlichen Werkstoffen, in ihrer Formgebung zwar aufeinander bezugnehmend, aber nicht gleich. Die Positivform ist eine architektonische Struktur aus Beton, die sich über dem Boden erhebt, während eine stählerne Negativform im Erdboden eingebettet liegt. Eine weitere Arbeit Wilfried Hageböllings befindet sich im Inneren des Daniel-Pöppelmann-Hauses.

#### Wandgemälde am Janup
An der Straße Im Janup in der Nähe des Gänsemarktes hat der Künstler Malik Heilmann im Jahr 2015 ein farbiges Wandgemälde an einem Haus erstellt, auf dem eine Frau und ein Mann mit jeweils einer erhobenen Hand dargestellt sind.
Seit September 2022 zieren Eisvogelmotive zwei Waschbetonfassaden des ehemaligen C&A-Gebäudes an der Ecke Janup/Auf der Freiheit aus den 1970er Jahren. Die Graffiti wurden im Auftrag der neuen Hausbesitzer von den auf Objekt- und Fassadengestaltung spezialisierten Wandmalern der Firma Lackaffen aufgesprüht. Sie sind von vorbeifahrenden Autofahrern auf der Straße „Auf der Freiheit“ gut zu sehen.

#### Kiosk 24

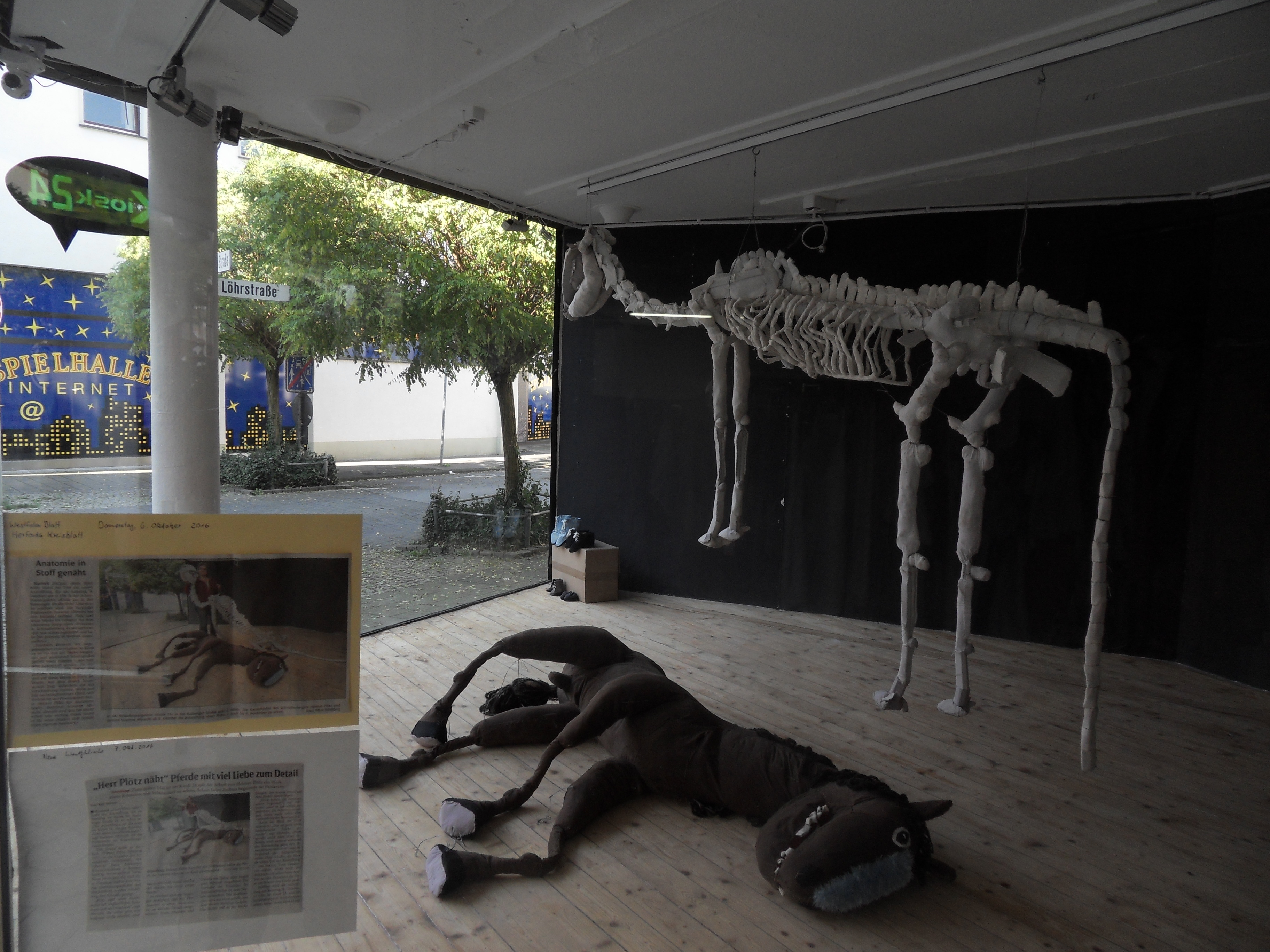
Das Kunstausstellungsfenster Kiosk 24

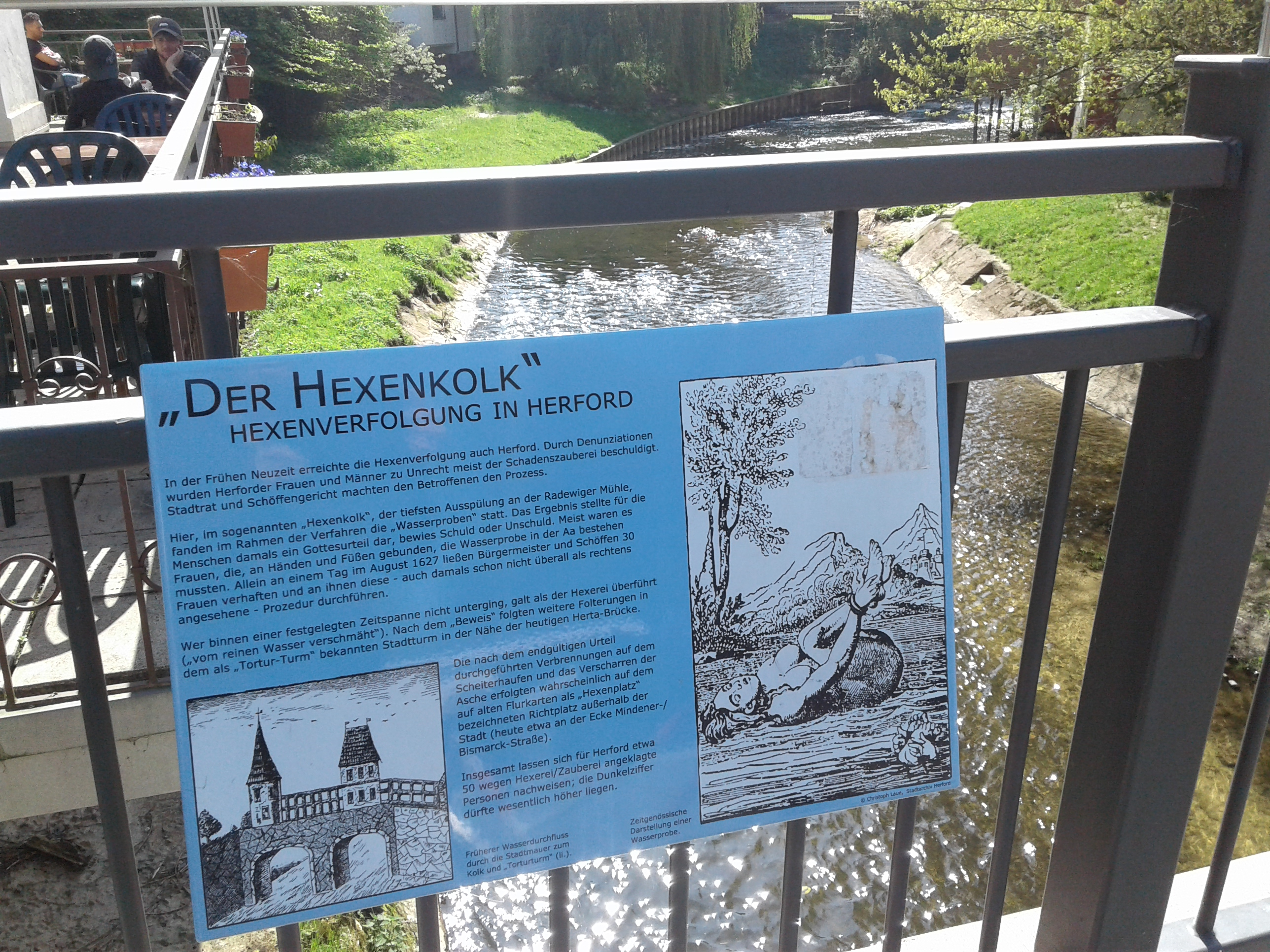
Hexenverfolgungsgedenktafel auf der Radewiger Brücke in Herford

An der Radewiger Straße Ecke Löhrstraße befindet sich eine begehbare Schaufenstervitrine, in dem Künstler zeitweise ihre Kunstwerke ausstellen können. Sie hat fünf Seiten mit Längen zwischen 2,45 Meter und 4,20 Meter. Drei Seiten sind verglast und in einer weiteren Seite ist eine Tür. Der Ausstellungsraum wurde 2003 von Jan Hoet im Zusammenhang mit dem Bau des Museums MARTa jungen Künstlerinnen und Künstlern als Ort für künstlerische Experimente zur Verfügung gestellt. Er erhielt den Namen „Kapelle“. Als das Museum Ende 2006 das Projekt aus Kostengründen beendete, wurde der Raum von der Recyclingbörse, die im selben Haus einen Second-Hand-Laden betreibt, übernommen. Seitdem wird im Kiosk 24 in wechselnden vierwöchigen Ausstellungen Kunst und Design präsentiert.

#### Hexentreppe
2014 installierte die Künstlerin Susanne Albrecht an der Aa zwischen dem Radewiger Wehr und der Radewiger Brücke, wo sich der ehemalige Hexenkolk befand, das von ihr geschaffene Kunstwerk mit dem Namen Hexentreppe. Das Werk soll an die Wasserprobe der sogenannten Hexen erinnern, die im 16. und 17. Jahrhundert in Herford verfolgt und getötet wurden.

#### Kunstwerke an der Bielefelder Straße
Im Bereich der Bielefelder Straße 3 stehen drei moderne Kunstwerke der Künstlerin Susanne Tunn mit den Titeln „Situation einer Gruppe“ aus dem Jahr 1988 sowie „Warte Stein (Stein)“ und „Warte Stein (Stahl)“ aus dem Jahr 1990.

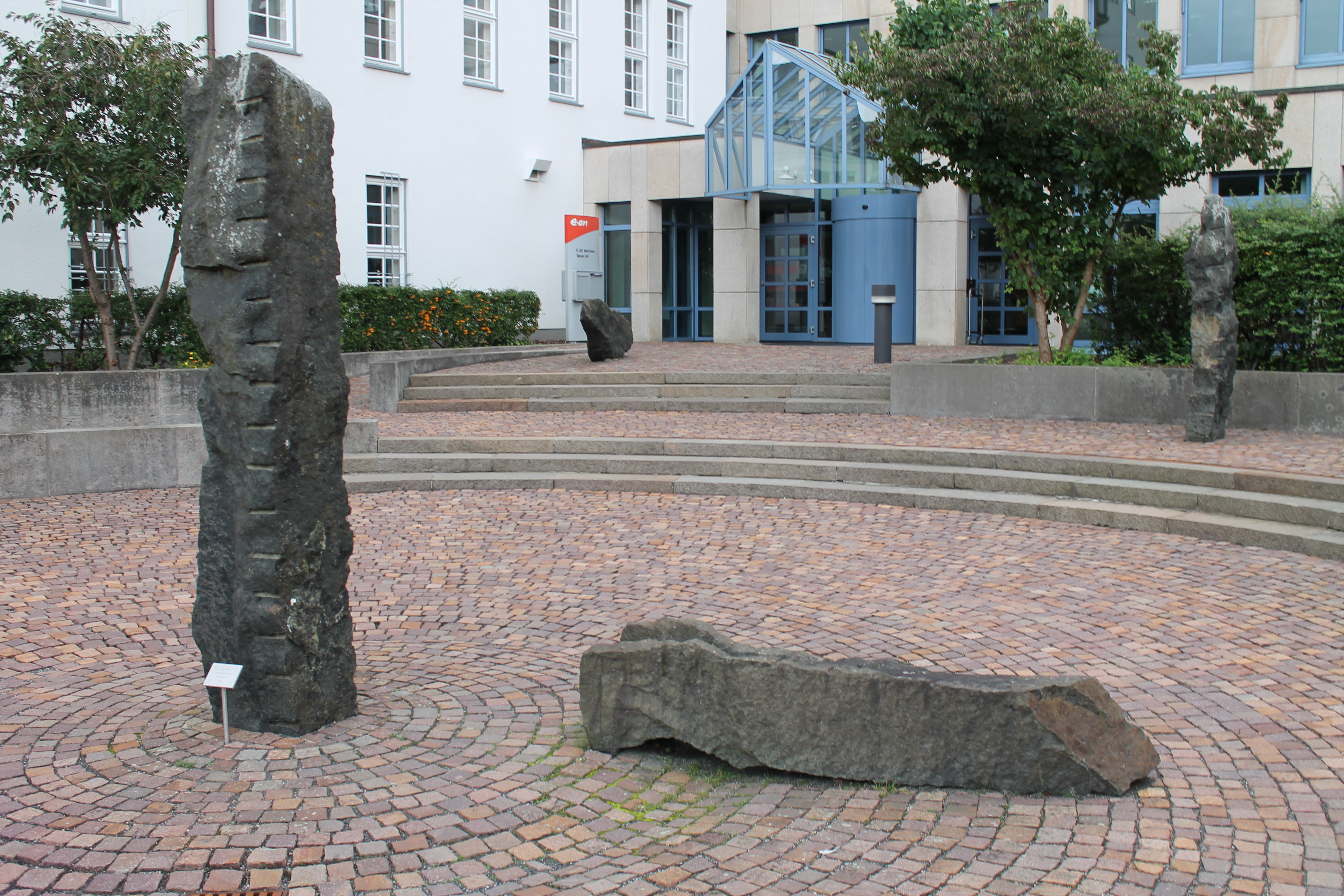
Susanne Tunn: Situation einer Gruppe
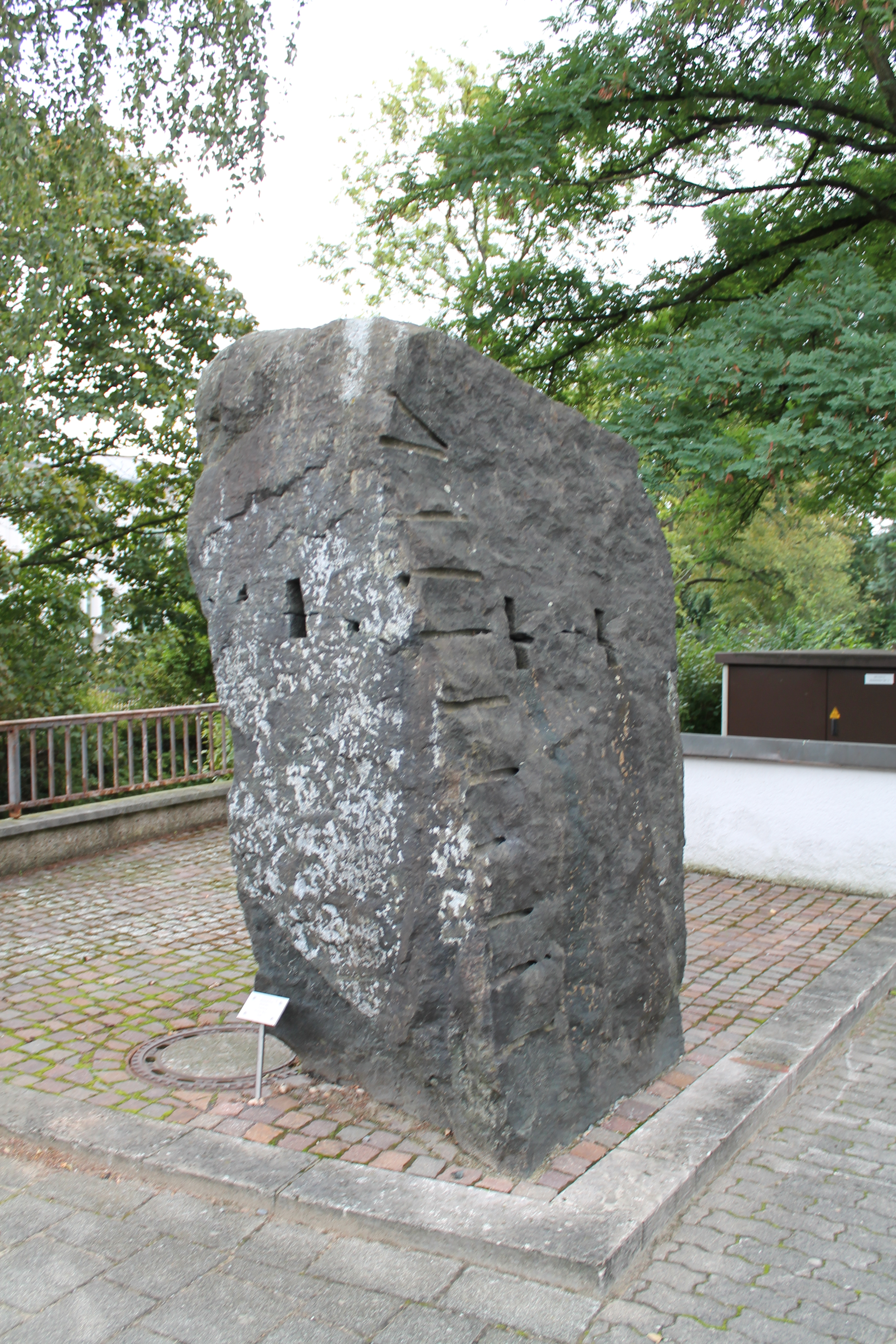
Susanne Tunn: Warte Stein (1)
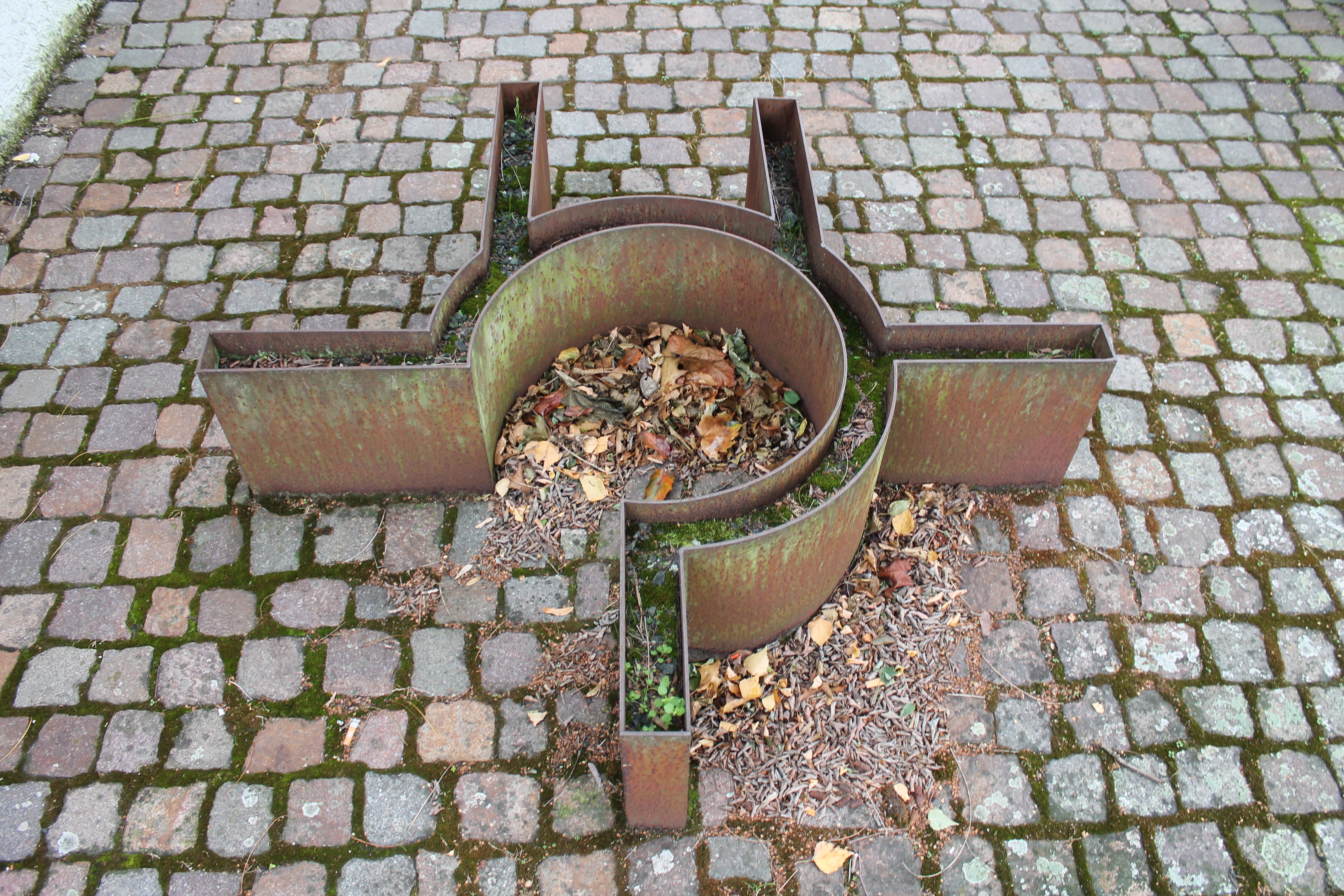
Susanne Tunn: Warte Stein (2)

### Neustädter Feldmark

#### Fünf Tore/fünf Orte

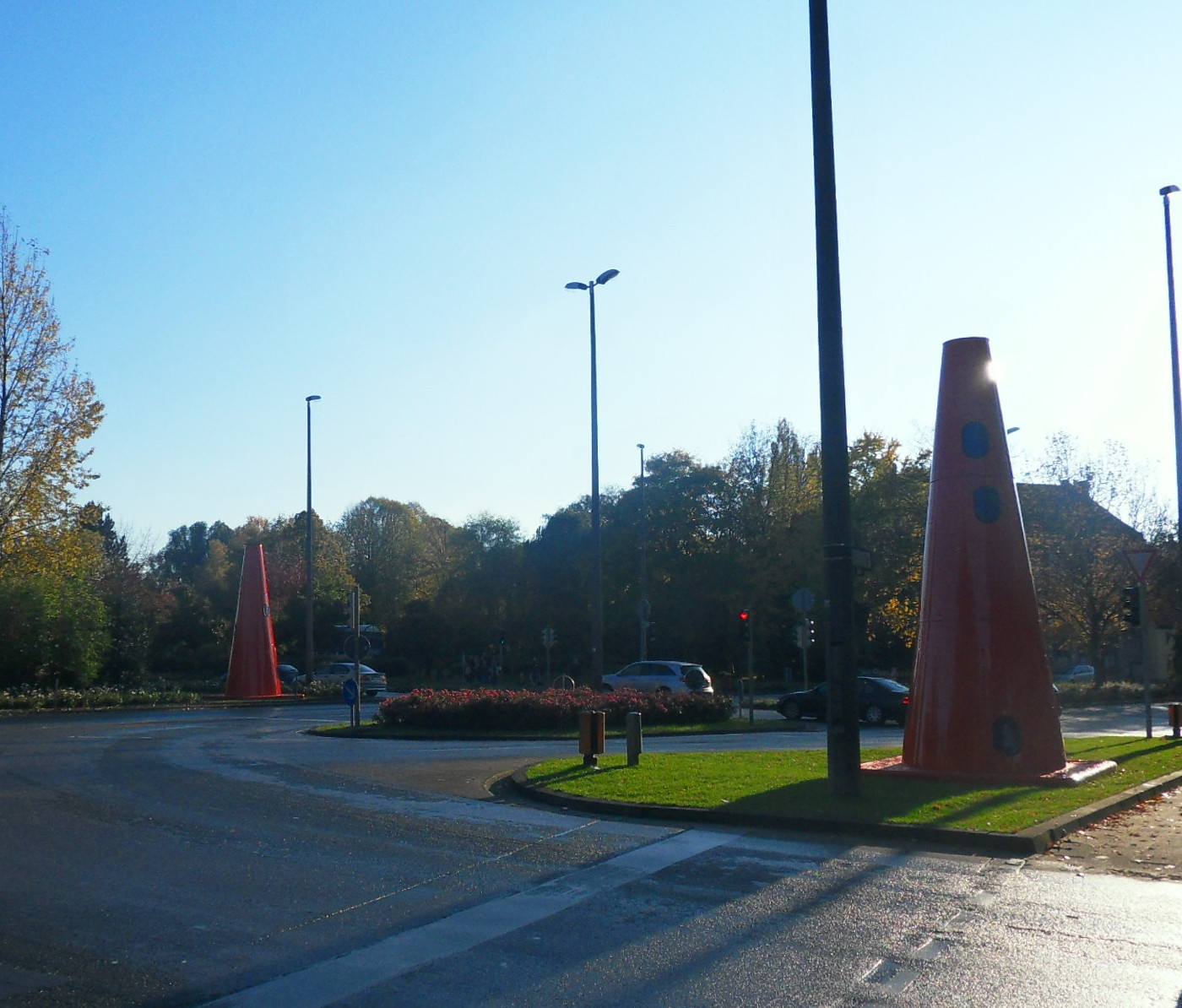
Safety Cones am Bergertor

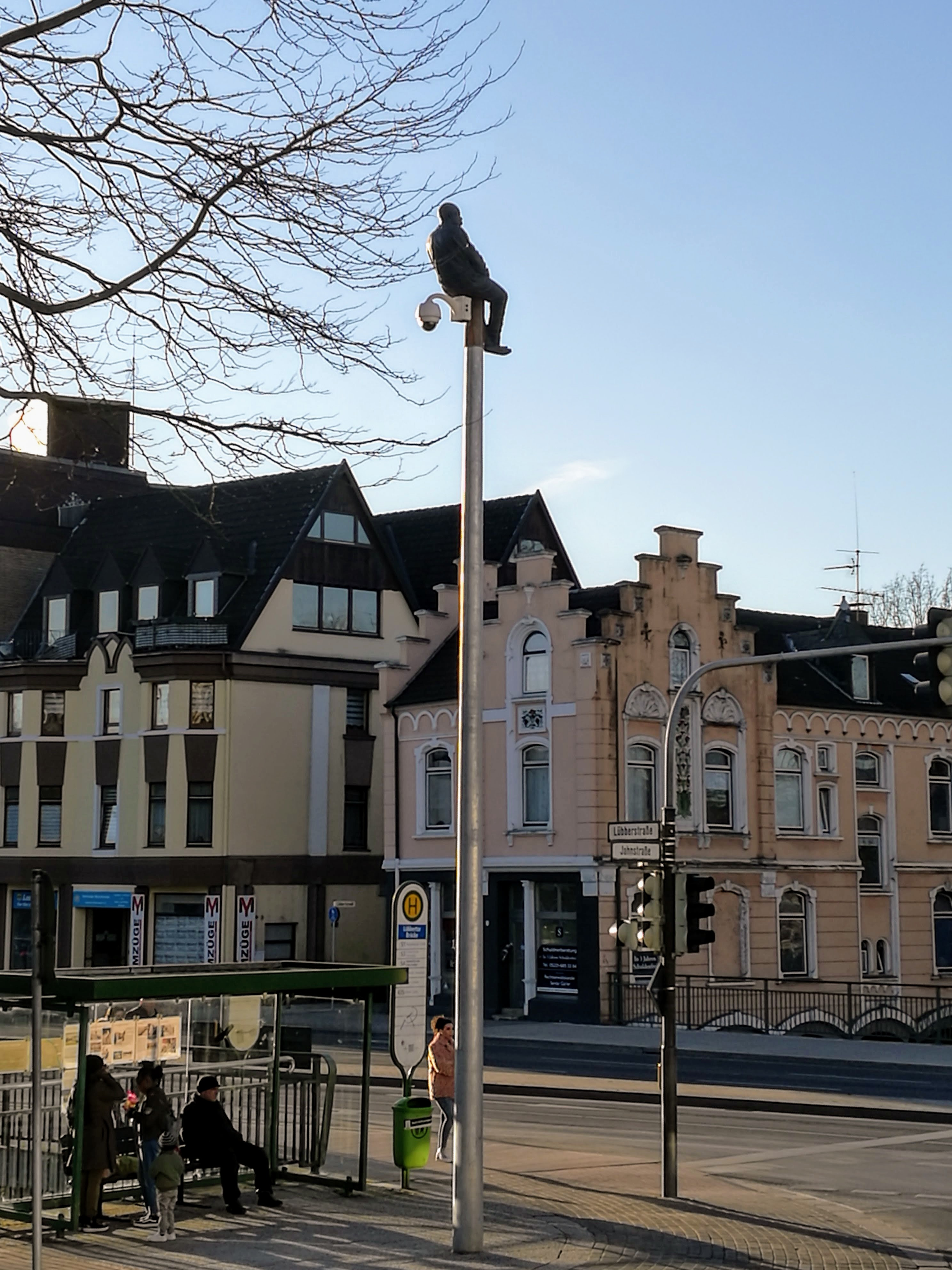
Skulptur Mauerspringer am Lübbertor

Vom damaligen Marta-Direktor Jan Hoet wurde das Kunstprojekt Fünf Tore/fünf Orte angestoßen, bei dem die fünf historischen Stadttore mit zeitgenössischen Kunstwerken wieder sichtbar gemacht werden sollen.
Als erster Teil des Kunstprojekts wurden am 30. Oktober 2010 auf zwei Verkehrsinseln im weitläufigen Kreuzungsbereich am Bergertor zwei orangefarbene Pylone mit dem Namen Safety Cones des US-amerikanischen Installationskünstlers Dennis Oppenheim enthüllt. Die Pylone sind jeweils 5,50 Meter hoch und innenbeleuchtet.
Am 14. Dezember 2017 wurde als zweiter Teil des Projektes am Lübbertor die Skulptur Melilla Mauerspringer des spanischen Künstlers Fernando Sánchez Castillo aufgestellt. Auf einem zehn Meter hohen Laternenmast sitzt eine Bronzefigur, die an der Innenstadt vorbei in die Ferne blickt oder von einem sicheren Leben träumt. Castillo thematisiert damit die Flüchtlingssituation an den EU-Außengrenzen. Insbesondere an der spanischen Stadt Melilla, die an der nordafrikanischen Küste liegt, klettern seit 2008 immer wieder Flüchtlinge aus Afrika über die meterhohen Drahtzäune und Mauern, um nach Europa zu gelangen. Als Mauerspringer wurden auch Personen bezeichnet, die als Mutprobe von West- nach Ostberlin über die Berliner Mauer kletterten.

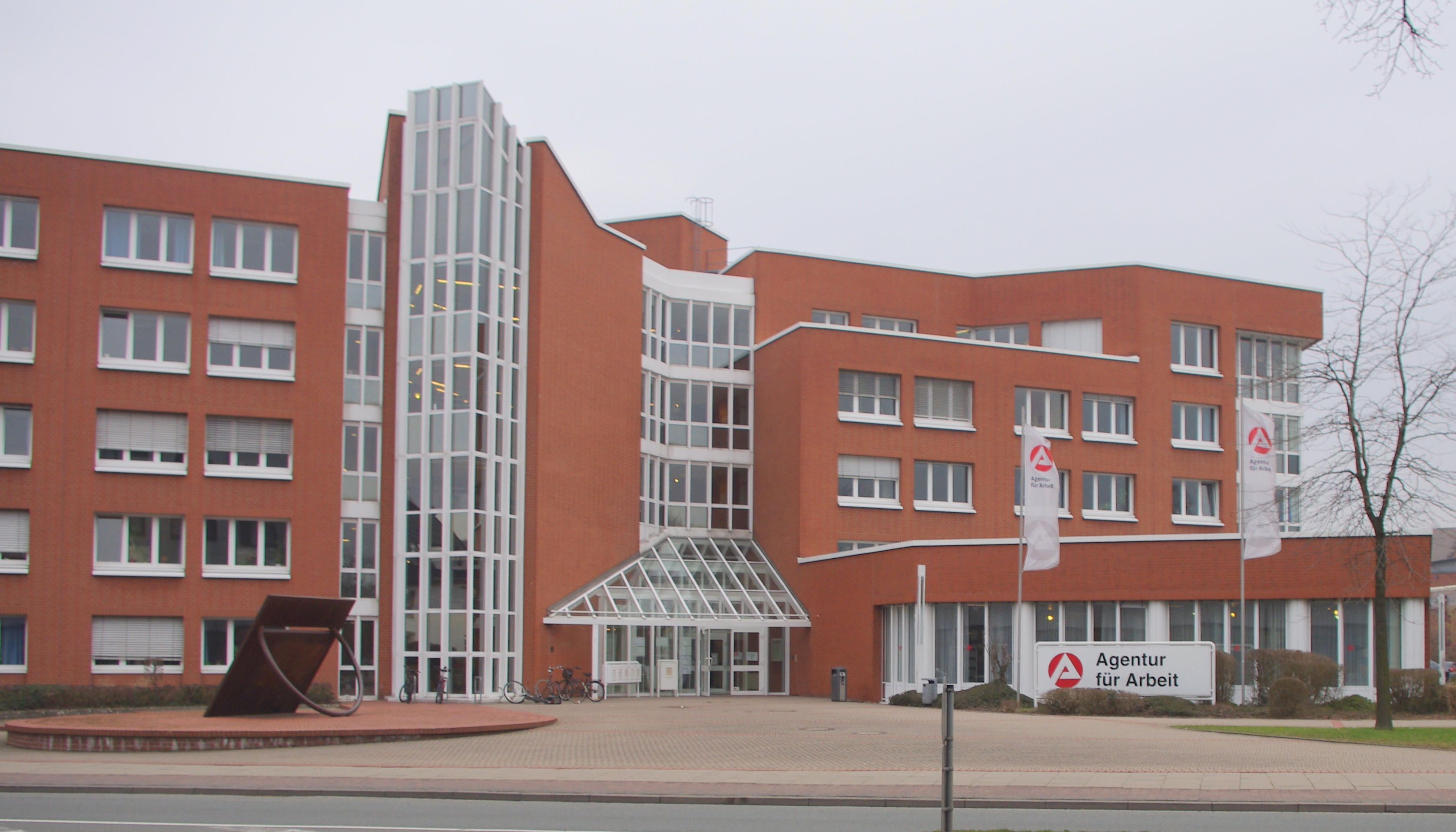
Agentur für Arbeit mit Skulptur von Hans Günther Prager

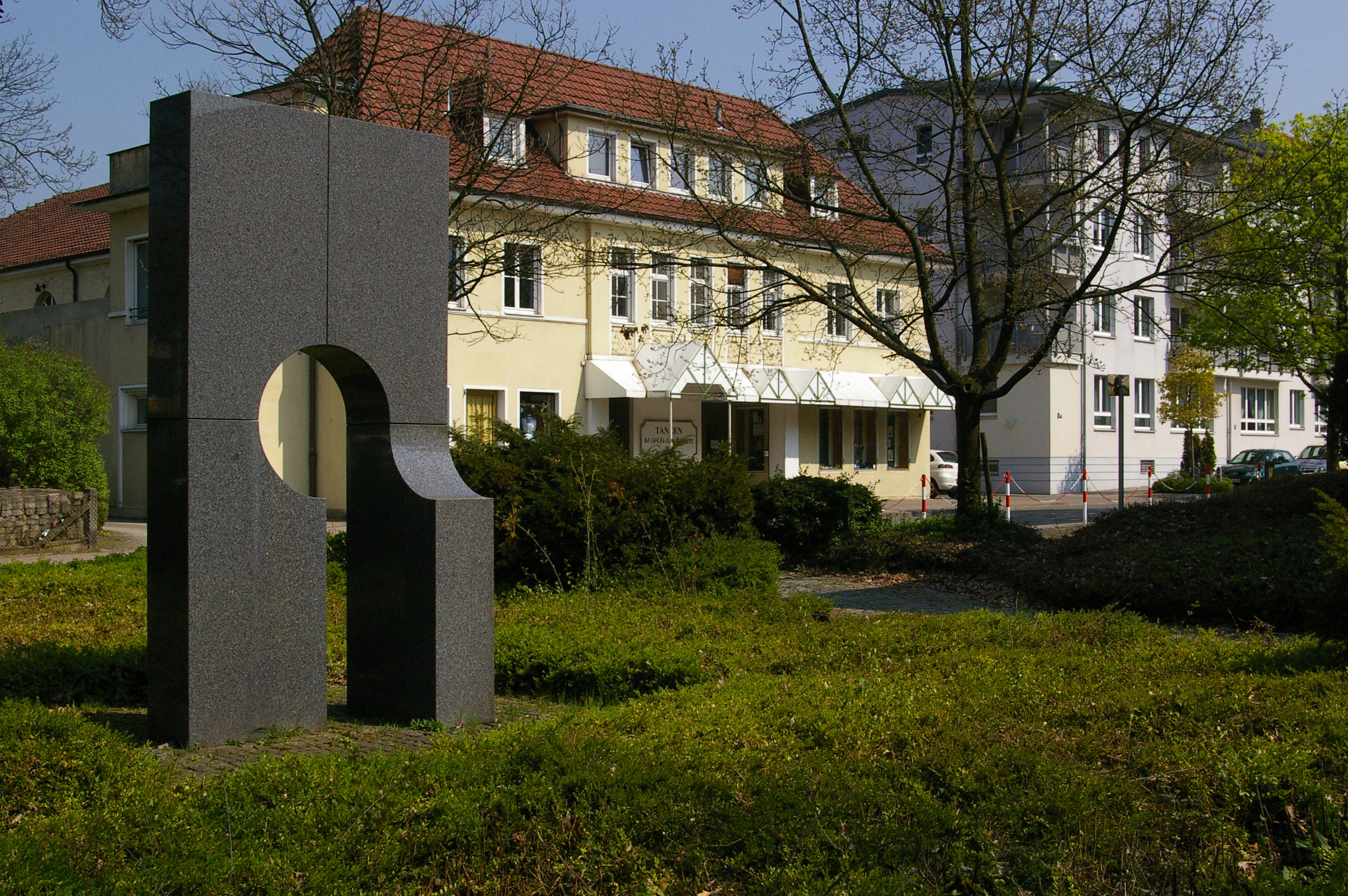
Kunstwerk am Grün-Gold-Haus

#### Skulptur vor der Agentur für Arbeit
Vor der Agentur für Arbeit an der Hansastraße steht eine Skulptur, die 1988 von Heinz-Günter Prager geschaffen wurde. Sie heißt „im Dreieck 5/88“ und besteht aus einer quadratischen Stahlplatte und einem Ring.

#### Kunstwerk am Grün-Gold-Haus
In der Nähe des Hauses des Grün-Gold-Tanzclubs an der Bruchstraße/Ecke Werrestraße steht ein modernes Kunstwerk von Gottfried Honegger mit dem Namen „Monoform 16“. Es wurde im Zusammenhang mit dem Abbruch des Gebäudes der ehemaligen Landeszentralbank-Filiale Mitte 2016 entfernt. Ob es nach dem Neubau der dort geplanten Wohnhäuser wieder aufgestellt wird, ist nicht bekannt.

#### Friedensturm
Seit 13. Februar 2017 gibt es in den Werregärten eine Installation des Herforder Künstlers Draffoh Rheinmann. Es ist ein Granitstein, der auf der vorderen linken Seite senkrecht die Aufschrift Friedensturm trägt. Rechts daneben befinden sich das Friedenszeichen und darunter die Worte Pax optima rerum (Der Friede ist das beste der Dinge) sowie Peace Tower. Um den Stein herum hat der Künstler fünf noch kleine Ahornbäume gepflanzt, die innerhalb von zehn bis 20 Jahren zu einem Turm zusammenwachsen sollen. Die Zahl „fünf“ steht für die fünf Erdteile, der 13. Februar wurde für die Anpflanzung gewählt, weil in der Nacht vom 13. auf den 14. Februar 1945 die größte Bombenangriffswelle auf Dresden begann. Das Kunstwerk trägt den Namen „Herforder Friedensturm“.

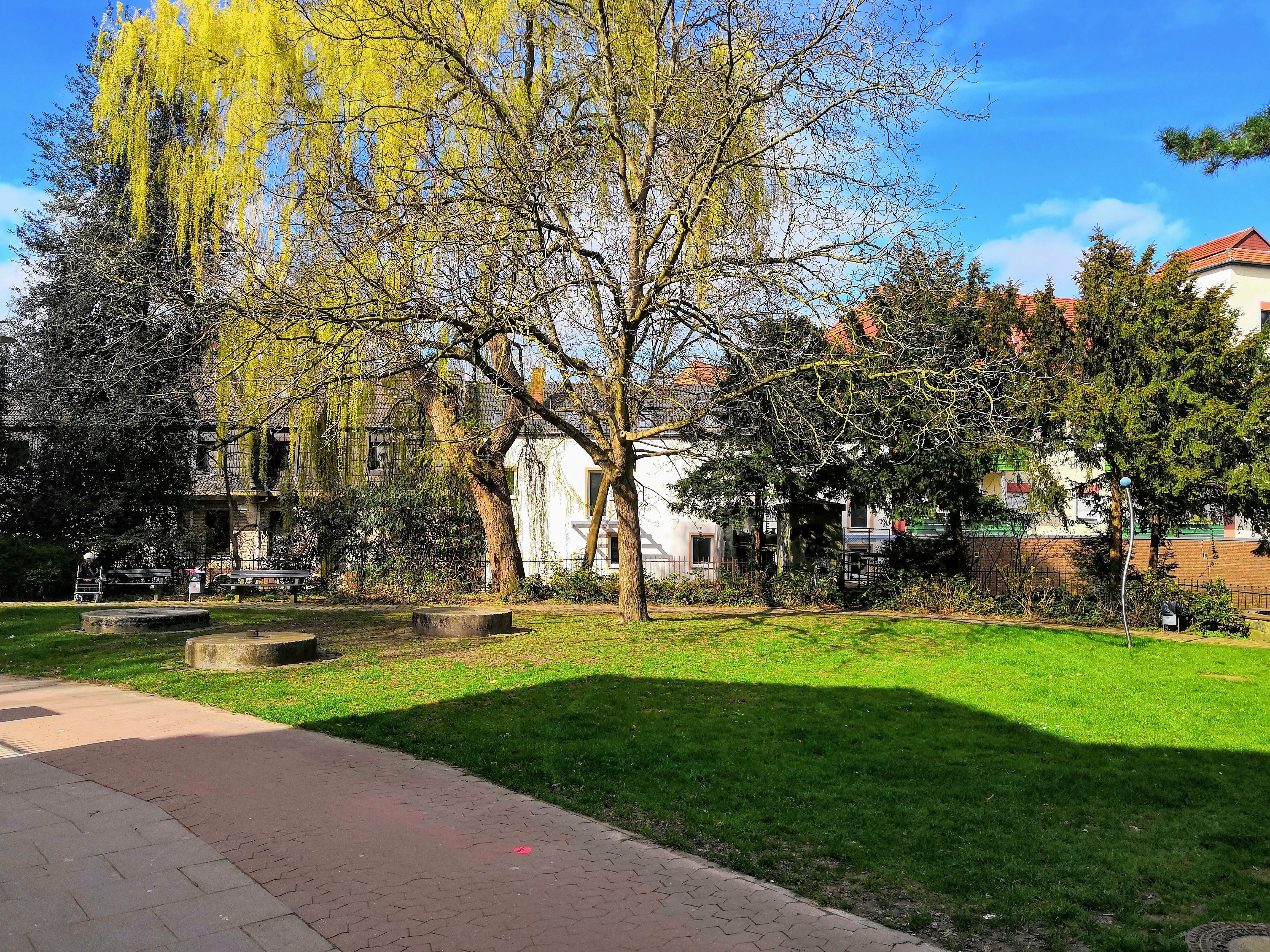
Bürgerplatz am Wehr, rechts die Skulptur

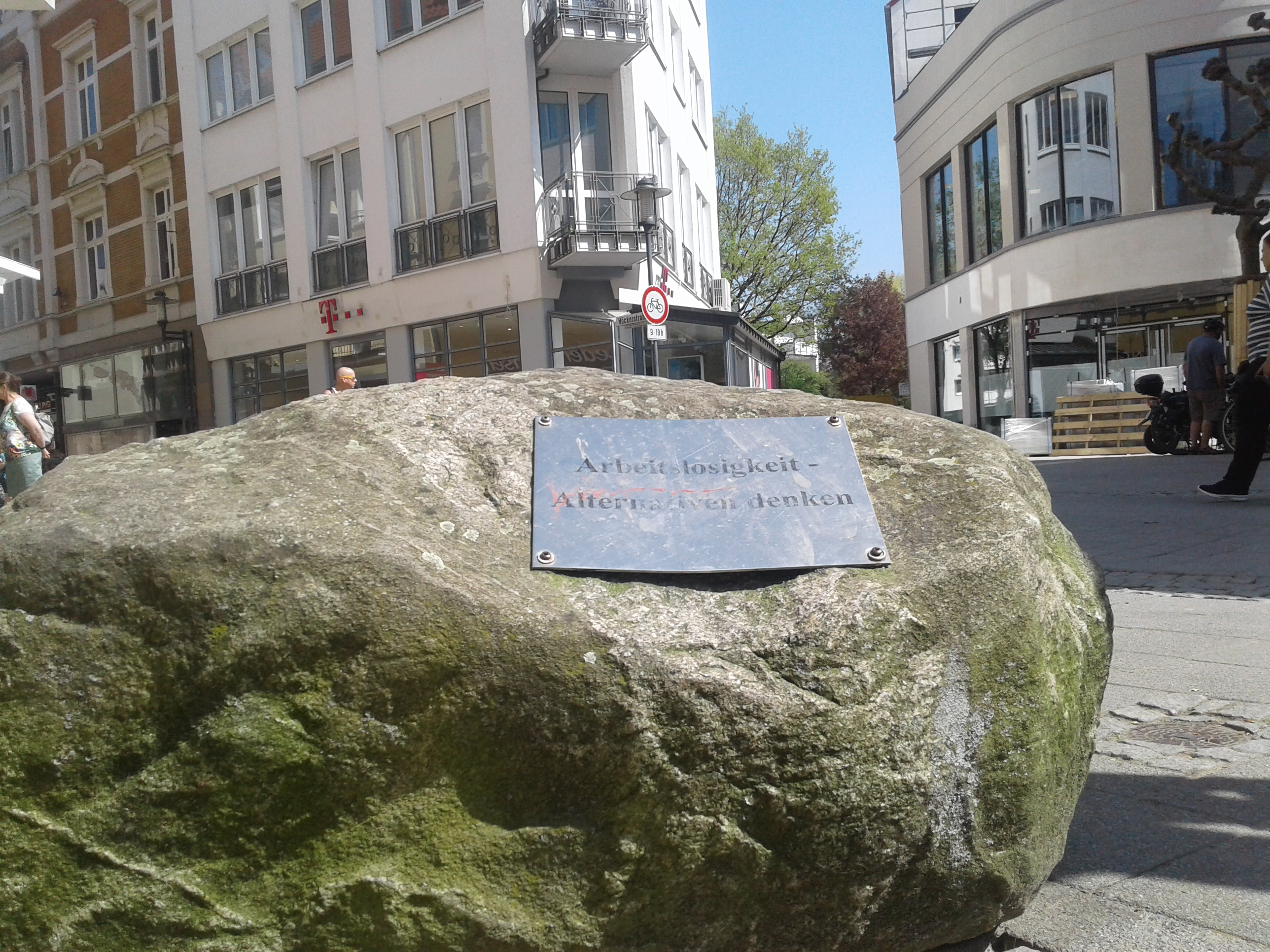
Stein des Anstoßes auf dem Linnenbauerplatz

### Altstadt

#### Stein des Anstoßes
Im Zuge der geplanten Hartz4-Gesetzgebung legte das Soziale Bündnis in der Form von Guerilla-Kunst den Stein des Anstoßes auf dem Linnenbauerplatz mit der Aufschrift „Arbeitslosigkeit – Alternativen denken“ ab. Nach ursprünglichen Protesten vonseiten der Stadt wurde beschlossen, den Stein auf dem Platz stehen zu lassen.

#### Skulptur auf dem Bürgerplatz am Wehr
Auf der Wiese des Bürgerplatzes am Wehr steht ein etwa drei Meter hohes geschwungenes Edelstahlrohr. Auf der Spitze ist eine kleine Betonkugel angebracht. Der Bürgerplatz am Wehr erhielt seinen Namen im Jahr 2012. Er liegt zwischen der Aa am Radewiger Wehr und dem Wall „Unter den Linden“.

### Neustadt

#### Ich habe genug
Seit Oktober 2017 steht an der Petersilienstraße gegenüber vom Frühherrenhaus auf dem Grundstück der Johanniskirche die Installation „Ich habe genug“ von Alexandra Ranner. Es ist ein kleines Haus, neben dem eine Peitschenlaterne steht. Durch ein Fenster in dem Gebäude ist ein Videofilm zu sehen, in dem ein in einem Fluss treibender körperloser Kopf die Bach-Kantate „Ich habe genug“ singt. Der Videofilm ist täglich von 16 Uhr bis 21 Uhr, während der Winterzeit von 15 Uhr bis 20 Uhr zu sehen.
Die Installation wurde von dem Herforder Unternehmer Heiner Wemhöner angekauft und stand zunächst auf seinem Grundstück an der Lockhauser Straße. Vorher war das 2005 entstandene Werk in Berlin zu sehen.

### Radewiger Feldmark

#### Windflügel
Das zu dem Zeitpunkt höchste Kunstwerk der Stadt wurde im April 2024 aufgestellt. Es handelt sich um einen 30 Meter hohen ausgedienten Flügel eines Windrades, der auf dem Gelände der Recyclingbörse an der Kiebitzstraße aufgestellt wurde, so dass er von der angrenzenden Bundesstraße 239 zu sehen ist. Während auf der Seite zur Bundesstraße das Kunstmotiv Spirale von Lilith Adler aus Niederfinow zu sehen ist, steht auf der stadteinwärts liegenden Seite der Text There is no Planet B (Es gibt keinen Planeten B) vom Bielefelder Künstlerteam „Art at Work“. An der Spitze sind rot-grün-gelbe Positionslampen montiert. Der Flügel stammt aus Lichtenau, wo Dutzende abgewrackte Rotorblätter bis zu einem Materialrecycling zwischengelagert sind.

### Gesamte Stadt

#### Graffiti an Stromkästen
Seit 2015 werden graue Stromkästen und Schaltschränke in der Radewig mit farbigen Motiven verziert. Durch eine Spende der Westfalen Weser Energie wurden zunächst sechs Gehäuse mit Motiven aus der Vogel- und Pflanzenwelt auf Initiative des Vereins „Rat und Tat“ besprüht. Ausgeführt wurden die Arbeiten von dem Gelsenkirchener Graffitikünstler Dan Geffert (Künstlername: Sponk) an zwei Samstagen gemeinsam mit Asylbewerbern, Mädchen mit Migrationshintergrund und Insassen der Justizvollzugsanstalt Herford.
Anlässlich des zehnjährigen Jubiläums des Museums MARTa wurden im August 2015 weitere Stromkästen von Schülern und Erwachsenen mit Graffiti besprüht.
Im April 2018 besprühte Sponk das Trafohaus am östlichen Eingang vom Bahnhofplatz in die Steintor-Unterführung mit einem Schaustellermotiv. Es zeigt ein nostalgisches Karussell mit einem weißen Pferd auf der Vorderseite. Über drei Seiten zieht sich der Schriftzug „Herford“ und im oberen Bereich des überwiegend in Blau gestalteten Stromkastens ist ein Feuerwerk zu erkennen. Das Bild soll an die Tradition Herfords als Schaustellerstadt erinnern.

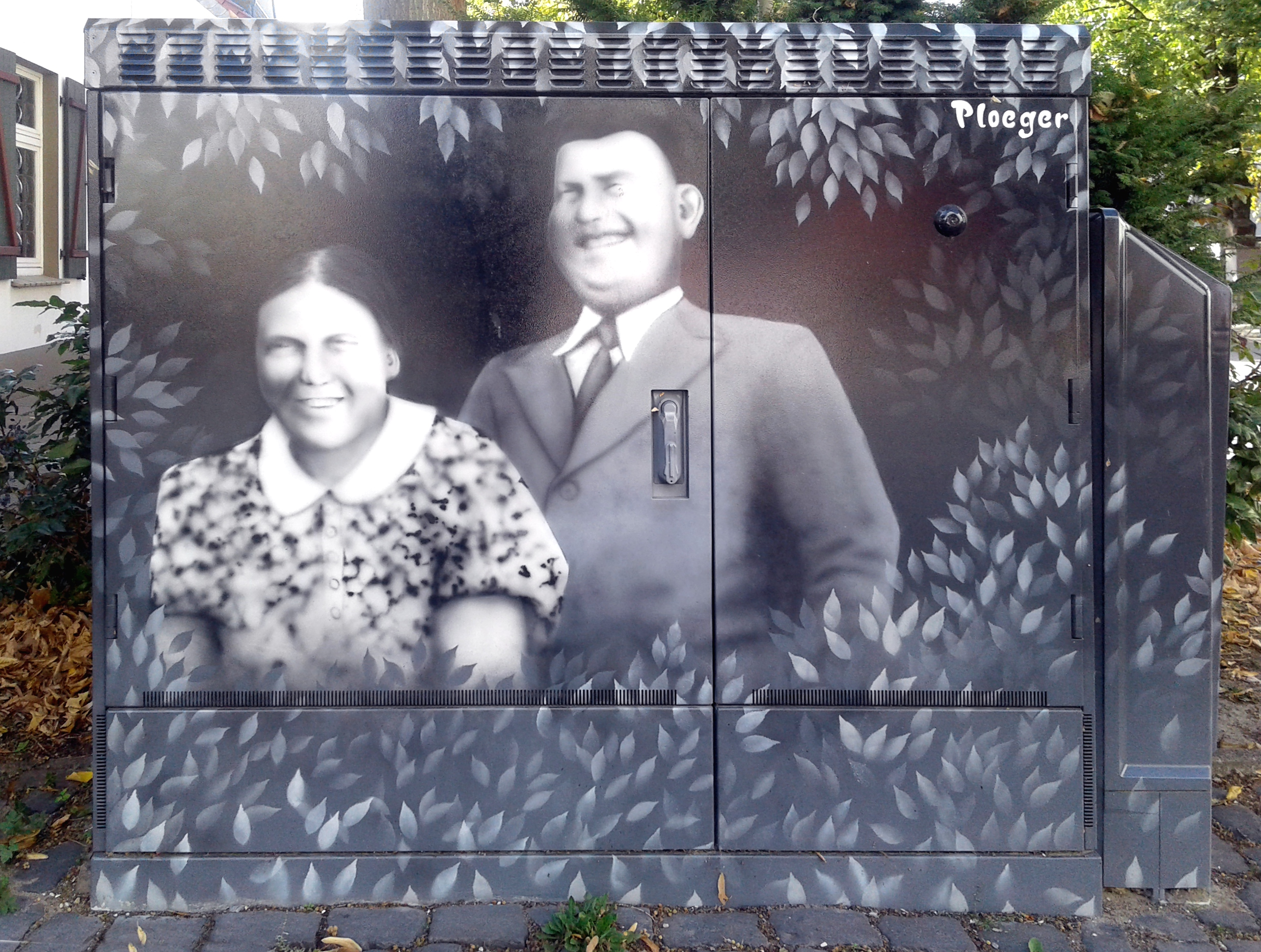
Graffito Heiko und Henny Ploeger des Graffiti-Künstlers Sponk nach einem alten Foto

Einen weiteren Stromkasten besprühte Sponk im Mai 2018 vor der Martinsklause am Martinsgang mit einem historischen Motiv. Es ist der Gewerkschafter und Antifaschist Heiko Ploeger, der zusammen mit seiner Frau dort abgebildet ist. Als Vorlage diente eine aus den 1930er Jahren stammende Fotografie, die zunächst mit einem Beamer auf den Stromkasten projiziert und dort mit Farbe nachgemalt wurde. Heiko Ploeger war am 18. Januar 1944 in seiner Herforder Wohnung verhaftet und im September 1944 von den Nationalsozialisten hingerichtet worden.
Einen Internet-Verteilerkasten an der Kiebitzstraße besprühte Sponk im April 2019 mit einem Kiebitz.

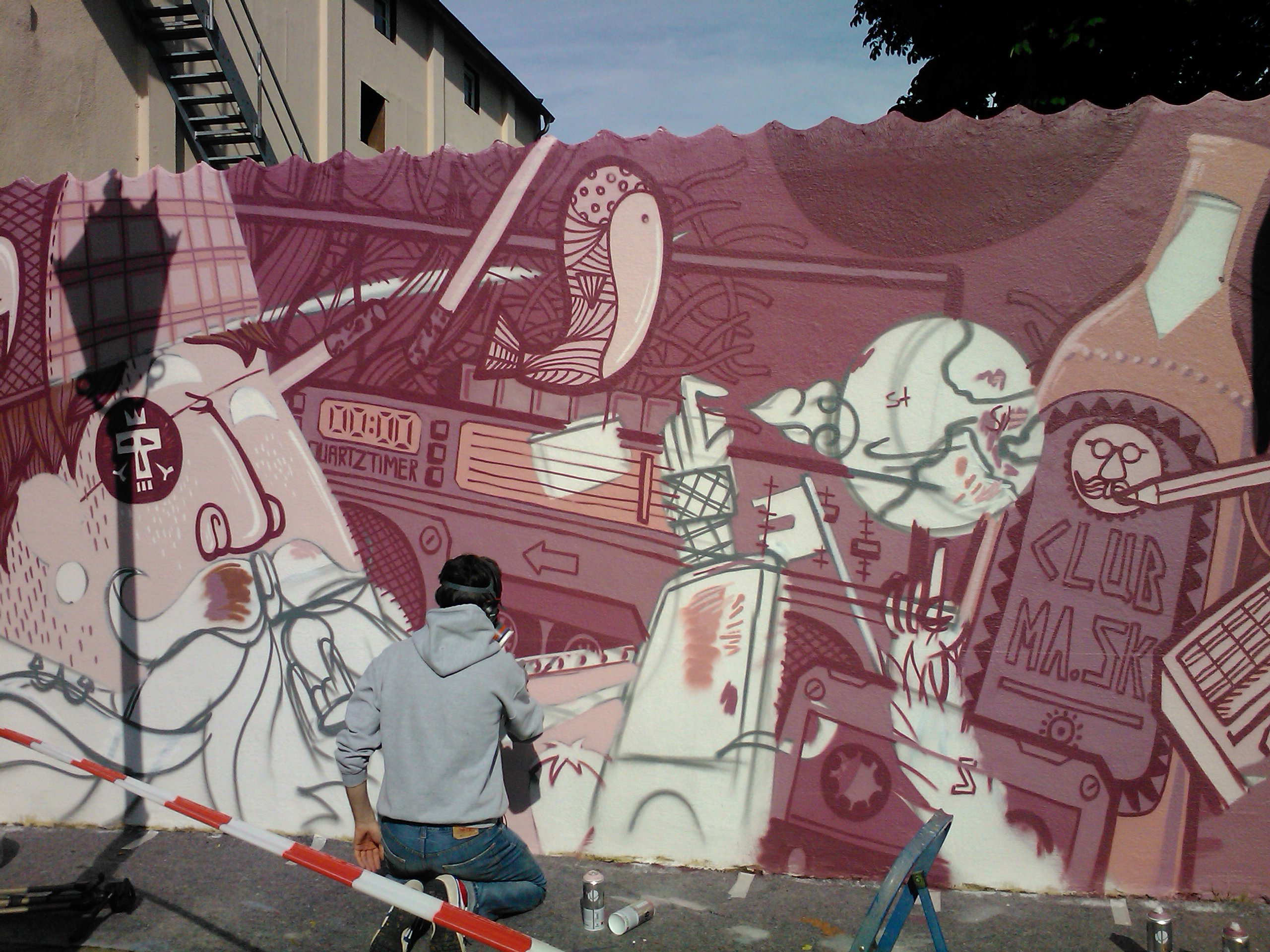
Erzeugung eines Wandgemäldes während der Hansetage in Herford 2013

Im Juni 2018 gestaltete der Street-Art-Künstler Victor Ash alle vier Seiten eines Trafohauses mit überstehendem Dach im Schützenpark an der Ecke Schützenstraße/Steinweg/Pagenmarkt. Das in Schwarz-Weiß gehaltene Kunstwerk soll einen eingeschlagenen Kometen mit einer Kraterlandschaft und Wolken darstellen. Die Idee für die Gestaltung entstand, nachdem das Gebüsch um das Trafohaus herum abgeschnitten worden war und ein mit wilden Graffiti besprühtes Gebäude zum Vorschein kam. In Deutschland war Victor Ash durch sein Werk Astronaut Cosmonaut bekannt geworden, das er 2007 an ein Wohnhaus in Berlin-Kreuzberg gemalt hatte. Den Kontakt zu Ash stellte Marta-Direktor Roland Nachtigäller her.

#### Graffiti an der Tupac-Säule
Auch die Tupac-Säule vor dem Marta wurde von Sponk im April 2019 besprüht. Auf den 4,30 Meter hohen Sockel mit einem Umfang von vier Metern sprühte er 688 rote Ziegelsteine und den abstrakten blauen Schriftzug „Marta“.

#### Wandgemälde der Hansestreetartworks
Während der Hansetage, die 2013 in Herford stattfanden, entstanden mehrere Wandgemälde im Rahmen der Hansestreetartworks durch Initiative des Museum Marta in der Herforder Innenstadt.

## Skulpturen an Schulen

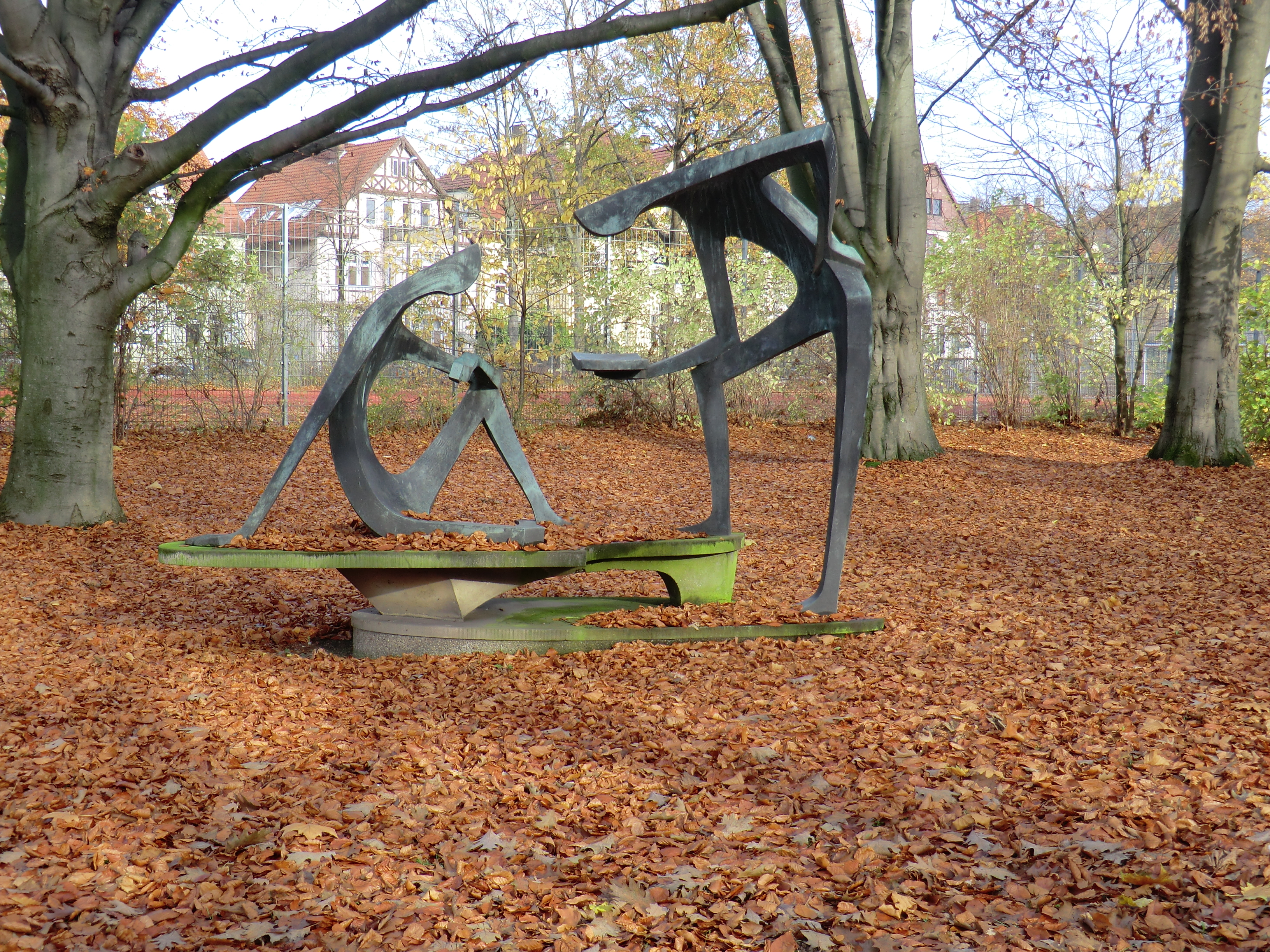
Skulptur vor dem Ravensberger Gymnasium

### Skulpturen am Ravensberger Gymnasium
Im Zusammenhang mit dem Bau des Ravensberger Gymnasiums im Jahr 1960 wurde im Eingangsbereich an der Werrestraße eine Skulptur aufgestellt. Vor einem sitzenden Schüler steht ein Lehrer, der über ein Buch gebeugt ist, aus dem er offensichtlich etwas vorliest. Die beiden Figuren sind stilisiert dargestellt. Die Skulptur wurde von dem Künstler Günter Laurin geschaffen, der von 1959 bis 1960 Kunsterzieher an der Realschule Uhlandstraße war, der heutigen Otto-Hahn-Schule. Der Titel könnte „Schüler und Lehrer“ oder „Lehren und Lernen“ lauten. Ursprünglich stand die Skulptur nicht vor dem Gebäude, sondern innerhalb des Schulgeländes.
Am Rand des Schulhofs steht seit Juli 2002 ein etwa zwei Meter langer Fuß aus Bentheimer Sandstein. Die Skulptur mit dem Namen „Megalitho“ wurde nach einem Entwurf einer Schülerin von dem Bad Salzuflener Steinbildhauer Helmut Schön gestaltet.

### Skulptur an der Ernst-Barlach-Schule
Im Zuge der Neugestaltung des Schulhofes und des Außenbereichs der Ernst-Barlach-Realschule an der Graf-Kanitz-Straße wurde im Dezember 2014 im Eingangsbereich eine Skulptur aufgestellt. Es sind zwei senkrecht aufgestellte bearbeitete Baumstämme, auf denen sich jeweils eine Edelstahlkugel befindet. Auf halber Höhe verbindet eine gebogene Edelstahlstange die beiden Stämme. Die Skulptur zeigt in stilisierter Form zwei Menschen, die sich die Hände reichen.
Entworfen wurde das Werk von der Textillehrerin Swetlana Schmidt. Die Umsetzung erfolgte durch Kerstin Wehrspann in Zusammenarbeit mit dem Holzschnitzkünstler Werner Korzen, Garten- und Landschaftsbau André Kunze und Metallbau Düsediekerbäumer.

### Kunstwerke an der Grundschule Mindener Straße
Auf dem Schulhof der Grundschule Mindener Straße steht ein von dem Herforder Künstler Oliver Stübbe geschaffenes Glasfasermodell eines VW Polo, der mit Kunstrasen beklebt ist. Außerdem hat Stübbe dort ein kleines Amphitheater und eine Schlangenskulptur erstellt.

### Dampfmaschine am Berufsschulzentrum
Auf dem Schulhof des Wilhelm-Normann-Berufskollegs in den Aawiesen wurde eine Dampfmaschine mit Schwungradgenerator aufgestellt. Herkunft und technische Daten sind unbekannt, der Generator ist von Union-Elektricitäts-Gesellschaft Berlin.

## Abgebaute Denkmäler und Kunstwerke
Mitte 2016 wurde das Kunstwerk am Grün-Gold-Haus im Zusammenhang mit dem Abbruch des Gebäudes der ehemaligen Landeszentralbank-Filiale entfernt. Ob es nach dem Neubau der dort geplanten Wohnhäuser wieder aufgestellt wird, ist nicht bekannt.